# Brawn GP Formula One Team
Vous lisez un « article de qualité » labellisé en 2016.
Pour les articles homonymes, voir Brawn.
Brawn GP Formula One Team ou plus simplement Brawn GP est une écurie de Formule 1 britannique créée le 6 mars 2009 pour débuter en compétition à l'occasion du championnat du monde de Formule 1 2009 qu'elle a remporté avec Jenson Button avant d'être rachetée par Mercedes Grand Prix. Une seule saison d'existence, disputée au sommet et couronnée de succès, fait de Brawn GP un cas singulier dans l'histoire de la Formule 1.
Bien qu'issue du rachat du Honda Racing F1 Team par son directeur technique Ross Brawn et quatre autres membres de l'écurie (Nick Fry, Nigel Kerr, Caroline McGrory et John Marsden), l'équipe est cependant considérée par la FIA comme une nouvelle écurie étant donné que le contrat que la FIA possédait avec le constructeur japonais a été rompu. La BGP 001, qui n'est que l'évolution de la Honda RA109, développée durant l'hiver et dotée de plusieurs solutions innovantes (notamment un double diffuseur), est finalement propulsée par un moteur Mercedes-Benz.
Brawn GP fait des débuts historiques en Formule 1 en obtenant une victoire dès sa première course, avec Jenson Button au Grand Prix d'Australie à Melbourne, et en remportant les deux titres mondiaux au bout d'une unique saison marquée par huit victoires (six pour Button et deux pour Rubens Barrichello). Jenson Button devient champion du monde 2009 à l'issue du Grand Prix du Brésil, le 18 octobre, tandis que l'écurie remporte le classement des constructeurs.
Le 16 novembre 2009, Mercedes Benz, son motoriste, et Aabar Investments acquièrent 75,1 % des parts de l'écurie (45,1 % pour Daimler, la maison mère du constructeur Mercedes, et 30 % pour Aabar). L'écurie, qui récupère le siège de Brackley, est rebaptisée Mercedes Grand Prix et reprend le fil d'une histoire interrompue en 1955. Les 24,9 % restants sont acquis en février 2011, Daimler possédant alors 60 % du capital de l'équipe et Aabar 40 %.
En une seule saison de championnat du monde et dix-sept Grands Prix, l'écurie réussit la performance de remporter les titres de champions du monde des pilotes et des constructeurs, obtenir huit victoires, quinze podiums, cinq pole positions et quatre meilleurs tours en course. Avec un total de 172 points, sa moyenne s'établit à 10,12 points par Grand Prix. En 2010, Brawn GP reçoit le Laureus World Sports Awards de l'équipe de l'année.

## Genèse de l'écurie Brawn GP Formula One Team

### Le retrait de Honda de la Formule 1

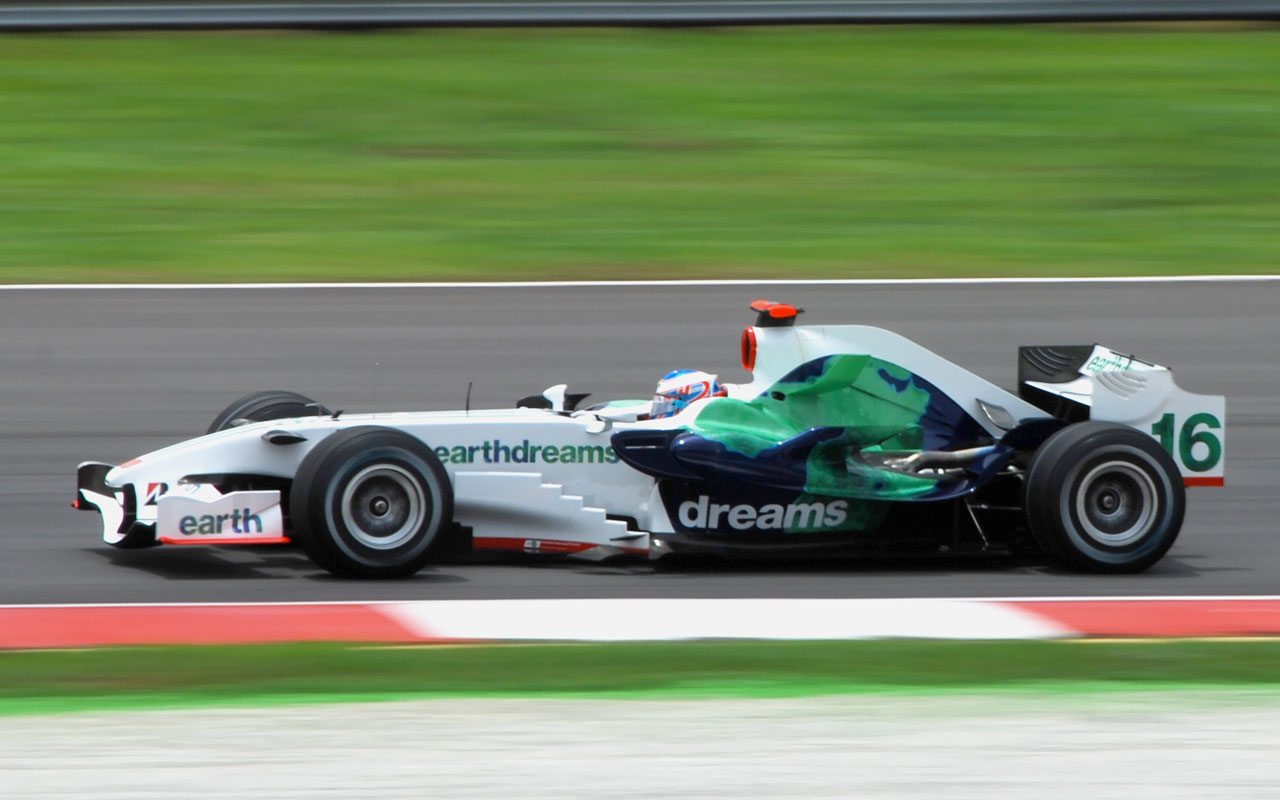
Trois ans après son retour en tant qu'écurie de course, Honda cesse brutalement toute activité en Formule 1 le 5 décembre 2008.

Brawn GP Formula One Team trouve son origine au sein de l'écurie japonaise Honda Racing F1 Team qui, de 2006 à 2008, participe à cinquante-deux Grands Prix de Formule 1. L'entreprise automobile qui a racheté British American Racing (présente entre 1999 et 2005) équipe elle-même issue de Tyrrell Racing (qui débute dans la discipline en tant que constructeur en 1970) réalise sa meilleure saison en 2006 en se classant quatrième du championnat du monde des constructeurs et en remportant le Grand Prix de Hongrie, première victoire de la firme nippone depuis le Grand Prix d'Italie 1967,,.
Le 5 décembre 2008, Takeo Fukui, le président de Honda annonce que son écurie a trois mois pour trouver un repreneur, faute de quoi elle fermera. Fukui justifie sa décision par la crise financière des subprimes qui provoque une baisse importante des ventes de ses voitures de série et souhaite « protéger ses activités principales et sécuriser le long terme car les incertitudes économiques continuent de progresser dans le monde entier ». Les dirigeants de l'écurie, Ross Brawn et Nick Fry ne sont informés de ce désengagement que la veille, lors d'une réunion à l'usine de Brackley. Outre les 700 employés de l'écurie, cette situation risque de compromettre les carrières des deux pilotes historiques de Honda, Rubens Barrichello et Jenson Button, ce dernier possédant encore un contrat de plusieurs saisons avec l'équipe. Si Fukui se dit profondément désolé pour le Britannique et compte négocier avec lui pour rompre son contrat à l'amiable, Nick Fry affirme qu'il reste dans l'écurie pour débuter « une nouvelle aventure », même s'il reste ouvert à un éventuel départ de Button pour Scuderia Toro Rosso où se trouvent les deux derniers postes de pilotes-titulaires libres pour la saison à venir,.
Trois jours après cette annonce, Brawn et Fry se rendent à Tokyo pour évoquer l'avenir de l'écurie avec les dirigeants de Honda tandis que des rumeurs annoncent que le châssis en cours de construction pourrait être motorisé par un bloc Ferrari en 2009 grâce aux bonnes relations qu'entretient Brawn avec la firme italienne avec laquelle il remporte les titres pilotes et constructeurs entre 1999 et 2004,.

### À la recherche d'un repreneur

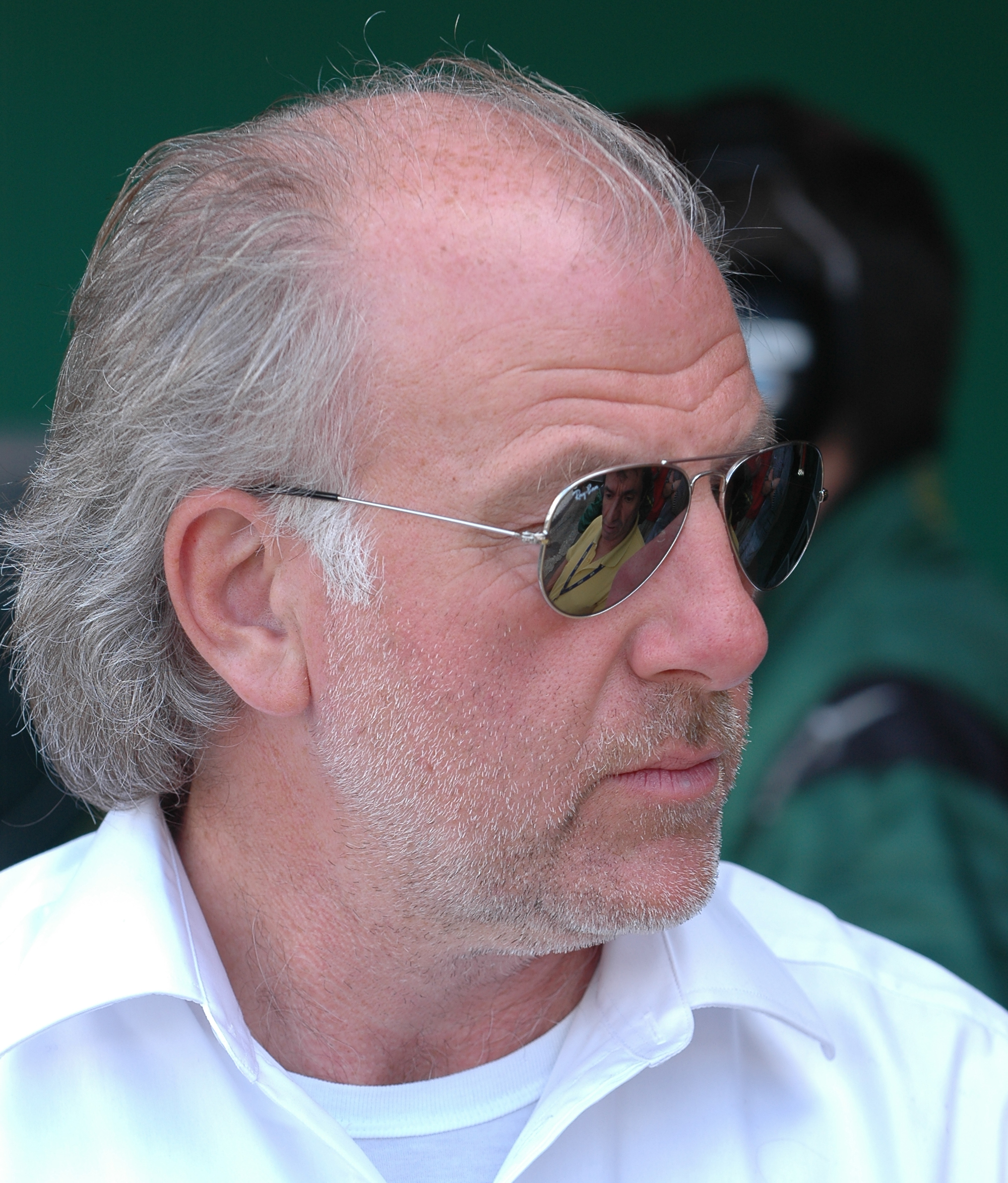
David Richards, le patron de Prodrive, qui s'est retiré du WRC, apparaît comme l'un des premiers racheteurs potentiels de Honda Racing F1 Team...

Malgré ces problèmes, Nick Fry assure que le développement de la Honda RA109 censée être engagée en 2009 continue, d'autant que Ross Brawn, le directeur technique de l'écurie arrivé fin 2007 pense que de bons résultats peuvent être obtenus en Grands Prix, eu égard au long travail de préparation de la monoplace. Son développement représente la moitié des 398 millions de dollars de budget de l'écurie en 2008 (le quatrième plus gros budget du plateau), année considérée par Brawn comme une année de sacrifice avant de « voir la lumière au bout du tunnel »,. La saison 2009 est en effet le théâtre de nombreux changements techniques puisque l'aileron avant des voitures est élargi tandis que l'aileron arrière est rehaussé et rétréci ; si les appendices aérodynamiques de carrosserie tels que les ailettes ou les déflecteurs sont interdits, un système de récupération de l'énergie cinétique dégagée par les freins est autorisé.
Le directeur de Honda Racing F1 Team espère que les promesses de compétitivité de l'écurie pour 2009 vont attirer les investisseurs, même s'il reconnaît qu'il n'y aura pas d'accord d'ici la fin 2008 et que son équipe peut, dans le pire des cas, manquer les quatre premières courses du championnat. De plus, Honda est prêt à brader son équipe de course afin de faciliter sa reprise. Le jour même de l'annonce du retrait de Honda, Nick Fry annonce qu'au cours des douze dernières heures, trois offres sérieuses ont été proposées, dont celle de son ami personnel Martin Leach, un ancien cadre de Ford qui a tenté un peu plus tôt dans l'année de racheter Super Aguri Formula 1 Team, l'écurie-sœur de Honda. Leach pourrait reprendre l'écurie par l'intermédiaire du fonds d’investissement Dubai International Capital qui souhaite investir en Asie, à l'heure où la Formule 1 se développe dans cette région.
Il apparaît toutefois que les actifs de l'écurie en vente sont assez maigres puisque Honda n'est que locataire de l'usine de Brackley, que les machines-outils sont en crédit-bail, que la soufflerie n'est pas encore amortie et que les coûts salariaux sont très élevées.
À la mi-décembre, des rumeurs affirment que le Groupe PSA, qui exploite les marques automobiles françaises Peugeot (engagée en endurance) et Citroën (engagée en championnat du monde des rallyes) et qui semble moins souffrir de la crise que ses concurrents, est intéressé par la reprise de Honda Racing F1 Team, conditionnée à la politique de réduction des coûts en Formule 1. Jenson Button serait conservé et épaulé par le Français Sébastien Bourdais qui n'a pas été confirmé par l'équipe italienne Toro Rosso pour 2009 ; PSA dément très rapidement tout nouvel engagement en Formule 1,.

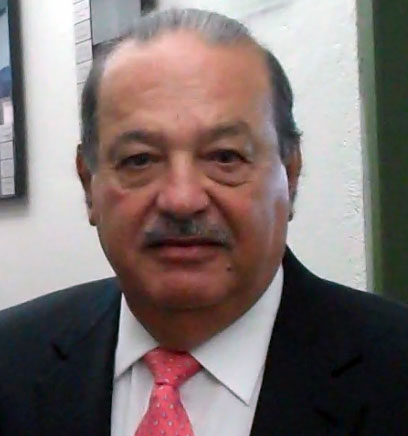
...tout comme Carlos Slim, le deuxième homme le plus riche du monde, qui soutient la carrière de Bruno Senna.

Dans le même temps, David Richards, ancien dirigeant de British American Racing et patron de la structure de course Prodrive qui s'est retiré du championnat du monde des rallyes après la défection de Subaru se montre intéressé par la reprise de l'équipe. Richards, qui a déjà tenté de s'engager en Formule 1 en achetant des châssis McLaren, a pris des contacts avec des investisseurs du Moyen-Orient mais prévient qu'une restructuration des effectifs de l'équipe est primordiale au rachat. Sans vision à long terme quant à la stabilité d'une écurie qui, contrairement à ses rivales, n'a pas pu tester sa nouvelle voiture ni son adaptation aux nouveaux pneumatiques en vigueur en 2009, qui ne dispose pas encore d'un contrat de fourniture moteur le pousse à renoncer au projet pour s'engager en endurance avec Aston Martin.
Peu avant Noël, le milliardaire mexicain Carlos Slim, président de l'entreprise de télécommunications Telmex, se rend à l'usine de Brackley et se montre à même de racheter l'écurie qui lui permettrait de promouvoir ses activités en Amérique latine. Membre du conseil d'administration de Philip Morris International, le commanditaire principal de la Scuderia Ferrari via la marque Marlboro, Slim soutient la carrière du Brésilien Bruno Senna (neveu du triple champion du monde Ayrton Senna) qui aurait dû remplacer Barrichello au sein de l'écurie en 2009,. Si le quotidien italien La Stampa va un peu vite en besogne en affirmant que le deuxième homme le plus riche du monde a acheté l'écurie et engagé Senna aux côtés de Button, l'entourage de Slim dément aussitôt,.
En réaction à ce désintérêt de la part de Carlos Slim, le milliardaire indien Vijay Mallya, propriétaire de l'écurie Force India depuis 2008, qui souhaite développer la Formule 1 en Inde, notamment avec l'organisation d'un Grand Prix, se prétend intéressé par l'acquisition de l'équipe, tout comme l'homme d'affaires grec Achilleas Kallakis qui a fait fortune dans l'immobilier,,.
Début janvier 2009, alors que vingt-cinq repreneurs potentiels semblent intéressés, Honda dispose de cinq ou six offres sérieuses. Des rumeurs font état d'une implication du septuple champion du monde Michael Schumacher dans le rachat de l'écurie japonaise. L'Allemand, qui a quitté la Formule 1 à la fin de la saison 2006 et amassé une fortune considérable durant sa carrière, est un ami proche de Ross Brawn qui a conçu toutes les monoplaces avec lesquelles il a remporté ses titres mondiaux. Si l'arrivée de Schumacher en tant que directeur d'équipe s'inscrirait dans une reprise de l'écurie par ses dirigeants actuels, les observateurs de la discipline jugent très peu probable que Schumacher investisse sa fortune personnelle dans une écurie de Formule 1 en période de crise économique mondiale et ce même si son nom, commercialement très influent, peut attirer certains investisseurs rassurés par le fait que Honda s'engage à financer les besoins de l'équipe le temps qu'elle trouve de nouveaux commanditaires,.

### Vers une solution interne?

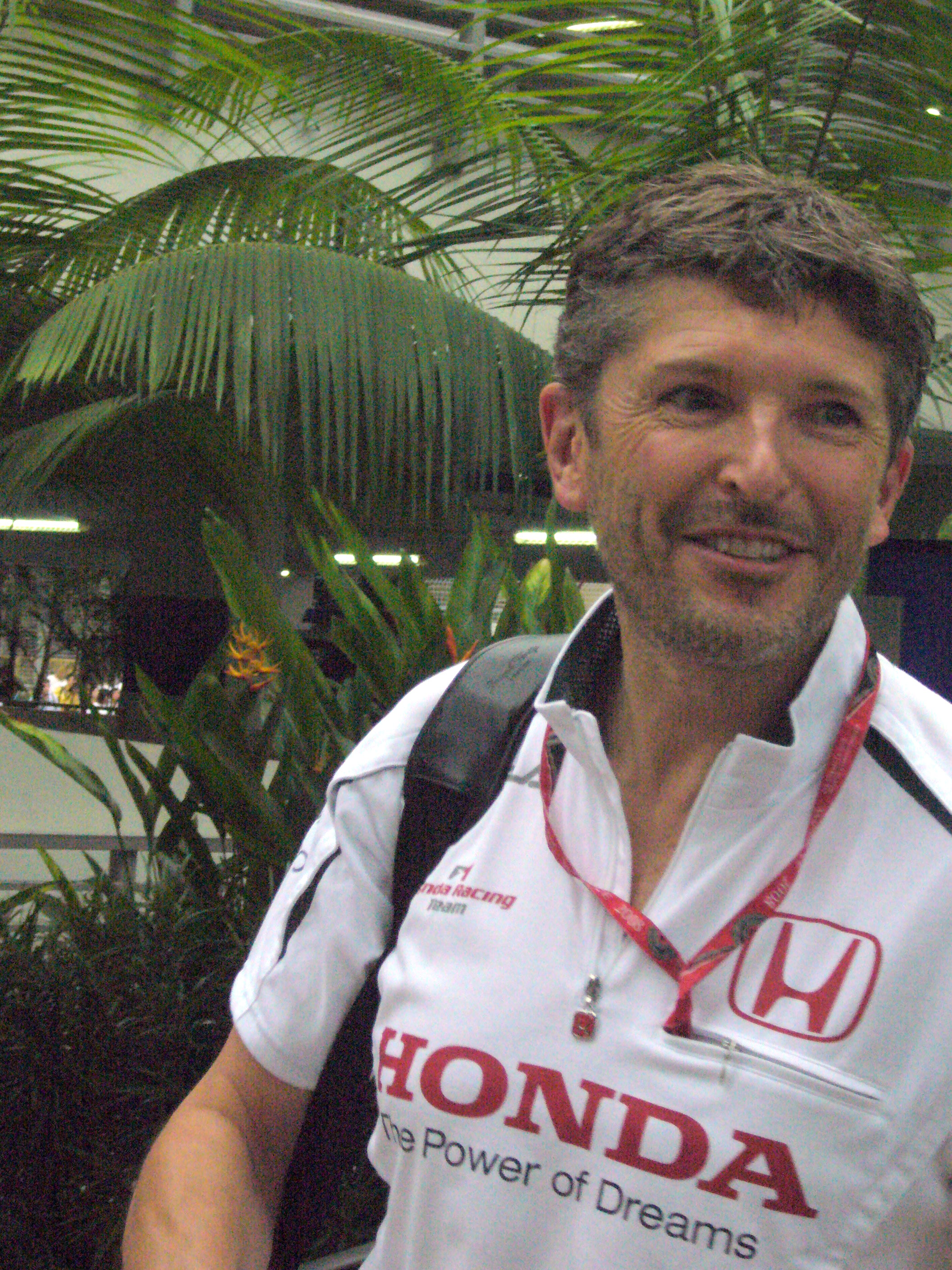
Nick Fry, le patron de l'écurie Honda, monte un dossier de reprise de son équipe.

Si la monoplace conçue par Honda pour 2009 semblait bien partie pour être, par défaut, équipée d'un moteur Ferrari, la situation semble avoir changé début janvier, des amateurs de la discipline suggérant que Ross Brawn et Nick Fry pourraient se tourner vers Mercedes-Benz ; en effets, les blocs italien et allemand sont les plus puissants du plateau, Toyota et BMW ne souhaitent fournir que leurs écuries respectives et les moteurs Honda et Renault ont rencontré en 2008 un tel déficit de puissance que ces deux motoristes ont demandé à la Fédération internationale de l'automobile une égalisation des performances des moteurs,.
Mercedes, qui fournit McLaren et Force India (qui se sépare de Ferrari), se dit prête à travailler avec l'équipe de Brackley à condition que celle-ci dispose de bonnes bases financières, d'autant que les motoristes doivent préparer des blocs au régime abaissé de 19 000  à   18 000 tours par minute, capables de résister à trois Grands Prix et travailler sur le nouveau système de récupération d'énergie cinétique.
Alors qu'un partenariat avec la firme allemande se profile, plusieurs voix en interne de Honda Racing F1 Team s'élèvent contre le rachat de l'écurie par ses dirigeants, Ross Brawn et surtout Nick Fry ; certains craignent que Fry, pourtant aux commandes de l'écurie depuis l'ère British American Racing, ne recueille pas le soutien d'investisseurs potentiels, contrairement à Brawn, jugé très charismatique en Formule 1. D'autres contestataires ont contacté le Département des Affaires, de l'Innovation et des Compétences britannique (BERR) car ils estiment qu'il y a un conflit d'intérêts, Fry et Brawn travaillant avec Honda pour trouver un nouveau propriétaire alors que le premier pourrait s'en porter acquéreur. Le directeur de l'écurie nie ces allégations et affirme qu'il informe régulièrement le BERR de la situation. Enfin, des employés de l'équipe craignent que Honda, qui choisira son repreneur, ferme son écurie, même si les spécialistes pensent qu'une telle décision nuirait à la réputation du constructeur qui aurait tout intérêt à financer la fourniture en moteurs Mercedes si le repreneur ne disposait pas de suffisamment de fonds. Ces attaques sont initiées par Achilleas Kallakis, vexé d'avoir vu sa proposition de rachat repoussée par Honda (qui ne souhaitait pas se retrouver dans la même situation que Jordan Grand Prix devenu Midland F1 Racing en 2006 après son rachat par l'homme d'affaires russe Alex Schnaider qui, incapable d'assurer une bonne santé financière à l'écurie, l'a revendue à Spyker un an plus tard).
Honda Racing F1 Team se porte candidate, auprès du BERR, pour l'obtention d'une aide financière de l'État britannique qui a débloqué des fonds pour les constructeurs automobiles qui s'engagent à innover, créer des emplois, baisser leurs émissions de gaz à effet de serre et avoir un chiffre d'affaires d'au moins 25 millions de livres sterling.

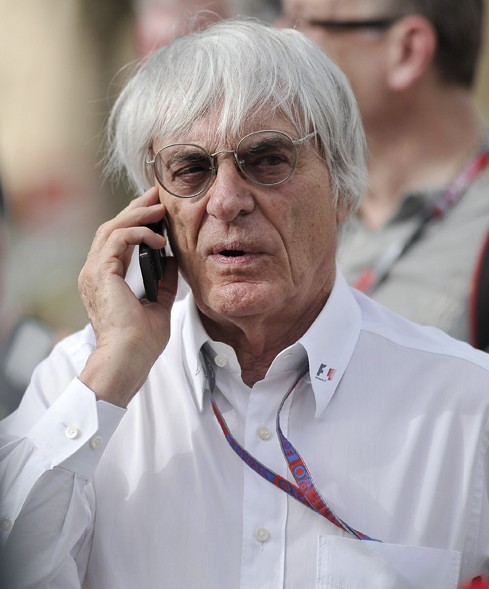
Bernie Ecclestone, le détenteur des droits commerciaux de la Formule 1, propose à Honda une aide financière, qu'elle refuse.

À la mi-janvier, la FIA publie la liste des engagés au championnat du monde de Formule 1 2009 et laisse vacantes les places 18 et 19 attribuées à Honda, l'autorité organisatrice de la discipline prenant acte de la mise en vente de l'écurie. Bien qu'elle donnait initialement jusqu'à la fin du mois à son équipe pour trouver un acheteur avant de la fermer définitivement, la firme japonaise décide de ne pas respecter cette date, semblant dès lors privilégier une reprise par ses dirigeants,. Bernie Ecclestone, le détenteur des droits commerciaux de la Formule 1, supervise les offres de rachat de l'écurie alors que Max Mosley, le président de la FIA, déclare que le personnel est confiant et que Fry et Brawn « pourraient réussir, ce sont deux personnes très compétentes dans la gestion d'une équipe de course ».
Mi-février, Bernie Ecclestone, qui ne veut pas d'un plateau réduit à dix-huit pilotes, propose à Brawn et Fry de payer tous les frais nécessaires à l'engagement en championnat du monde de Formule 1, bien qu'il pense que cette aide puisse être jugée illégale par la Commission européenne, Ecclestone étant également le détenteur des droits commerciaux de la discipline. Les responsables de l'écurie déclinent l'offre, ce qui provoque une crise d'orgueil d'Ecclestone qui déclare : « Si nous perdions McLaren, Ferrari ou quelqu'un comme BMW, les gens se demanderaient ce qu'il se va passer. Mais je ne crois pas que ce soit le cas avec Honda. Ils n'ont pas fait grand chose l'année dernière, n'est-ce pas ? »
Dans le même temps, des rumeurs annoncent que Bruno Senna, grâce aux soutiens du pétrolier Petrobras et Embratel, une entreprise brésilienne de télécommunications, a signé un contrat de trois ans avec l'écurie de Brackley,. Ross Brawn, qui cherche toujours à réunir entre 7,15 millions  et   8 millions de livres sterling pour l'achat de moteurs Mercedes, demande, dans un courriel à l'ensemble du personnel de l'écurie, de redoubler d'efforts pour préparer le début du championnat, qui commence le 29 mars et annonce que l'avenir de l'équipe va en s'améliorant,.
Ecclestone contacte Richard Branson, patron de Virgin Group qui a sponsorisé Super Aguri en 2007, en espérant que le milliardaire britannique rachète l'écurie,,. Quelques jours plus tard, Honda Racing F1 Team confirme être en négociations avec « plusieurs repreneurs potentiels dont le groupe Virgin » (qui ne confirme pas avoir fait d'offre). En coulisses, Branson espère obtenir de Honda une somme supérieure aux 140 millions de dollars prévus en cas de dédit et conditionne son éventuel rachat à une évolution du règlement à venir de la discipline vers une plus  grande prise en compte de l'écologie. Dans la seconde quinzaine de janvier, Honda émet une fin de non-recevoir à Richard Branson et envisage désormais de privilégier la piste d'un management buy-out (rachat interne). Nick Fry, soupçonné d'avoir encouragé Branson à réclamer toujours plus d'argent aux actionnaires japonais au fur et à mesure des négociations, est écarté par le directoire Honda de la recherche de nouveaux repreneurs.
Le 23 février, Honda annonce que son président Takeo Fukui quittera ses fonctions à partir du mois de juin. Fukui, qui privilégie le rachat de l'écurie plutôt que sa fermeture, les deux opérations représentant un coût équivalent, déclare n'avoir « pas encore eu d'acheteur sérieux » pour son équipe, ce qui relance l'idée d'un rachat par Ross Brawn et Nick Fry, alors que Honda continue de payer les factures de son ancienne écurie,.

## Une courte préparation au championnat du monde de Formule 1 2009

### La création de l'écurie Brawn GP Formula One Team

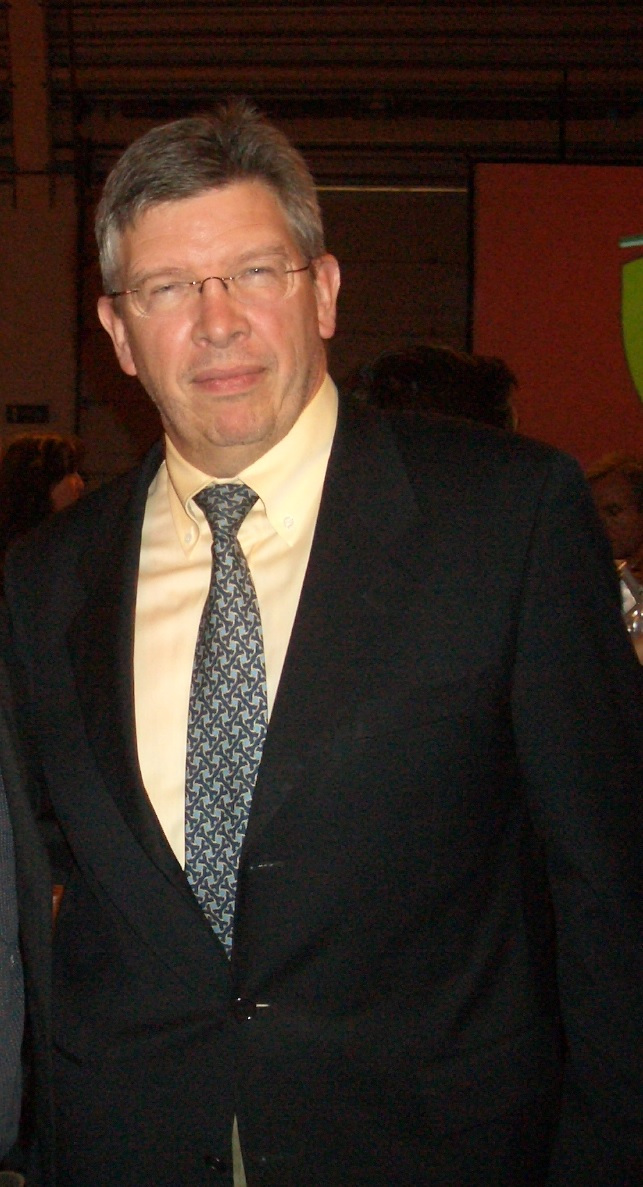
Ross Brawn, l'ancien directeur technique de Benetton, Ferrari puis Honda, devient le propriétaire de sa propre écurie de Formule 1.

Le 26 février, Honda Racing F1 Team annonce que sa nouvelle monoplace est prête à entamer ses essais d'intersaison. L'écurie n'a plus roulé depuis novembre 2008, contrairement à ses rivales qui ont toutes déjà essayé leur nouvelle voiture, hormis Toro Rosso. Ces essais doivent commencer par un déverminage sur le circuit de Silverstone. Les médias rapportent que Ross Brawn a racheté l'écurie et bénéficierait, outre des droits télévisuels acquis par l'équipe en 2008 et des deniers des sponsors de Bruno Senna, du soutien financier de la firme nippone et de Bernie Ecclestone pendant un an, le temps qu'il trouve, avec l'aide de Nick Fry, de nouveaux investisseurs pour 2010,,. Alors que Fry devient l'un des actionnaires, Caroline McGrory, la conseillère juridique de l'équipe de Brackley, valide huit prêts hypothécaires et l'acquisition du nom Brawn Racing, avant de devenir officiellement la secrétaire de société de la nouvelle structure,,,,,.
Bruno Senna, malgré un apport de 10 millions de dollars en provenance de son commanditaire personnel Embratel, ne réussit pas à obtenir de Petrobras les 14 millions de dollars supplémentaires nécessaires pour piloter aux côtés de Jenson Button ; il doit céder sa place à son compatriote Rubens Barrichello qui est déjà lié Honda depuis 2006. Présent en Formule 1 depuis 1993, le Brésilien, avec 268 départs en Grands Prix, est le pilote plus expérimenté de la discipline,. Barrichello déclare : « Moi, j'y ai toujours cru, je me suis tenu prêt physiquement et mentalement. Honda voyait l'intérêt médiatique qu'un jeune Brésilien comme Bruno Senna lui  confèrerait mais Ross Brawn, lui, est pragmatique. Il aurait été dommage que ma longue expérience ne soit pas mise à profit dans ces circonstances, d'autant que je pilote mieux qu'à ma période Ferrari. »
Jenson Button a, pour sa part, accepté une réduction de 80 % de son salaire pour aider l'écurie. Le 6 mars, Ross Brawn confirme officiellement Button et Barrichello aux postes de titulaires pour 2009 et la fourniture de moteurs Mercedes-Benz ; il se déclare ravi de l'expérience qu'apportera le duo le plus expérimenté du plateau qui sera un « atout inestimable » pour se préparer pour la première course du championnat,. Le contrat du pilote brésilien ne porte pour autant que sur les quatre premières manches, Ross Brawn se réservant le droit de le réétudier en fonction des résultats obtenus et de l'implication du pilote dans le travail de l'écurie.
Le même jour, Honda annonce que « la propriété de l'écurie a été transférée à M. Brawn », qui l'a acquise pour une livre sterling symbolique. Brawn remercie la FIA, la Formula One Management, la Formula One Teams Association, le Département des Affaires, de l'Innovation et des Compétences britannique, son motoriste et le fournisseur de pneumatiques, Bridgestone, d'avoir soutenu le projet ainsi que le personnel de l'usine de Brackley pour avoir conservé sa motivation pendant ces quatre mois d'incertitude. Brawn possède désormais l'équipe avec Nick Fry qui en devient le président, Nigel Kerr, son directeur financier, Caroline McGrory, sa conseillère juridique et John Marsden, son directeur des ressources humaines
Si Honda Racing F1 Team est rebaptisée Brawn GP Formula One Team, cette dénomination n'était pas le premier choix des responsables qui souhaitaient initialement rendre hommage à Tyrrell Racing à l'origine de la structure de Brackley ; toutefois, ce nom ne semblait plus en adéquation avec la Formule 1 moderne. L'appellation Pure Racing est évoquée lors d'un brainstorming mais provoque le courroux de Mercedes. « Pourquoi pas Brawn ? », qui a tout gagné en Formule 1, propose Caroline McGrory,.
Quelques heures plus tard, sur le circuit de Silverstone, Jenson Button prend le volant de la nouvelle Brawn BGP 001, dans une livrée blanche dépourvue de tout sponsor,.

### La Brawn BGP 001
Eu égard aux profondes modifications techniques en vigueur en 2009, le développement de la Brawn BGP 001, d'abord connue comme la Honda RA109, commence à l'hiver 2007. Les premiers essais concernant l'efficacité du système de récupération de l'énergie cinétique ont lieu en avril 2008 sur la piste de dragster de Santa Pod, en Angleterre, où Alexander Wurz, le pilote d'essai de Honda Racing F1 Team, étrenne une Honda RA106 de 2006, équipée d'un SREC. Le système hybride de cette monoplace  nommée RA1082, ne peut être testé convenablement et l'écurie part à Jerez. Wurz effectue plus de 300 kilomètres de tests au volant d'une monoplace dont le SREC délivre 400 kJ, améliorant d'environ 7 km/h sa vitesse de pointe.
Satisfait de ces premiers résultats, Honda dote son châssis RA08 d'un SREC, donnant naissance à la RA1089, également équipée d'un aileron de requin derrière l'entrée de la boîte à air et d'un aileron avant élargi pour valider l'emploi de pièces aérodynamiques déjà testés par Button et Wurz à la mi-novembre 2008. Après une nouvelle session de déverminage à Santa Pod, par Anthony Davidson, la RA1089 doit ensuite participer aux essais d'intersaison de Jerez qui débute le 7 décembre mais Honda annonce son retrait de la Formule 1, mettant un terme au projet.

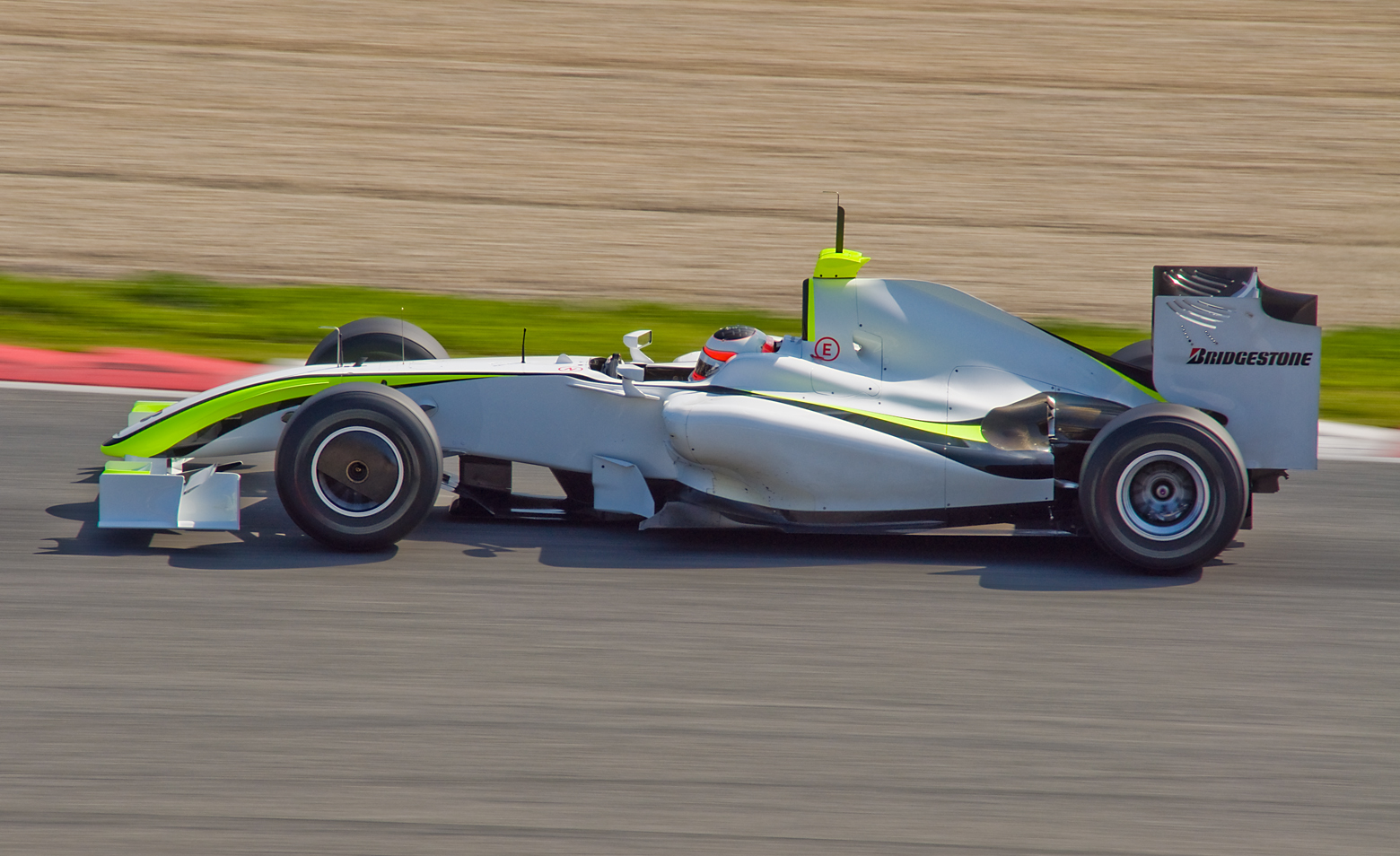
La Brawn BGP 001, dénuée de tout sponsor, est le résultat de quinze mois de développement par Honda puis Brawn GP.

Bien qu'en avance sur BMW, Williams et McLaren sur cette technologie, la version SREC de la RA109, baptisée RA109K, est abandonnée puisque, dans tous les cas, Honda cède son implication de motoriste en Formule 1. Un bureau d'études du constructeur japonais, basé à Tochigi au Japon, continue cependant de travailler en secret sur la RA109,.
Alors que Ross Brawn négocie une fourniture de moteurs avec Mercedes, les ingénieurs adaptent l'aérodynamique de la monoplace pour y loger le bloc FO 108W de 755 chevaux soit, officiellement, 25 de plus que le moteur Honda initialement prévu,. Brawn choisit dans un premier temps de ne pas utiliser le SREC du constructeur allemand afin de pouvoir conserver les pontons rétrécis du châssis d'origine Honda. La BGP 001 se distingue également de la concurrence par un double diffuseur qui améliore profondément le passage du flux d'air sous le fond plat de la voiture. Elle arbore une livrée immaculée ornée seulement de deux liserés noir et jaune fluorescent parcourant la carrosserie depuis le capot moteur jusqu'à l'aileron avant,,.
Honda, qui souhaitait revenir au sommet en 2009, a ainsi investi plus de 150 millions de dollars dans la conception de cette voiture, ce qui en fait la monoplace la plus chère du plateau mais aussi celle qui dispose du plus faible budget d'exploitation, Brawn GP étant une écurie privée. Alexander Wurz, devenu consultant pour l'écurie de Brackley, affirme que le constructeur japonais avait exploité trois types de conception différentes en soufflerie ; quatre souffleries initialement, puis deux, ont été utilisées simultanément pour la conception de la monoplace,,.

### Polémique liée à des premiers tours de piste surprenants

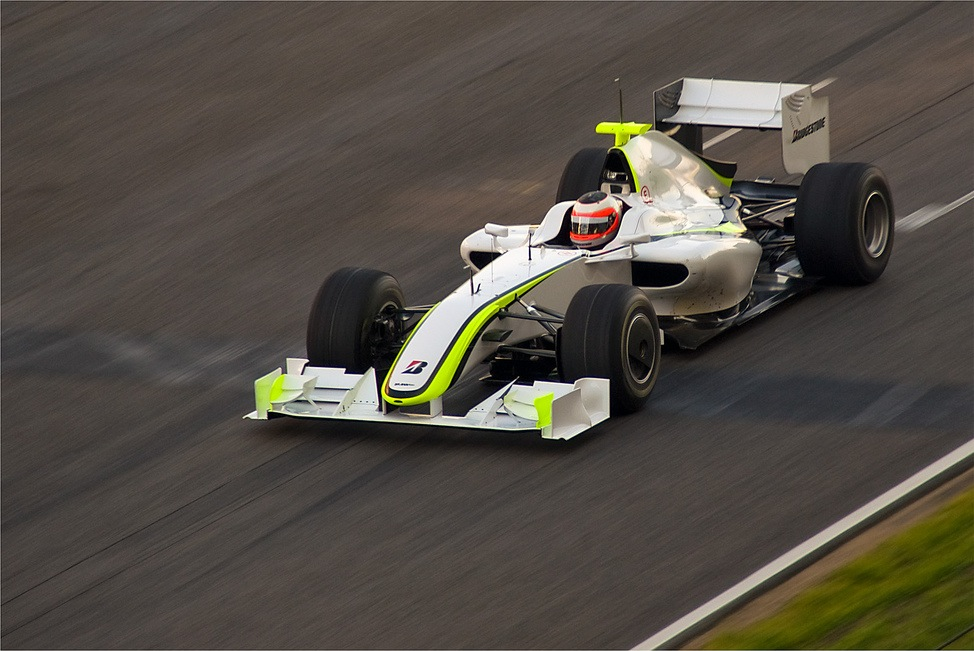
Rubens Barrichello sur la Brawn BGP 001 en test à Barcelone le 10 mars 2009.

La Brawn BGP 001 participe aux essais hivernaux organisés du 9 au 12 mars sur le circuit de Barcelone où elle se confronte à ses rivales qui ont déjà accumulé les kilomètres en piste. L'arrivée de Brawn GP satisfait les ingénieurs et les mécaniciens des autres écuries qui les aident à préparer leurs essais qui laissent entrevoir le fort potentiel de la monoplace. Dès le premier jour, Jenson Button réalise le quatrième temps de la session et ne déplore qu'un léger souci de boîte de vitesses en fin de journée. Hilare, le Britannique déclare : « On a mis la voiture en piste et, au bout de trois tours, j'étais six dixièmes de seconde devant tout le monde. C'était aussi simple que ça… »
Le lendemain, Rubens Barrichello, qui réalise le troisième temps, s'enthousiasme de la fiabilité et des performances de sa monture. Le troisième jour, Button domine nettement la concurrence en réalisant le meilleur temps, repoussant à plus d'une seconde la Ferrari F60 de Felipe Massa ; Barrichello fait de même le lendemain). Fernando Alonso déclare alors : « On ne sait pas combien d'essence ils embarquent mais nous, même en roulant sans essence, nous n'arriverions pas à faire ces temps. Ils sont un pas devant nous. Leur voiture est très élaborée, aux formes très définies et avec un aileron avant très travaillé, comme la partie arrière. » Lors de ces essais, les rumeurs rapportent que Brawn GP aurait obtenu le soutien financier de Bwin, une société autrichienne de pari en ligne, dont les couleurs, le noir et l'orange, apparaitraient sur la BGP 001.
Brawn GP participe, du 15 au 17 mars, à une dernière série d'essais, à Jerez, avant le Grand Prix d'ouverture, en Australie. Les résultats sont tout aussi prometteurs puisque, le premier jour, Button effectue sans encombre une centaine de tours de piste et réalise une nouvelle fois le meilleur temps avec plus de cinq dixièmes d'avance sur son dauphin Fernando Alonso. Le lendemain, Barrichello obtient le second temps, devant son coéquipier ; seul Alonso semble en mesure de rivaliser avec les pilotes Brawn. Enfin, le troisième jour, Button, à nouveau le plus rapide du plateau, s'octroie le meilleur temps absolu de l'ensemble des trois jours de test.

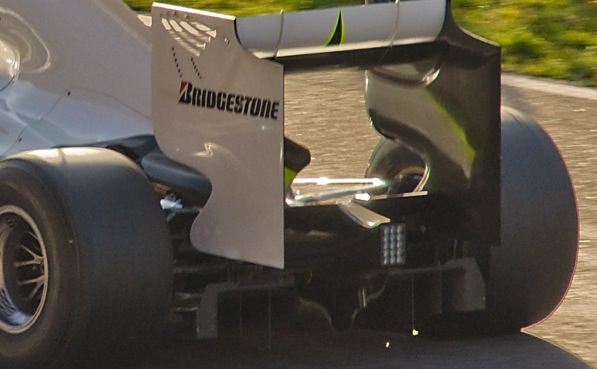
Le double diffuseur de la Brawn BGP 001, source de la polémique sur les performances de la monoplace.

Dès ses premiers tours sur le circuit de Barcelone, les observateurs habitués des paddocks de Formule 1 s'interrogent sur le potentiel de performance réel de la Brawn BGP 001. Très surpris par la compétitivité du châssis de Ross Brawn, les responsables des écuries concurrentes le soupçonnent de rouler avec le minimum d'essence pour attirer de potentiels commanditaires financiers grâce à des temps rapides, ce que réfute l'ingénieur britannique : « Même Mercedes ne voulait pas nous croire quand on leur a parlé du contenu du réservoir. Quand nous avons vu les temps de nos concurrents, nous avons été surpris qu'ils n'aillent pas plus vite. » Il ajoute que l'écurie est « à la recherche de partenaires sérieux pour des contrats de longue durée et non pas de sponsors qui veulent se faire une bonne publicité parce que la voiture fait de bons temps ». Sam Michael, le directeur technique de Williams, estime que si Button et Barrichello tournent une seconde plus vite que les autres pilotes à Melbourne comme ils le font à Barcelone, ils gagneront la course avec un tour d'avance.
Jacky Eeckelaert, qui a rejoint Honda Racing F1 Team comme ingénieur en chef dans le programme de recherche avancée en 2006 puis est promu directeur de l'ingénierie en 2007 avant de rejoindre l'écurie-sœur Super Aguri Formula 1 Team en 2008, éclaire les amateurs de Formule 1 sur les performances de la Brawn. Il révèle que le moteur V8 Honda développe non pas 25 mais 47 chevaux de moins que le bloc Mercedes, ce qui explique le peu de performance de la Honda RA108 de la saison précédente. Il insiste sur le fait que le châssis RA108 n'était donc pas « si mauvais que cela ». Selon Eeckelaert, les Brawn réunissent un moteur puissant et un châssis développé pendant près de quinze mois sur la base d'un châssis précédent assez efficace.
Pensant d'abord que la BGP 001 pesait moins que les 605 kilogrammes minimum autorisés, les critiques se focalisent ensuite sur le double diffuseur de la monoplace. Le fond plat de la monoplace possède un canal central alimenté en air par deux trous à l'arrière de la zone verticale où se rejoignent le plan de référence et le patin en bois. Grâce à ces orifices, le flux d'air est accéléré et l'effet de sol accru. Pour Briatore et Stefano Domenicali, le directeur sportif de Ferrari, les doubles diffuseurs des Brawn BGP 001, Williams FW31 et Toyota TF109 ne sont pas conformes au règlement, ce que réfute Barrichello. La semaine précédant le Grand Prix d'Australie, l'écurie Red Bull Racing envisage de déposer une plainte contre Brawn GP, Williams et Toyota si elles ne modifient pas leur diffuseur d'ici la manche inaugurale,. Le 26 mars, Red Bull, Renault et Ferrari, mettent à exécution la menace mais, après examen des monoplaces incriminées, les commissaires de course du Grand Prix valident la conformité des double diffuseurs et autorisent les monoplaces à participer à l'épreuve. BMW Sauber, Ferrari, Renault et Red Bull font dès lors appel de cette décision auprès de la FIA,,.
Jenson Button indique que, grâce au double diffuseur, la voiture est très rapide dans les grandes courbes. Il explique également que, comme elle est dépourvue du SREC, les ingénieurs ont toute liberté pour positionner le lest obligatoire afin d'accroître l'adhérence à basse vitesse et améliorer la motricité. Enfin, il fait remarquer que sa monoplace est la seule du plateau à avoir un museau bas qui permet d'adopter une géométrie de suspension optimale et capitale pour une bonne exploitation des pneumatiques avant.
Ross Brawn, lors d'une interview accordée un an après ces essais, dévoile : « Cela peut paraître présompteux mais nous nous attendions à faire de tels chronos. Nous étions là où nous nous avions prévu d'être avec le moteur Mercedes, l'un des meilleurs, si ce n'est le meilleur. »

## Une seule saison en championnat du monde

### Premiers contrats

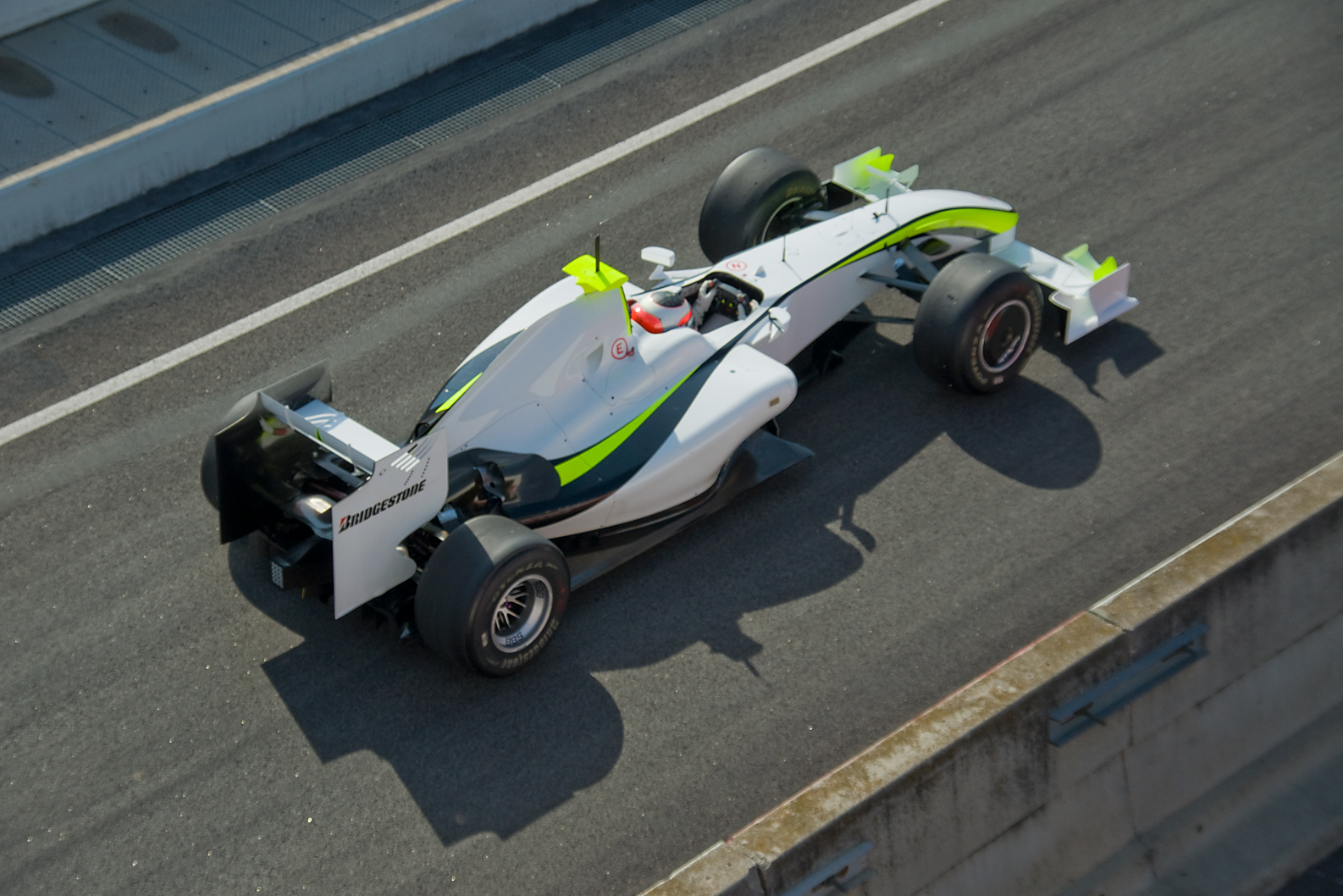
La BGP 001 vierge de tout sponsor pour ses débuts en piste.

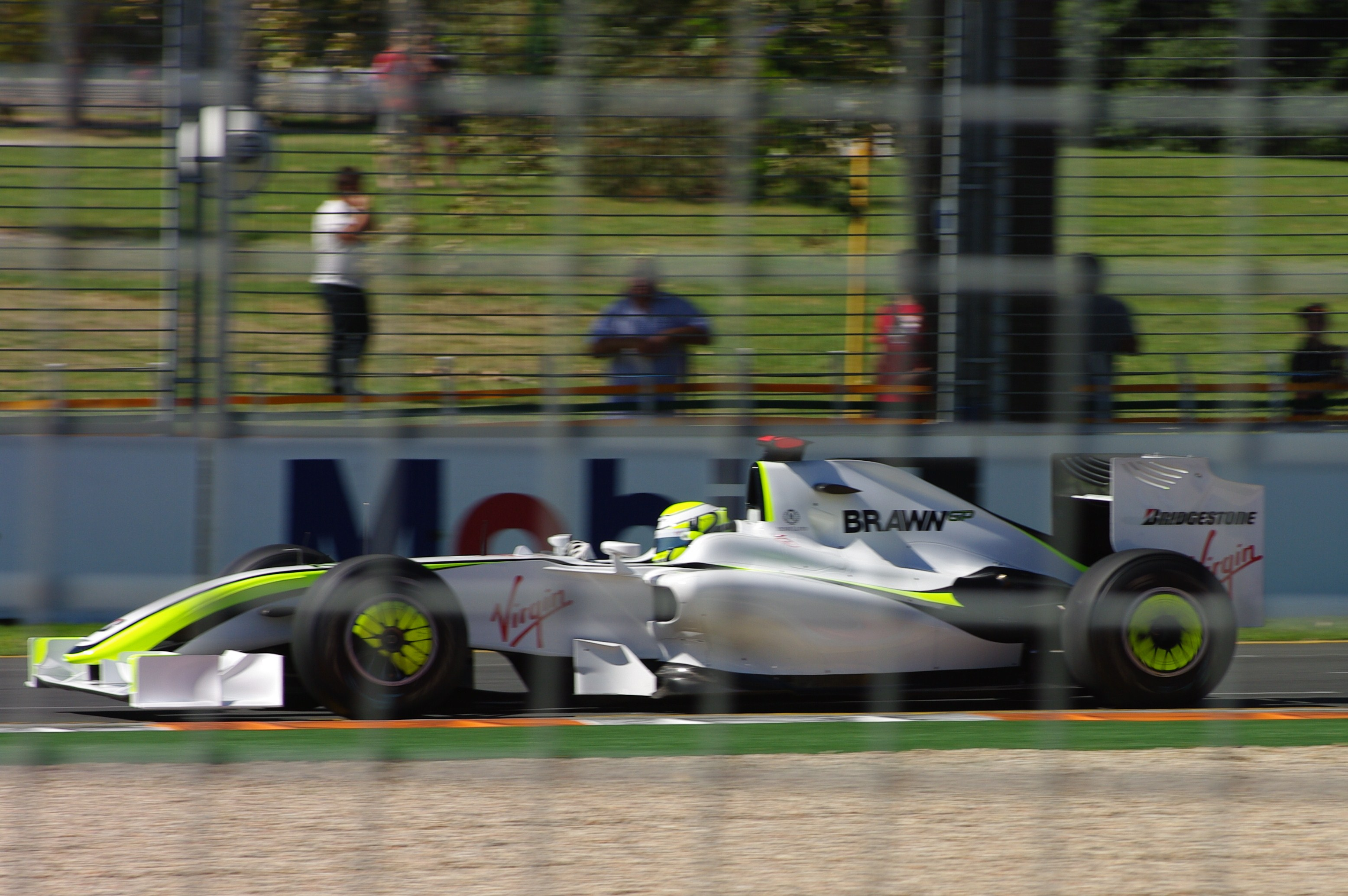
Les logos Virgin font leur apparition en course dès le premier Grand Prix, en Australie.

Peu après ces essais, la FIA confirme l'inscription de l'écurie de Brackley au championnat du monde de Formule 1 2009. Celle-ci, qui a demandé le changement du nom Honda Racing F1 Team en Brawn GP Formula One Team, est considérée comme une nouvelle équipe, ce qui la prive des droits télévisuels acquis par Honda en fonction de son classement en 2008 et versés par la Formula One Management, puisque Honda a rompu le contrat qui la liait à cet organisme jusqu'en 2012. Cette déconvenue ne semble pourtant pas affecter les dirigeants de Brawn GP qui assurent que l'écurie est solide financièrement même si son budget, fourni par Honda et estimé autour de 140 millions de dollars, est l'un des plus serré du plateau (avec la Scuderia Toro Rosso et Force India),,.
Selon Bernie Ecclestone qui aurait préféré la dénomination Brawn Honda, le nom Brawn GP n'évoque rien pour le public tandis que Ross Brawn trouve que « c'est un peu embarrassant d'avoir son nom sur la voiture, même si cela peut aider le côté commercial »,.
Afin de prendre en compte le fait que l'équipe est nouvelle et non un prolongement de Honda Racing F1 Team, la FIA attribue les numéros 20 et 21 à Button et Barrichello tandis que Force India récupère les numéros 18 et 19 initialement réservés à Honda. Force India, qui utilise déjà les numéros 20 et 21 sur les produits dérivés promotionnels et de merchandising qui sont déjà en vente, demande à conserver ses anciens numéros. La FIA accède à cette requête légitime à la veille des essais libres du Grand Prix d'Australie et donne les numéros 22 et 23 aux pilotes Brawn (ainsi, en 2009, aucune équipe n'utilise les numéros 18 et 19),.
Le même jour, l'écurie annonce avoir signé son premier partenariat commercial avec la société britannique Henri Lloyd, fabricant de vêtements dédiés aux sports nautiques, dont le logo apparaît sur la carrosserie de la BGP 001.
Brawn GP annonce, le 28 mars, que Virgin devient un de ses partenaires financiers majeurs ; Ross Brawn avait de longue date noué des liens étroits avec le milliardaire britannique Richard Branson qui sponsorisait Super Aguri F1 (qui faisait également partie de la « sphère d'influence Honda ») en 2007,,. Cette information se traduit instantanément par l'apparition de logotypes Virgin sur la carrosserie des monoplaces encore vierge le matin même, lors des essais libres. Bien que l'équipe ne reçoive que 250 000 dollars par course de leur nouveau partenaire, Richard Branson déclare toutefois que cet accord n'est qu'une première étape vers une collaboration plus étroite : « Je pense que nous aimerions tous que cette relation évolue en quelque chose de plus complet, probablement d'ici trois ou quatre semaines. Nous allons examiner cette possibilité. Je ne pense pas que l'équipe désire avoir un nom qui ne fait la promotion de rien du tout. Tout le monde sait que Ross Brawn est un grand ingénieur et il n'est donc pas nécessaire que cette équipe porte son nom. Le nom de l'équipe pourrait donc changer mais nous verrons bien,,,,. » À la suite de ces déclarations, il est envisagé que les monoplaces changent de livrée dès le Grand Prix de Malaisie pour suivre la charte graphique de l'entreprise Virgin et que l'équipe modifie sa dénomination commerciale en associant la marque Virgin à l'appellation Brawn GP. Finalement, l'écurie conserve son patronyme et les monoplaces leur livrée d'origine (blanc, jaune, noir) ; les logotypes Virgin sont toutefois plus présents (sur le museau, sur les pontons et sur l'aileron arrière),.

### Premiers succès en course

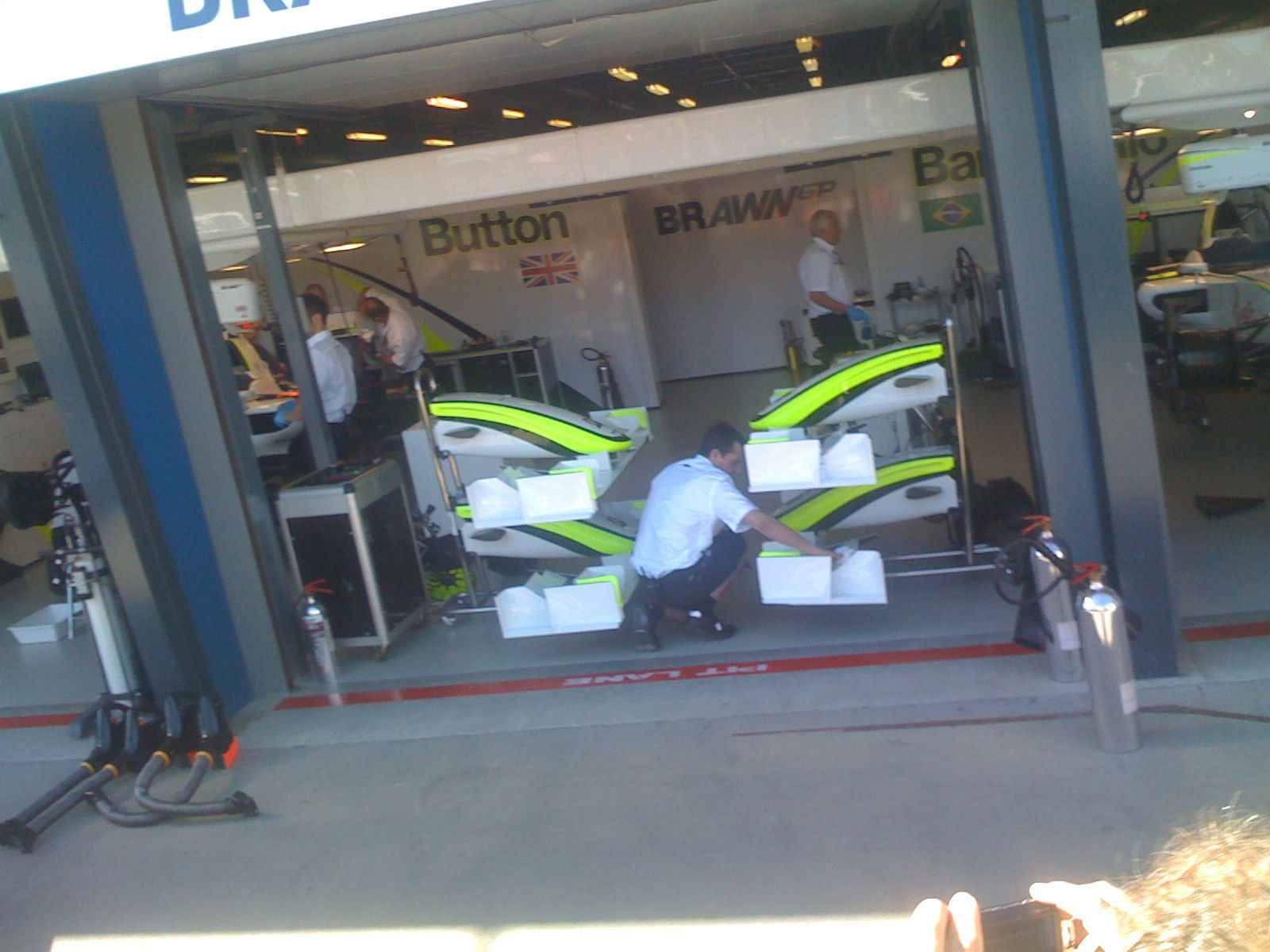
En Australie, l'écurie Brawn GP est relégué dans le stand le plus petit du circuit.

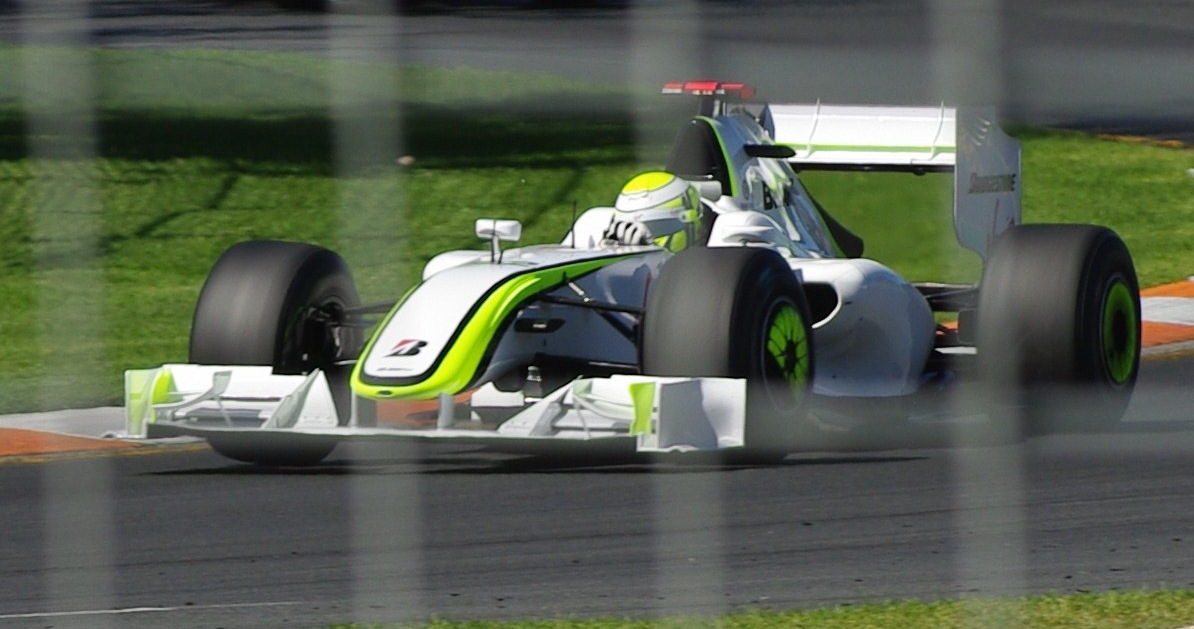
L'écurie Brawn GP obtient sa première pole position et sa première victoire dès sa première course grâce à Jenson Button.

Confiante après les bonnes performances de Barcelone et Jerez, Brawn GP engage, au Grand Prix d'Australie, une monoplace n'ayant subi aucune modification depuis les derniers essais privés. Pour cette manche inaugurale disputée sur le circuit de l'Albert Park, Jenson Button et Rubens Barrichello utilisent un nouveau casque où les couleurs de l'écurie se substituent aux couleurs habituelles des pilotes. L'écurie étant considérée comme débutante, elle se voit octroyer le plus petit stand du plateau, au tout début de la voie des stands (la place la plus handicapante en course). Seules quarante personnes peuvent y travailler alors qu'une centaine officiait du temps de Honda. Brawn GP ne dispose en outre que d'un infime stock de pièces de rechange, mis à part un aileron avant supplémentaire pour chaque pilote.
Pour son premier Grand Prix de Formule 1, l'écurie frappe très fort puisque Jenson Button obtient la pole position. Une telle performance est une première depuis 1970 où Jackie Stewart avait réalisé la pole position pour la première course de l'écurie Tyrrell Racing. Depuis la création du championnat du monde en 1950, seules huit écuries ont réussi cette performance (Alfa Romeo et Kurtis Kraft en 1950, Mercedes Benz et Lancia en 1954, Lola en 1962, March et Tyrrell). La performance des monoplaces est d'autant plus remarquable que Rubens Barrichello, auteur du deuxième temps, permet à l'équipe de réaliser un doublé en première ligne pour ses débuts dans l'élite ; seules les écuries Alfa Romeo (avec Giuseppe Farina, Luigi Fagioli, Juan Manuel Fangio et Reg Parnell aux quatre premières places du Grand Prix de Grande-Bretagne en 1950), Kurtis Kraft (avec Walt Faulkner et Fred Agabashian à Indianapolis en 1950), Mercedes Benz (avec Fangio et Karl Kling au Grand Prix de France 1954) et March (avec Jackie Stewart et Chris Amon au Grand Prix d'Afrique du Sud 1970) ont réussi un tel exploit,,,.
Au terme d'une course disputée où s'affrontent des monoplaces munies d'un système de récupération de l'énergie cinétique, d'autres d'un diffuseur contesté et enfin d'autres dépourvues de ces deux éléments, les Brawn concrétisent tous les espoirs que laissaient paraître leur résultats depuis leurs premières sorties en piste puisque Button remporte la course devant Barrichello, pourtant en difficulté après avoir été accroché par Heikki Kovalainen au premier tour,,,. Seuls Alfa Romeo lors du premier Grand Prix de l'histoire du championnat du monde, Mercedes Benz en France en 1954 et Walter Wolf Racing au Grand Prix d'Argentine en 1977 ont réussi un tel exploit,,.
Ce doublé historique laisse bouche-bée les observateurs qui ne pensaient pas voir Brawn GP à pareille fête. Ross Brawn est lui-même médusé ainsi que le rapporte Jenson Button : « Vous ne voyez pas souvent Ross rester muet mais durant quinze minutes, je serais surpris qu'il ait dit un mot. Il est venu me voir et m'a fait un câlin d'ours. Comme Bigfoot. Sur le chemin du podium, il n'avait rien à dire. Le gros nounours était sans voix. C'était beau de voir que c'était une journée aussi émouvante pour lui que pour nous ». Cependant, le professionnel qu'il est ne tarde pas à se faire entendre en réclamant une meilleure efficacité de ses mécaniciens lors des arrêts aux stands,. Vu du Japon, le succès de Brawn GP frustre les cadres de Honda qui tiennent toutefois à féliciter leur ancienne équipe. Alors que l'équipe fête sa victoire dans une discothèque de Melbourne, Nick Fry annonce que Brawn GP, dont les finances sont restreintes, va se séparer de 270 personnes afin de revenir à 430 employés, comme lors de la saison  2004,. Un plan de départs volontaires est d'abord mis en place, suivi d'une vague de licenciement de 130 à 140 personnes. Ross Brawn déclare : « Le vrai rêve devenu réalité a été de maintenir une équipe en vie, de garder des centaines de gens même s'il a fallu aussi licencier. Quand on a vu à quel point la voiture était bonne et après ce doublé à Melbourne, je me sens comme Alice au pays des merveilles ».

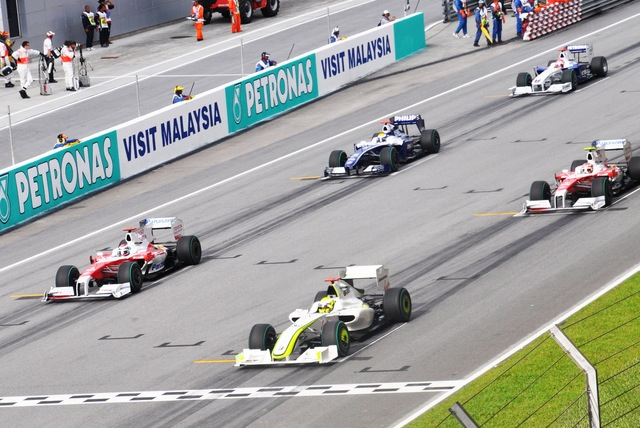
Jenson Button en pole position au Grand Prix de Malaisie 2009.

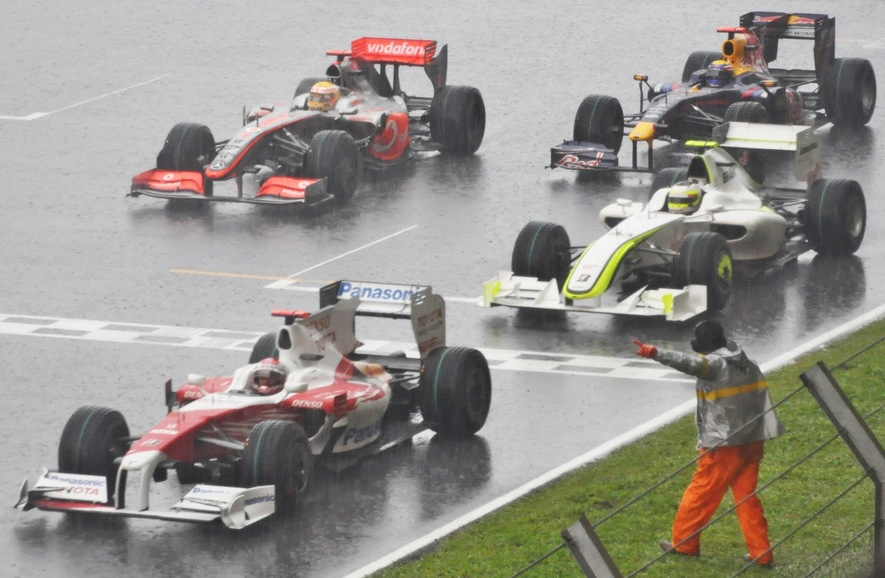
Le Grand Prix de Malaisie est interrompu sur drapeau rouge en raison d'une pluie diluvienne.

En marge du Grand Prix de Malaisie, des rumeurs annoncent que Virgin apporterait à Brawn GP un soutien de 30 millions de dollars en 2010 en échange de l'acquisition de l'intégralité des espaces publicitaires disponibles sur la future monoplace. L'entreprise deviendrait alors le sponsor-titre de l'écurie et pourrait revendre une partie de la couverture publicitaire à de nouveaux commanditaires, à l'instar de Marlboro avec la Scuderia Ferrari. Richard Branson révèle alors : « Pour le moment nous sommes seulement un sponsor mais peut-être qu'un jour Virgin possèdera sa propre équipe ». Cette déclaration renforce les spéculations quant à l'éventuelle prise de participation, voire le rachat de Brawn GP par Virgin Group,,.
Après des essais libres difficiles en raison du manque d'équilibre de la monoplace, le rythme des BGP 001 s'améliore en qualifications puisque Barrichello est l'auteur du meilleur temps de la première session, suivi par Button lors des deux phases suivantes. Alors que Button ravit la pole position, Barrichello, plus lent que Sebastian Vettel et le pilote Toyota Jarno Trulli (longtemps en lutte pour la pole position contre Button) prend la quatrième place des qualifications mais, en raison d'une pénalité de cinq places pour un changement de boîte de vitesses le vendredi après-midi, s'élance de la huitième place sur la grille (Vettel, auteur du troisième temps, est pénalisé de dix places pour avoir provoqué son accident avec Robert Kubica en Australie). Pensant que la première place allait se jouer entre les pilotes Red Bull et Ferrari, Button prédit que ses concurrents seront plus rapides d'ici quelques courses. Il semble très préoccupé par les conditions de course du lendemain car, alors que la manche malaisienne se dispute régulièrement sous la pluie, la BGP 001 reste la seule monoplace du plateau à n'avoir jamais roulé sur une piste mouillée et son comportement pourrait être imprévisible,,.
Les craintes de Button se justifient quand le départ de la course est donné sous un ciel menaçant. Button, qui survire au premier virage, est dépassé par Nico Rosberg et Trulli tandis que Barrichello remonte à la cinquième position puis, au quatrième tour, dépasse Fernando Alonso. Les pilotes Brawn GP sont ensuite deuxième et troisième après l'arrêt aux stands de Rosberg au quinzième tour. Au tour suivant, le Britannique prend la tête et la cède brièvement à Barrichello au vingtième tour. Un déluge s'abat alors sur le circuit, forçant tous les pilotes à chausser leurs pneus pluie. Barrichello rétrograde progressivement en cinquième place, avant que le drapeau rouge ne soit agité au trente-et-unième tour, les conditions climatiques n'étant plus favorables à la poursuite de l'épreuve. Après une heure d'interruption, la direction de course met un terme au Grand Prix. Button est déclaré vainqueur ; il est également détenteur du meilleur tour en course, son premier depuis ses débuts dans la discipline et le premier de Brawn GP (sous le déluge, il tourne jusqu'à huit secondes plus vite que le leader Rosberg). Il réalise ainsi le premier hat-trick (pole position, victoire, meilleur tour en course) de sa carrière. Comme moins de 75 % de la distance a été parcourue (31 tours sur 56), seule la moitié des points est distribuée : Button en marque ainsi cinq et Barrichello deux en étant classé cinquième. Le Britannique, qui a gagné les deux premières courses sous le régime de la voiture de la sécurité puis à l'arrêt, espère remporter le prochain Grand Prix en franchissant la ligne d'arrivée à pleine vitesse,,,,,.
Au terme des deux premières manches, Brawn GP mène le championnat des constructeurs avec 25 points devant Toyota F1 Team qui a inscrit 16,5 points. Avec 15 points, Button mène le championnat des pilotes devant Barrichello (10 points).

### Le retour de la concurrence
À l'approche du verdict qui doit être rendu le 14 avril par la FIA concernant la légalité du double diffuseur employé par Brawn GP, Toyota et Williams, chacun s'exprime sur le sujet. Pour Fernando Alonso (Renault), « si la cour d'appel ne fait rien le 14 avril, vous pouvez supposer qu'ils vont gagner toutes les autres courses ». Pour l'ancien pilote David Coulthard, la cour d'appel de la FIA confirmera le jugement des commissaires techniques de Melbourne, d'autant que ces écuries ont dépensé beaucoup d'argent pour introduire ce système malgré la crise, et leurs concurrentes devront modifier leur voiture. Rory Byrne, un ancien ingénieur de Ferrari, juge le double diffuseur illégal car les trous qui y sont percés permettent de voir les suspensions en regardant la monoplace par-dessous. La FIA confirme finalement la légalité du double diffuseur, ce qui permet aux écuries le possédant de conserver les résultats acquis en course depuis le début de saison mais pousse les autres écuries à développer un tel système.
Peu avant le début des essais libres du Grand Prix de Chine, disputé du 17 au 19 avril sur le circuit international de Shanghai, Brawn GP annonce avoir signé un partenariat commercial avec le courtier suisse MIG Investments dont le logo apparaît sur le museau et l'aileron avant de la BGP 001. Deux jours plus tard, Nick Fry officialise un partenariat avec Ray-Ban, déjà lié à British American Racing puis Honda Racing F1 Team depuis 2004. Le logo de l'entreprise est désormais présent sur les casques de Button et Barrichello,.
Malgré un début de weekend prometteur où Button bat largement le temps de la pole position de l'édition précédente du Grand Prix, les BGP 001 sont dominées par les monoplaces de  l'écurie autrichienne Red Bull Racing qui se révèlent particulièrement rapides. Si Button réalise le meilleur temps de la première partie de la séance, le reste des qualifications est dominé par l'Allemand Sebastian Vettel qui obtient la première pole position de l'écurie. Barrichello, auteur du quatrième temps, est plus lent de trois dixièmes de seconde, à l'instar de son équipier, cinquième sur la grille. Bien que satisfait, Ross Brawn explique la baisse de performance de ses pilotes par des problèmes de sous-virage rencontrés en fin de séance et par l'amélioration du niveau de ses concurrents,.

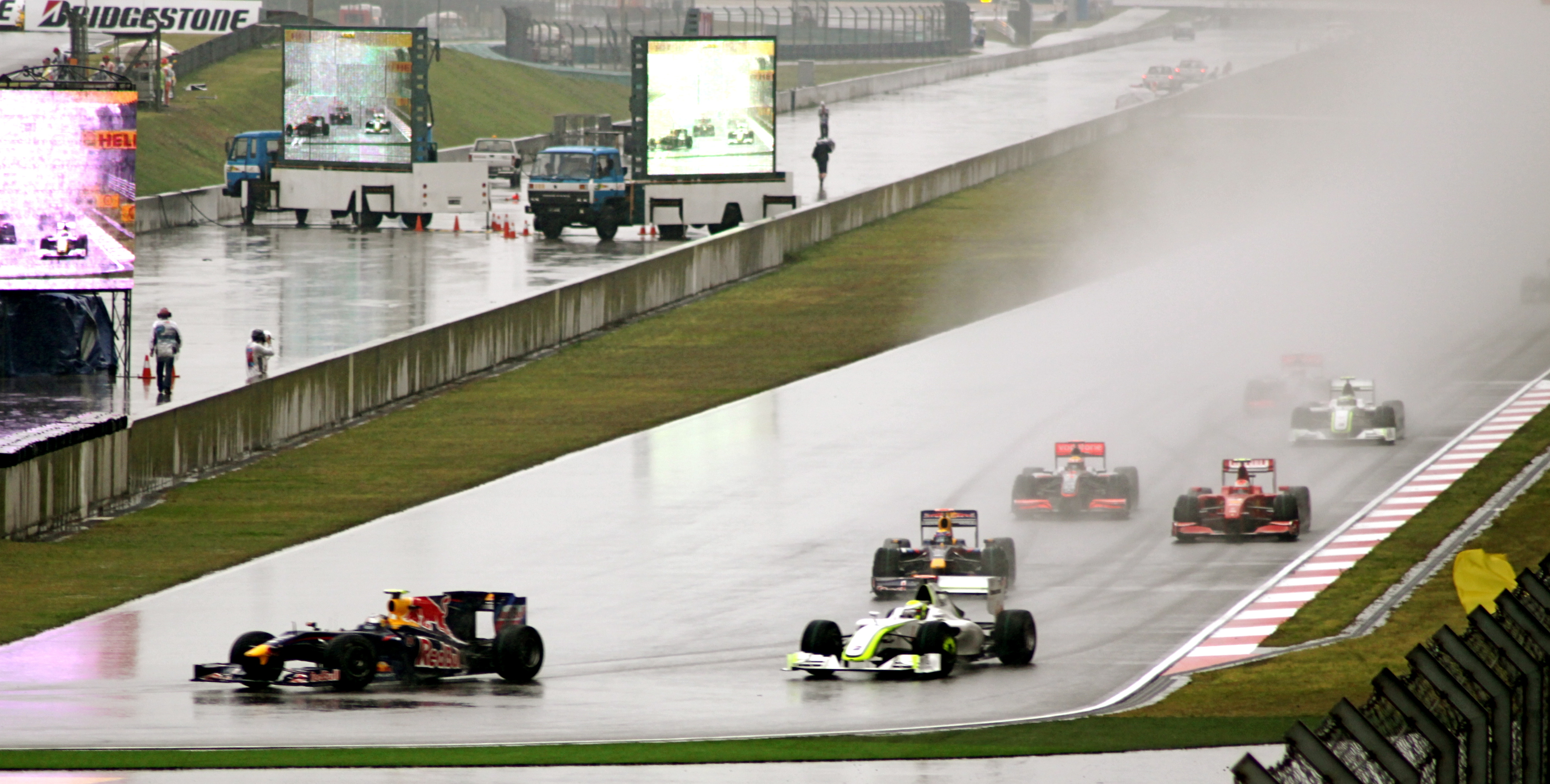
Jenson Button dans le peloton sous le crachin chinois.

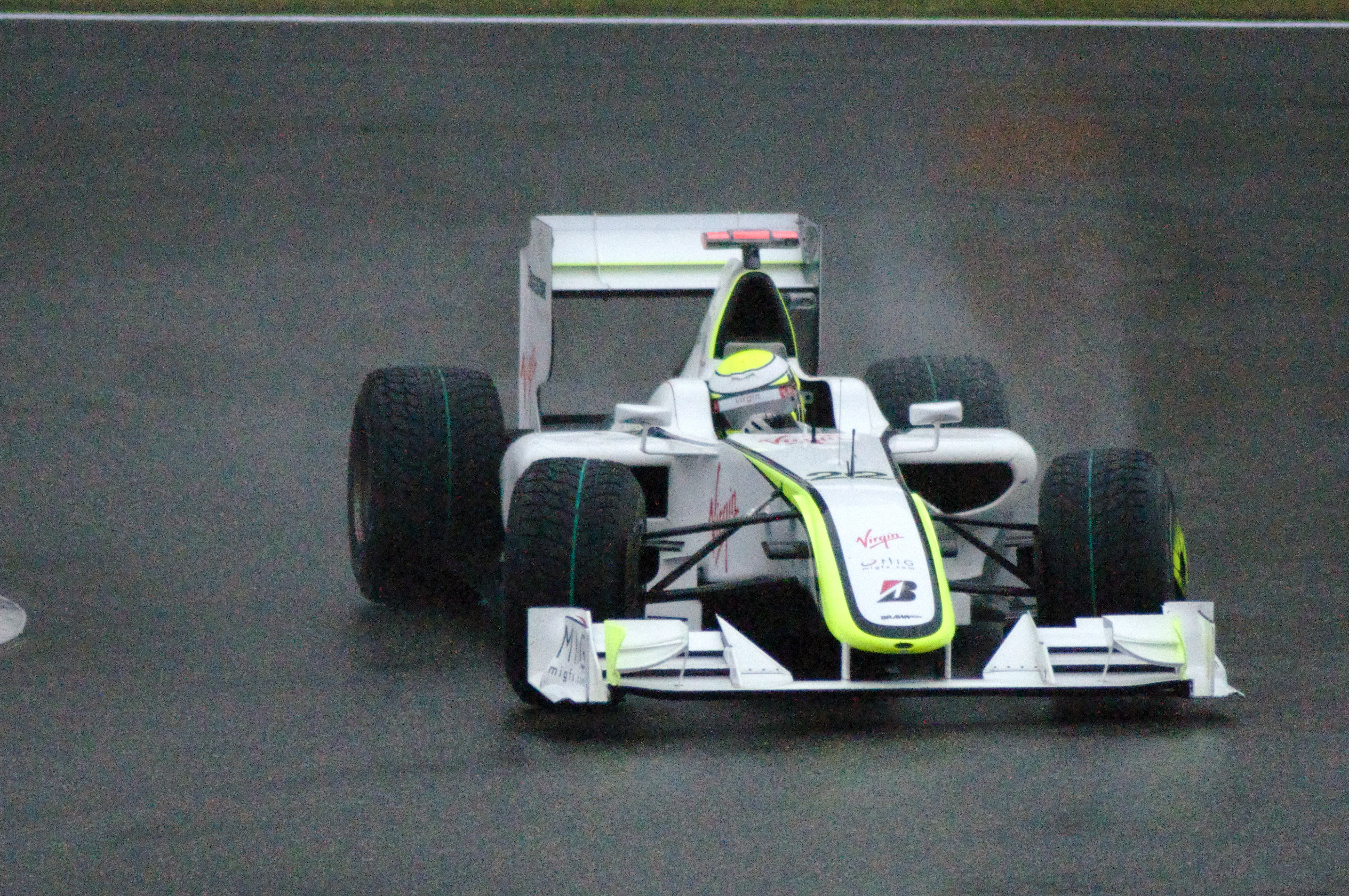
Jenson Button sous la pluie du Grand Prix de Chine.

Sous la pluie, le départ de la course est donné sous régime de la voiture de sécurité qui libère la piste au huitième tour. Button dépasse son équipier avant de prendre la tête au seizième tour après les ravitaillements de Vettel et de Mark Webber. Deux boucles plus loin, Robert Kubica percute Jarno Trulli, obligeant l'intervention de la voiture de sécurité. Barrichello, alors deuxième, en profite pour ravitailler avec son équipier ; le Brésilien se retrouve septième tandis que Button s'intercale entre les deux Red Bull, à l'avant de la course. Reprenant brièvement la tête au quarantième tour, il s'arrête deux boucles plus loin, juste avant Barrichello, et est alors troisième, position qu'il conserve jusqu'à l'arrivée, à 45 secondes de Vettel alors que son équipier finit quatrième, à une minute. Barrichello réalise toutefois son seizième meilleur tour en course, son premier depuis le Grand Prix du Japon 2004, preuve que la BGP 001 s'avère performante tant sur piste sèche que mouillée,,,. Button révèle que sa monoplace manque d'adhérence par rapport à la Red Bull RB5 et qu'il avait l'impression qu'elle flottait sur la surface de l'eau,.
Button et Barrichello, avec 21  et   15 points, mènent toujours le championnat du monde et accroissent leur avance sur Timo Glock et Vettel qui marque ses premiers points de la saison. Brawn GP mène le championnat des constructeurs avec 36 points, près du double de Red Bull et Toyota.
Lors de ce Grand Prix, Flavio Briatore, directeur de Renault F1 Team, conteste, à l'instar de Bernie Ecclestone, le fait que Brawn GP bénéficie du versement des droits télévisés acquis par Honda en 2008 et estimés à 30 millions de dollars. Il juge que l'écurie anglaise, en tant que nouvelle équipe, ne doit pas toucher cette somme qui doit être répartie équitablement entre les autres écuries pour compenser les dépenses engendrées par le développement d'un double diffuseur. Alors que Ross Brawn cherche à régler le problème au sein des instances réglementaires et non en public, Martin Whitmarsh, le directeur de McLaren Racing, qui a soutenu Brawn GP en permettant à Mercedes de lui fournir ses moteurs, lui renouvelle son appui en révélant que la Formula One Teams Association (association des écuries de Formule 1), dont il est le président, fera pression sur la FIA pour que Brawn perçoive bien les droits télévisées,. En mai 2009, Bernie Ecclestone confirme au journal The Independent que Brawn GP ne percevra pas les revenus commerciaux dus à l'écurie Honda F1 pour 2009 : il déclare en effet : « L'argent dû à Honda ne sera pas versé à Brawn voire même [sic] ne sera versé à personne. » Il précise même « Nous pouvons tout garder. » faisant référence à l'éventualité où les autres écuries ne seraient pas unanimes sur l'utilisation possible de la somme initialement dévolue à Honda.
Les écuries de Formule 1 se rendent directement de Chine à Bahreïn pour disputer, une semaine plus tard sur le circuit international de Sakhir, la quatrième manche du championnat. Alors que Richard Branson attend la réponse de la petite écurie britannique quant à l'extension de son partenariat avec Virgin Group, Ross Brawn, eu égard aux très bonnes performances de son équipe, lui demande une augmentation de sa participation financière. Virgin ne souhaite pas s'engager à n'importe quel prix : « Nous verrons ce qu'il se passe. Quelqu'un pourrait venir et payer un prix absurde et nous prendrions congé gracieusement si cela arrivait mais nous avons fait une offre que nous estimons pouvoir nous permettre »,. Pour ce quatrième Grand Prix, la BGP 001 arbore les logos de Virgin Galactic, une filiale du groupe qui souhaite proposer à l'avenir des vols touristiques dans l'espace. Alors que le triple champion du monde et commandant de bord Niki Lauda suit une formation pour devenir pilote de vaisseau spatial, Virgin annonce que Rubens Barrichello a d'ores et déjà acheté son billet pour un vol dans l'espace.

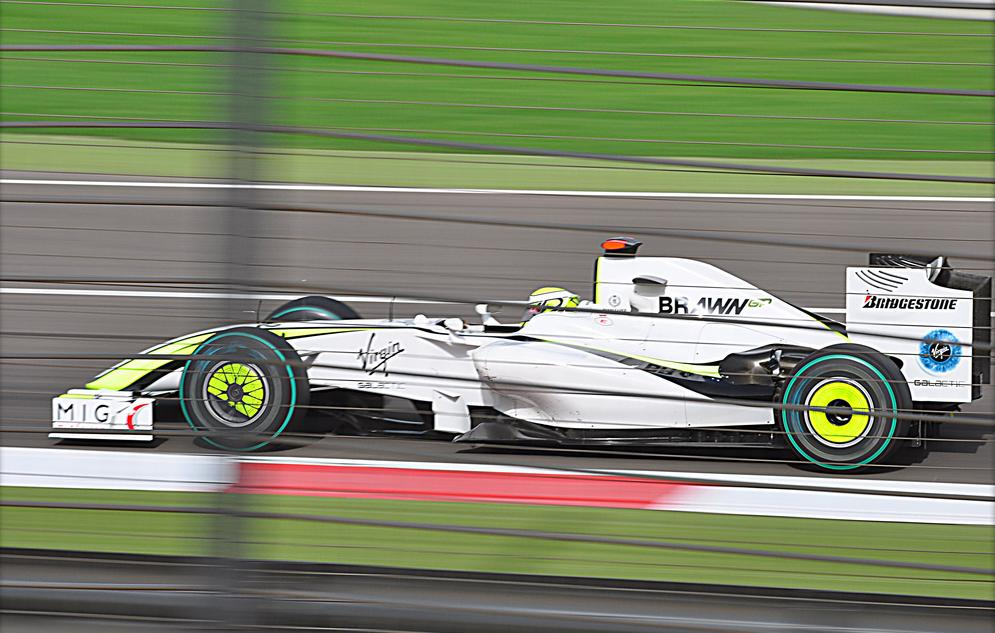
Jenson Button remporte, à Bahreïn, sa troisième course en quatre départs.

Lors des essais libres, les Brawn BGP 001 se montrent en retrait face aux écuries de pointe ; Button, qui manque d'adhérence en sortie de virage, n'obtient que le quatrième temps des qualifications, à six dixièmes de seconde de Jarno Trulli (en première ligne avec son coéquipier Timo Glock) alors que Barrichello (bloqué dans son tour rapide par un groupe de voitures effectuant leur tour de sortie) plus lent encore de deux dixièmes de secondes que son équipier, prend la sixième place de la grille. Ross Brawn considère néanmoins que sa voiture progresse au fil du weekend et que ses pilotes, qui se sont qualifiés à des places « décentes », tireront parti des températures moins chaudes annoncées pour la course,. Button se montre moins optimiste en déclarant qu'il place son écurie désormais derrière Toyota et Red Bull en matière de performances,.
En course, Button, en difficulté avec son embrayage, prend un mauvais départ mais conserve son rang puisqu'il dépasse Vettel mais est débordé par Lewis Hamilton (sur qui il tente de prendre l'avantage à trois reprises avant d'y parvenir). Il profite des ravitaillements de Trulli et Glock pour mener la course au treizième tour, avant de s'arrêter à son tour trois boucles plus loin ; Barrichello se retrouve alors quatrième mais son premier arrêt le repousse au dixième rang, derrière la Renault R29 de son compatriote Nelsinho Piquet, qu'il dépasse au dix-neuvième tour après avoir été ralenti par ce dernier. Button reprend la tête au vingt-deuxième tour après les arrêts de Vettel et Kimi Räikkönen. Son équipier dépasse successivement Alonso, Glock, Rosberg et Räikkönen pour pointer au cinquième rang au trente-huitième tour, lors duquel Button cède la tête à Vettel pendant trois boucles. Luttant avec Hamilton pour la quatrième position, Barrichello perd son duel face au Britannique après son troisième ravitaillement et termine cinquième, à 37 secondes de son équipier, qui remporte sa troisième course en quatre départs, malgré des soucis de refroidissement dus à un problème électrique qui lui ont valu quelques brûlures,,,,,. Le Brésilien, dont des rumeurs prétendent, à tort, qu'il sera remplacé sous peu par Bruno Senna, déclare avec malice : « la chance est du côté de Jenson en ce moment », faisant ironiquement référence à sa situation chez Ferrari en tant que lieutenant de Michael Schumacher. Button avoue que cette victoire est le fruit d'un dur labeur,.

### Domination en début de saison européenne

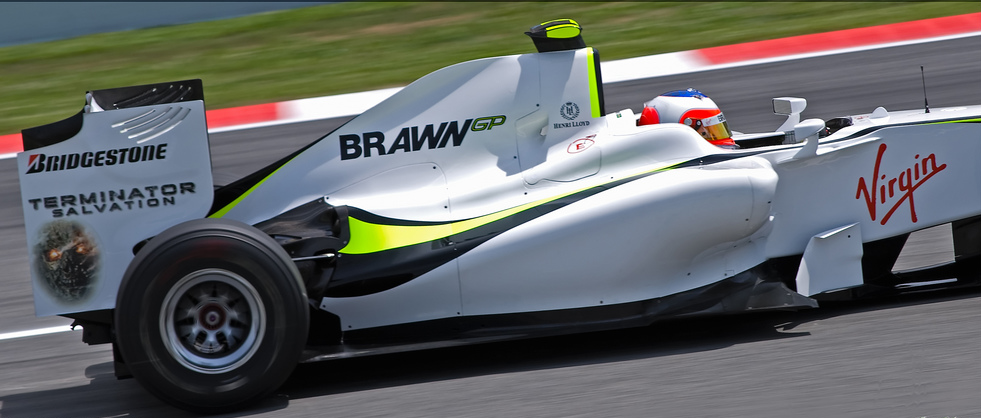
La livrée spécifique Terminator Salvation sur la monoplace de Barrichello au Grand Prix d'Espagne 2009...

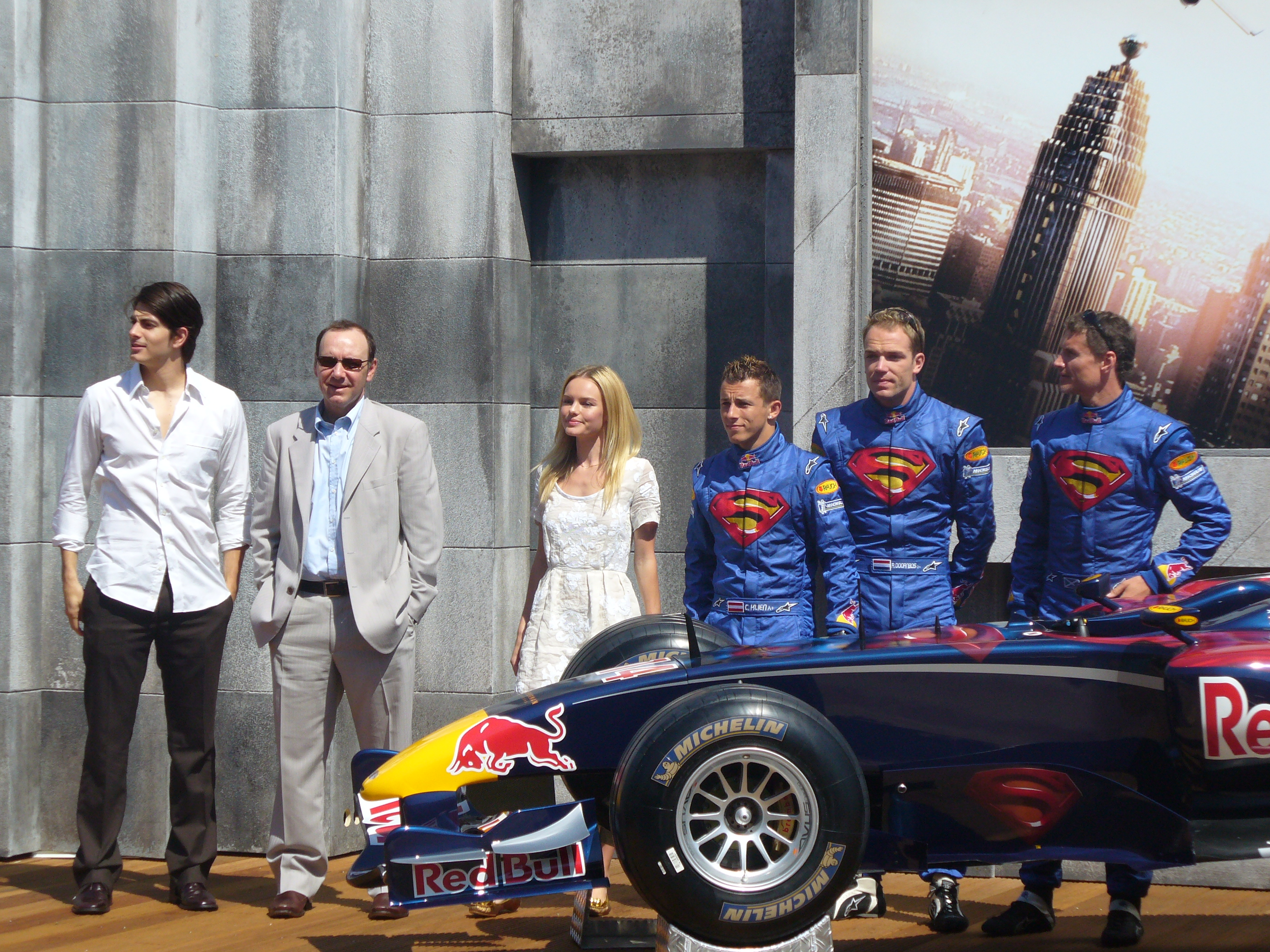
...Red Bull Racing était auparavant l'écurie la plus sollicitée pour la promotion d'événements cinématographiques.

Alors que les observateurs s'attendent à ce que Virgin devienne le sponsor-titre de Brawn GP dès la manche suivante, organisé du 8 au 10 mai en Espagne, l'écurie britannique conclut un partenariat avec le fabricant de harnais Willans ; il s'agit d'une continuité avec le partenariat établi avec la société de Richard Branson puisque le bateau à moteur le plus rapide à avoir traversé l'océan Atlantique, conçu par Virgin, est équipé de harnais Willans,. À l'occasion du Grand Prix d'Espagne, l'écurie finalise une opération promotionnelle d'envergure avec Sony Pictures Entertainment pour assurer la promotion du film Terminator Renaissance dont le logo et des images du film sont arborés par la BGP 001. Ce type de collaboration exceptionnelle entre les milieux du cinéma et de la Formule 1 était, jusqu'à présent, l'apanage de Red Bull Racing, associée précédemment à la promotion des films Superman Returns et Star Wars. Nick Fry, qui cherche à assurer l'avenir de l'écurie pour les cinq prochaines années, annonce que les excellents résultats de l'équipe ont permis la négociation avec vingt à vingt-cinq entreprises pour le rôle de sponsor-titre. Bien qu'il dit prendre son temps pour signer un accord majeur avec l'une ou l'autre de ces entreprises, Fry se dit convaincu de voir beaucoup d'entre elles s'afficher sur la carrosserie de ses monoplaces.
Après des essais libres réussis lors desquels les pilotes Brawn testent de nouvelles pièces à l'arrière de la BGP 001, Barrichello s'empare du meilleur temps absolu du weekend de Grand Prix lors de la deuxième phase de qualification. Button réalise ensuite une pole position inattendue, repoussant Sebastian Vettel à un dixième de seconde ; celui-ci devance de peu le Brésilien, troisième de la séance. Alors que Barrichello se montre déçu de ne pas partir depuis la première ligne, Ross Brawn assure que les modifications apportées à la BGP 001 ont permis à l'écurie de progresser, même s'il faut encore optimiser leur impact sur les performances de la monoplace,,,.
En course, Barrichello prend un excellent départ, dépasse Vettel, puis prend la tête au premier virage. Il conserve sa position jusqu'au dix-neuvième tour où il s'arrête aux stands mais mène à nouveau dès le tour suivant. Button, deuxième, qui s'était arrêté une boucle plus tôt, doit attendre le vingt-sixième tour pour dépasser Nico Rosberg. Disposant d'une lourde charge en carburant, le Britannique, plus rapide que Barrichello, qui n'arrive pas à reconstruire son avance, passe d'une stratégie de trois à deux arrêts et, au prix d'un pilotage agressif, dépasse son équipier au trente-deuxième tour. Il ne rend sa position qu'aux quarante-neuvième et cinquantième boucles, à l'occasion de son second arrêt, et remporte sa quatrième course de la saison, devant Barrichello (à 13 secondes) talonné par Mark Webber après une chute des performances après son dernier arrêt,. Le Brésilien réalise au vingt-huitième passage de la ligne le meilleur tour en course, le dix-septième et dernier de sa carrière,. Le changement soudain de stratégie de Button provoque l'interrogation du vétéran brésilien qui se voyait remporter son premier Grand Prix de la saison et soupçonne son écurie de favoriser son coéquipier,. Ross Brawn, qui « aimerait voir Rubens gagner une course », déclare que Button et Barrichello sont traités à égalité et qu'aucune consigne d'équipe n'est donnée chez Brawn GP : « Si vous regardez les temps, avec les pneumatiques et la quantité d'essence, vous verrez qu'il y a eu un moment où Rubens était plus lent que prévu. C'est ce qui lui a coûté la victoire car Jenson était plus rapide, avec plus d'essence. Lors du premier virage, vous avez pu voir qu'il n'y avait pas de consigne donnée aux pilotes. Rubens a pris un bon départ et a pris l'avantage sur Jenson. Que Rubens ne soit pas heureux est une bonne chose. Ça m'ennuierait qu'il le soit après avoir fini deuxième derrière Jenson »,,.
À l'issue de ce cinquième Grand Prix, Jenson Button creuse l'écart au championnat des pilotes avec 41 points, 14 de plus que Rubens Barrichello qui devance Sebastian Vettel de trois unités. Au championnat des constructeurs, Brawn GP mène avec 68 points, 30 de plus que Red Bull Racing qui s'affirme comme son principal rival,.

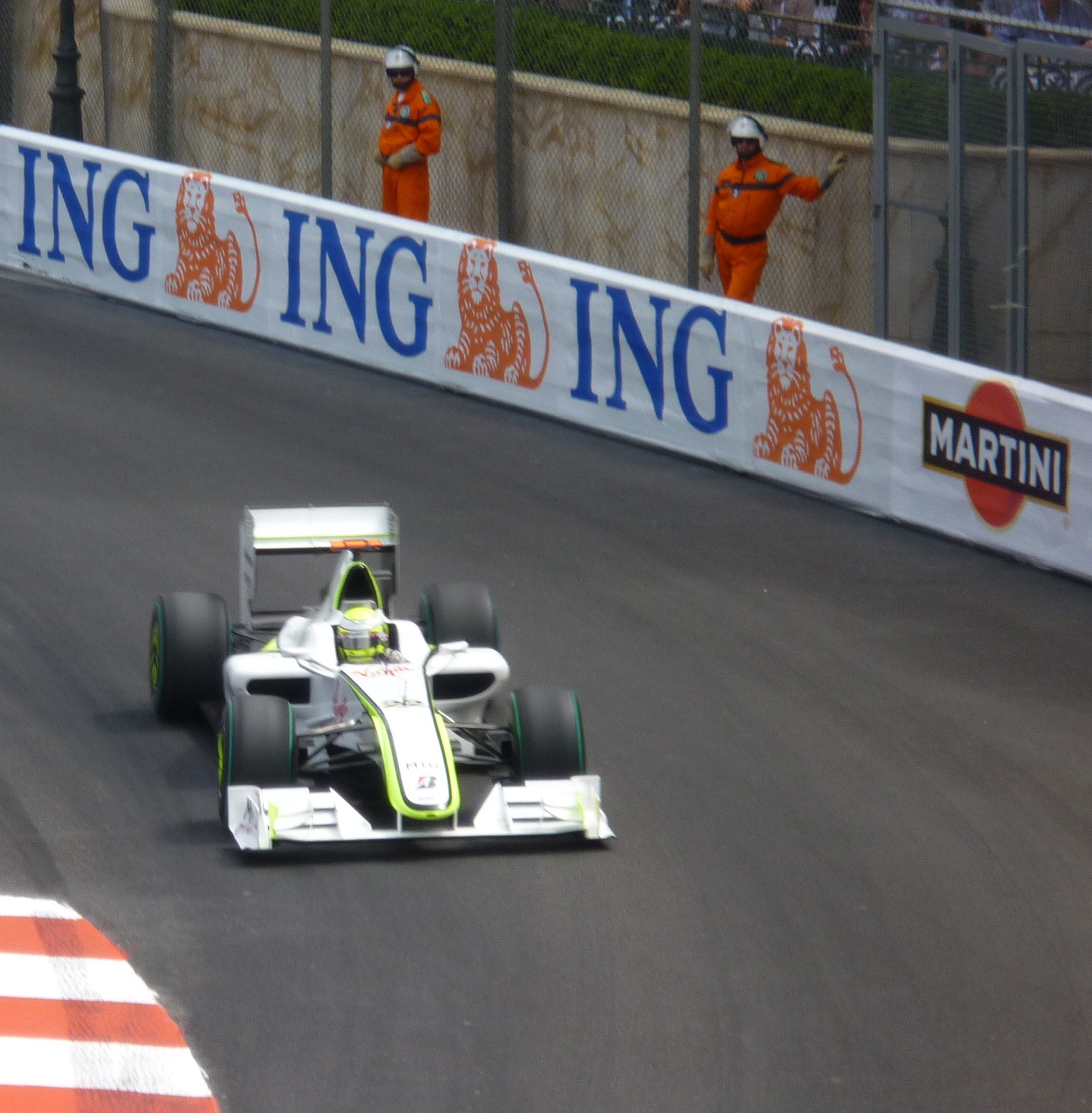
Jenson Button remporte une nouvelle victoire, dans les rues de Monaco.

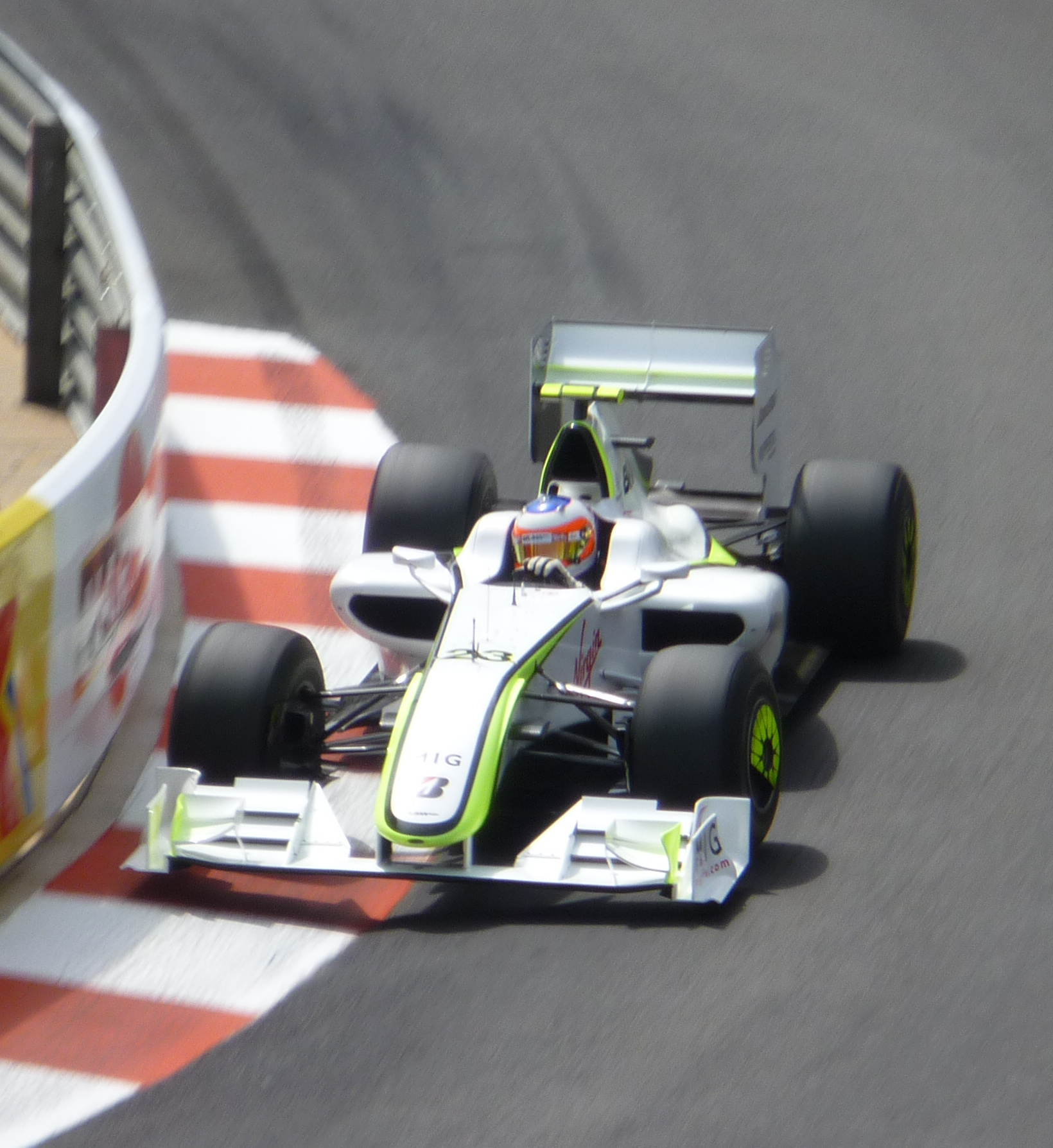
À Monaco, Rubens Barrichello permet à son écurie de réaliser un doublé.

Alors que les équipes se préparent à disputer la sixième manche de la saison à Monaco, Flavio Briatore, le directeur de Renault F1 Team, pense que le titre de champion du monde des constructeurs est d'ores et déjà acquis pour Brawn GP : « En Formule 1, presque tout est possible mais je pense qu'il sera très dur pour une autre équipe de gagner le titre. Ils ont un bon financement, ils peuvent encore développer leur voiture sans trop de problème mais c'est un problème pour la concurrence. Nous ne pouvons pas simplement aller au supermarché, acheter un diffuseur et l'installer sur la voiture. Pour une telle partie, il faut changer toute la voiture, et cela prend du temps ». Ross Brawn confirme cette tendance à court terme en précisant que la BGP 001 fonctionne très bien dans les virages lents et que le moteur Mercedes-Benz lui offre une grande maniabilité, deux atouts majeurs sur le tracé monégasque. Cette manche est l'occasion pour Ross Brawn d'affirmer le soutien de son écurie au jeune Britannique Will Stevens (déjà protégé de Honda Racing F1 Team) qui court en Eurocup Formula Renault 2.0.
Lors de qualifications où les pilotes Toyota sont relégués en fond de grille, les Brawn BGP 001, très performantes sur le lent tracé monégasque, se battent pour les premières places contre les Red Bull et les Ferrari. Button remporte (en repoussant Kimi Räikkönen à 25 millièmes de seconde), sa quatrième pole position de la saison. Son équipier prend la troisième place. La position sur la grille étant, à Monaco plus qu'ailleurs, déterminante dans le résultat de la course, les deux pilotes Brawn GP croient en leurs chances de victoire, Ross Brawn espérant même un nouveau doublé,,.
Le lendemain, Button, uniquement inquiété, au cinquante-deuxième tour, par Räikkönen, lors de son arrêt aux stands, remporte sa cinquième victoire en six Grands Prix, confortant la suprématie de son écurie. Barrichello, qui a dépassé Räikkönen dès le premier tour, conserve cette deuxième place malgré la pression exercée par les pilotes Ferrari. En difficulté avec un harnais de sécurité qui s'est détendu pendant la course, il n'a jamais été en mesure de se battre pour la victoire et termine à sept secondes de son équipier,. Heureux de ce nouveau succès de rang, le Britannique, qui réside à Monaco, devient le premier pilote de l'histoire à remporter trois courses consécutives sans changer de moteur. Sous le coup de l'émotion, il gare sa monoplace dans le parc fermé au lieu de l'amener au pied de la tribune protocolaire où il est attendu par l'aréopage princier. Il rejoint alors la tribune en courant sous les acclamations du public, et s'excuse de son retard auprès du Prince Albert II de Monaco chargé de la remise des trophées. Il reçoit le soutien de Michael de Kent, membre de la famille royale britannique, pour le prochain Grand Prix de Grande-Bretagne, qui a lieu quatre semaines plus tard. Button, Brawn, Fry et leur épouses respectives sont alors conviés au dîner de gala organisé par le Prince, en compagnie de Jacky Ickx,.
En tête du championnat du monde des pilotes avec 51 points contre 35 pour Barrichello, Jenson Button dit ne pas penser au titre mondial, de peur de perdre ses moyens. Brawn GP mène le championnat des constructeurs avec 86 points, soit le double de son dauphin, Red Bull Racing,.
Grâce à l'arrivée de nouveaux commanditaires liée aux très bons résultats du début de saison, Brawn GP envisage d'augmenter le salaire de Button et Barrichello qui étaient prêts à piloter gratuitement en début de saison. Nick Fry annonce vouloir prolonger le contrat du Britannique pour plusieurs saisons. Pourtant, l'expansion du contrat avec Virgin Group tarde à se concrétiser, ce qui n'inquiète pas pour autant Fry quant à la santé financière de son écurie, désormais en contact avec de nombreuses entreprises.

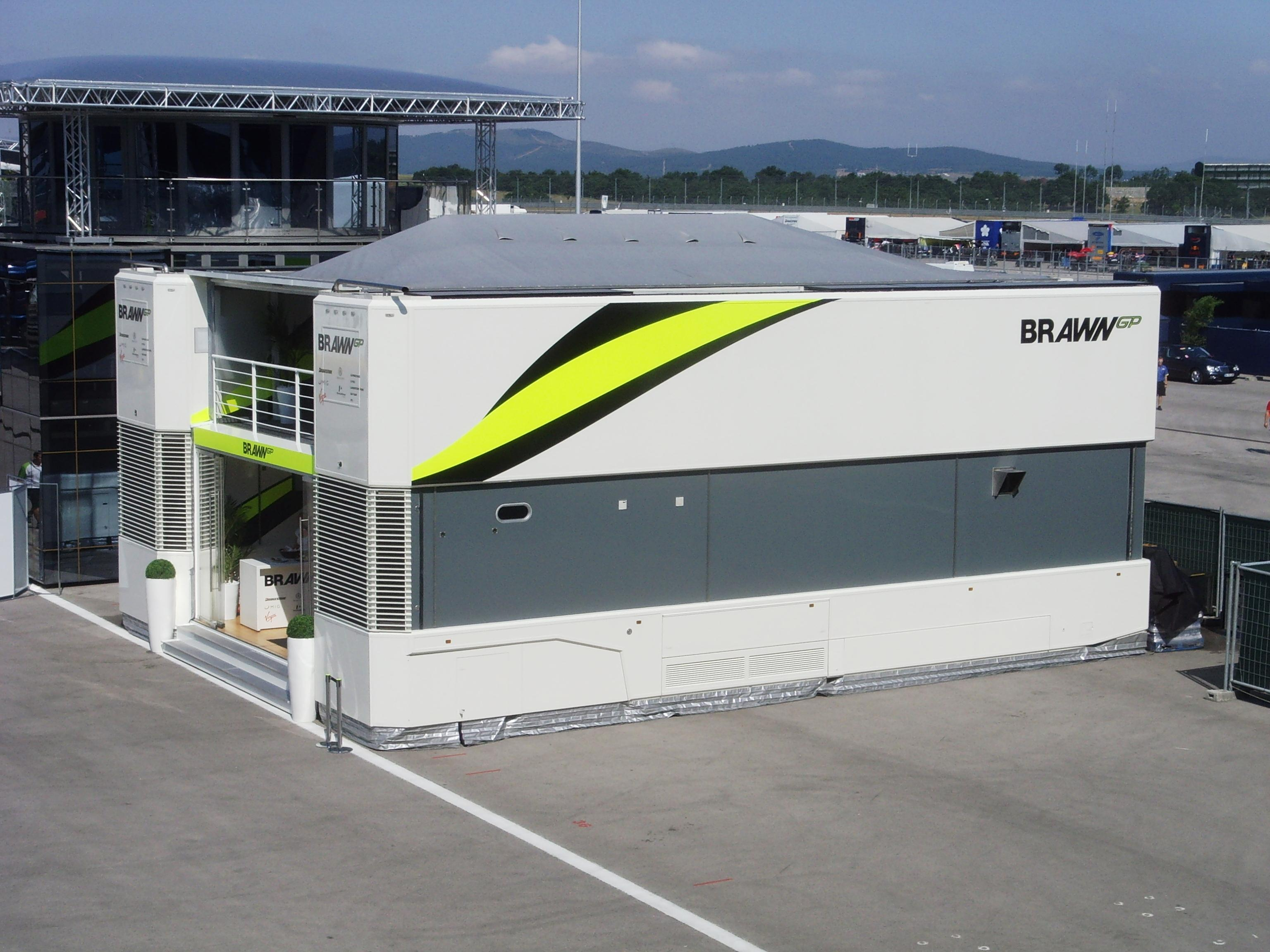
Le motorhome de Brawn Grand Prix lors du Grand Prix de Turquie 2009.

Malgré un nouvel aileron avant censé améliorer les performances dans les virages, les deux pilotes Brawn GP manquent d'équilibre lors des essais libres du Grand Prix de Turquie. Comme à l'accoutumée, les BGP 001 s'avèrent plus véloces en qualifications mais, quelle que soit la session, n'arrivent cependant pas à battre la Red Bull RB5 de Sebastian Vettel qui obtient la pole position, devant Button, à un dixième de seconde. Barrichello, qui a failli être éliminé lors de la deuxième séance après avoir été un temps bloqué dans le trafic, prend la troisième place sur la grille. Alors qu'ils adoptent deux stratégies de course différentes, les deux pilotes espèrent chacun remporter l'épreuve, ce qui n'est jamais arrivé à un pilote ne partant pas de la pole position en Turquie,,.
Le matin de la course, Ross Brawn confirme à ses pilotes qu'ils sont traités à égalité afin de maintenir une bonne entente dans l'équipe. Dans le même temps, un représentant de Max Mosley, le président de la FIA, rencontre Ross Brawn pour lui conseiller d'inscrire son écurie sans conditions pour le championnat 2010, lui rappelant combien les instances dirigeants de la Formule 1 l'ont soutenu à s'engager avec sa propre structure. En effet, la plupart du plateau, regroupé sous l'égide de la FOTA, dénonce l'élaboration d'une règlementation favorisant techniquement les écuries qui dépenseraient moins de dix millions de dollars par saison. Brawn ne cède pas aux menaces et l'ensemble des écuries prévoient de boycotter la course, avant de se raviser.
Button, bien qu'il s'élance du côté sale de la piste, prend un bon départ et double Vettel dans le premier tour, pendant que Barrichello, victime d'un problème d'embrayage au départ, est relégué en douzième position. Au septième tour, il percute la McLaren MP4-24 de Kovalainen, onzième, part en tête-à-queue et endommage son aileron avant. Reparti de la dix-septième place, il accroche la Force India VJM02 d'Adrian Sutil six boucles plus loin, aggravant les dégâts de son aileron, ce qui l'oblige à rentrer aux stands prématurément. Vingtième et dernier, le Brésilien remonte jusqu'à la quinzième place avant d'abandonner à cause du bris de sa boîte de vitesses, au quarante-septième tour, une première pour Brawn GP,. Button, qui n'a quitté la tête qu'au dix-huitième tour, pour effectuer son premier ravitaillement, remporte un quatrième succès consécutif, une performance inédite depuis les victoires de Fernando Alonso aux Grand Prix d'Espagne, de Monaco, de Grande-Bretagne et du Canada en 2006. Avec six succès en sept courses, il égale Jim Clark en 1965 et Michael Schumacher en 1994 et en 2004. Cette victoire lui permet d'accroître son avance au championnat des pilotes de dix points sur son dauphin Barrichello alors que Brawn GP mène le championnat des constructeurs avec 96 points, quarante de plus que Red Bull dont les deux pilotes ont complété le podium. Enfin, Button réalise le meilleur tour en course, qui restera le dernier de l'écurie britannique,.

### Un essoufflement en cours de saison

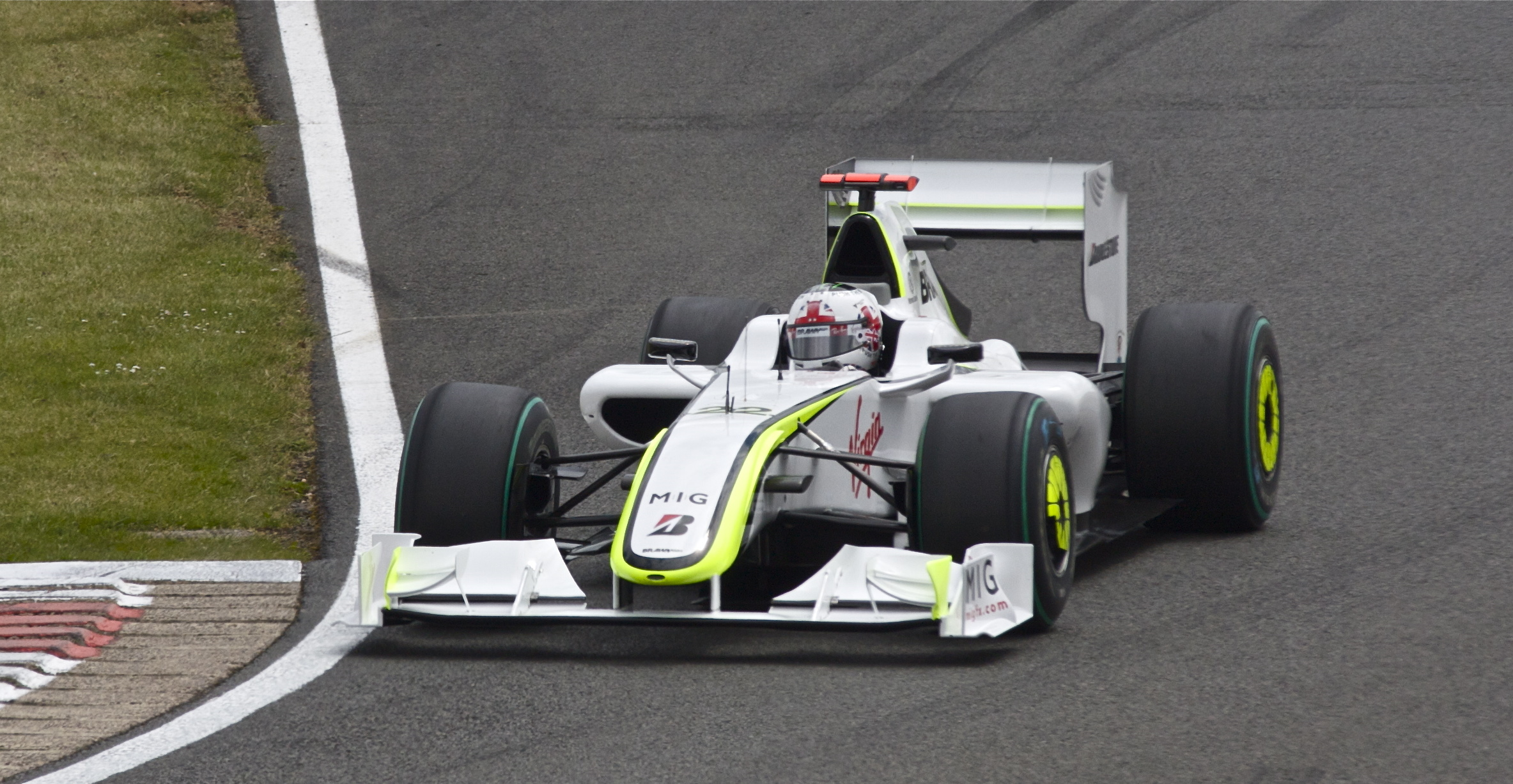
Button ne se classe que sixième de son Grand Prix national...

Peu avant le Grand Prix de Grande-Bretagne, disputé du 19 au 21 juin, que Brawn GP signe un nouveau contrat, avec le tailleur londonien Gieves & Hawkes. La BGP 001 arbore un aileron avant avec de nouvelles dérives, dans la continuité de celui utilisé en Turquie, ainsi qu'un nouvel aileron arrière. Brawn, malgré la restructuration de l'équipe opérée en début de saison et ses moyens modestes, se dit confiant quant au développement de la BGP 002 de la saison à venir : « Nous avons eu une énorme restructuration au cours de l'hiver mais je peux déjà dire que le développement de la prochaine voiture progresse rapidement et d'après ce que je vois de ce que j'appellerais les « centres de performance » de l'équipe, c'est très bon dans certains domaines peut-être même meilleur que prévu, grâce aux objectifs clairs et aux structures que nous avons mis en place »,.
Toutefois, les évolutions apportées à la BGP 001 semblent insuffisantes pour lui permettre de poursuivre sa domination désormais mise à mal par Red Bull. Malgré des essais libres laborieux à cause de problèmes d'aérodynamisme, Rubens Barrichello réalise le deuxième temps des qualifications, à trois dixièmes de la pole position de Sebastian Vettel. L'Allemand, qui n'espérait au mieux que la troisième place sur la grille se dit très heureux de cette performance et envisage même de remporter sa deuxième course de la saison. Jenson Button, qui n'arrive pas à faire chauffer les pneus de sa voiture, sous-vire dans les courbes rapides et survire dans les virages lents est, un temps, menacé d'élimination dès la deuxième phase de qualifications ; il réalise finalement le sixième temps qualificatif, à plus de sept dixièmes de secondes de l'Allemand. Brawn espère que ces problèmes de température seront réglés d'ici la course et déclare : « Dans des conditions normales, piloter en préservant ses pneus représente un avantage mais dans le cas présent [où le bitume est plus frais] c'est le contraire : Jenson a plus de mal que Rubens à mettre les gommes en température. »,,,.

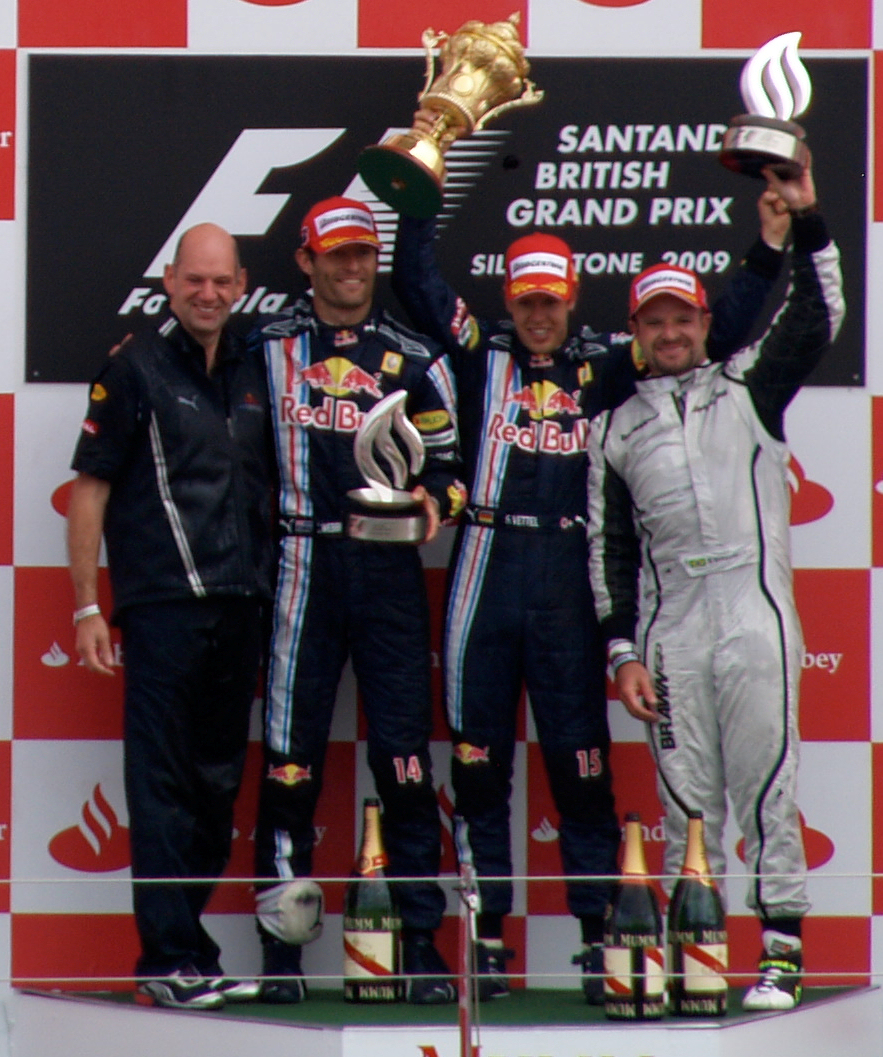
... tandis que Rubens Barrichello termine sur la troisième marche du podium.

Alors que Barrichello résiste à Mark Webber, son équipier prend un mauvais départ et se retrouve bloqué derrière la Toyota TF109 de Jarno Trulli, ce qui permet à Nico Rosberg, Kimi Räikkönen et Felipe Massa de le dépasser. Après son premier arrêt, au dix-huitième tour, Barrichello se retrouve troisième derrière les Red Bull. Malgré un mal de dos persistant depuis le début du Grand Prix, il conserve cette position jusqu'à l'arrivée et termine à 41 secondes de Vettel qui obtient le premier hat trick de sa carrière. Longtemps huitième, Button, malgré ses problèmes de température de pneumatiques, dépasse Räikkönen et Jarno Trulli pour finir sixième, à 46 secondes du vainqueur, juste derrière Massa et Rosberg,,. Malgré le résultat en demi-teinte de l'écurie, le Brésilien juge que son objectif « de combler l'écart avec Jenson » est rempli. Frustré de n'avoir pas brillé devant son public, Button relativise en constatant que « tous les points sont importants à ce stade de la saison »,. En effet, s'il mène toujours le championnat, avec 64 points, il n'a plus que 23 points d'avance sur Barrichello tandis que Vettel n'est qu'à deux points de ce dernier. Brawn GP, avec 105 points, garde 30,5 points d'avance sur Red Bull Racing,.
Après l'épreuve, Richard Branson, le patron de Virgin Group, confirme sa présence aux côtés de l'écurie jusqu'à la fin de la saison mais concède qu'il est désormais peu probable que son entreprise soutienne Brawn GP en 2010, celle-ci demandant un soutien annuel de 50 millions de livres sterling, qu'il trouve excessif : « Quand nous sommes arrivés c'était très bon marché et cela a été formidable pour nous en termes de couverture globale. Mais je crains que l'an prochain, le prix ne soit astronomique et qu'il ne faille regarder vers une plus petite équipe ».
Le résultat en Grande-Bretagne, le moins bon depuis le début de la saison, montre que l'écurie n'est plus aussi dominatrice et que Red Bull Racing semble désormais la distancer. Pour Ross Brawn, qui avoue que les basses températures de Silverstone n'ont pas permis de profiter des nouvelles pièces finalement retirées de la BGP 001, la reprise en main du championnat passe par l'apport rapides d'évolutions : « Nous ne pouvions pas déterminer à quel point les nouveautés fonctionnaient donc nous avons décidé d'éviter toute confusion et sommes revenus à ce que nous avions en Turquie. Nous avons donc quelques nouveautés et quelques améliorations pour le Nürburgring. [...] Avec tout le respect que nous leur devons, nous courions contre Williams et Ferrari à Silverstone et nous ne faisons pas cela normalement. Je ne crois pas qu'ils aient fait un pas en avant, je pense que nous avons un peu souffert ». En effet, outre les ailerons avant et arrière, qui n'ont pu être utilisés, la BGP 001 dispose de nouveaux enjoliveurs et dérives au niveau des roues arrière.

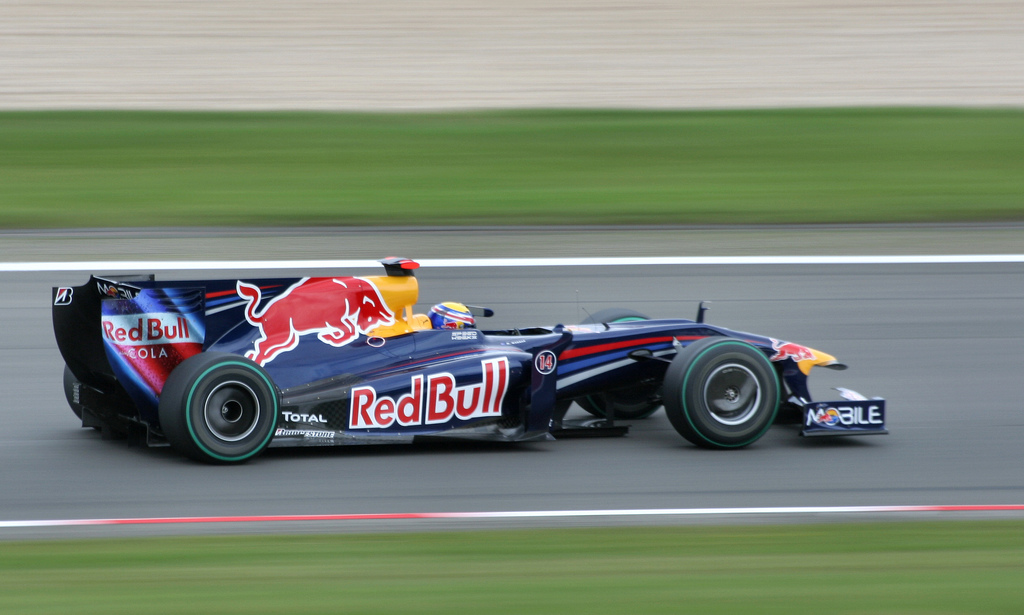
Malgré les efforts de Rubens Barrichello, Mark Webber, sur Red Bull réalise sa première pole position et obtient sa première victoire lors du Grand Prix d'Allemagne.

L'écurie doit faire face à la démission de Jörg Zander, son directeur technique, deux semaines avant le Grand Prix d'Allemagne. Après des essais libres difficiles où, là encore, les faibles températures du Nürburgring pénalisent lourdement les performances des BGP 001, les qualifications sont, comme de coutume désormais, plus favorables à l'écurie britannique, uniquement devancée par les pilotes Red Bull lors de la première phase. La pluie qui s'abat sur le circuit pour la deuxième partie des qualifications conduit certains concurrents à chausser des pneumatiques intermédiaires. Barrichello choisit pour sa part de conserver les pneus pour piste sèche et domine cette session avec quatre secondes d'avance sur ses concurrents alors que son équipier se qualifie de justesse pour la dernière phase. Finalement, le Brésilien prend la deuxième place sur la grille, à un dixième de seconde de Mark Webber et juste devant Button,,.

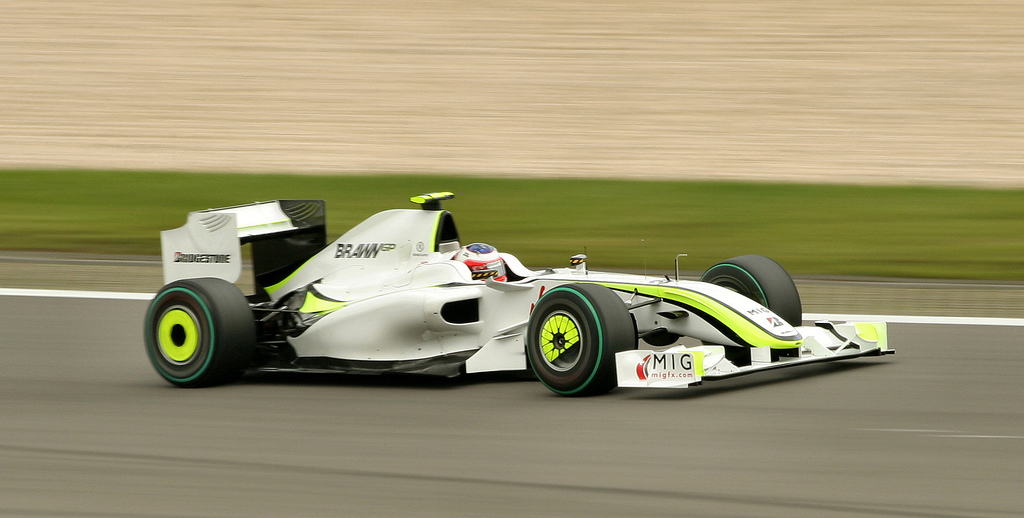
Lors du Grand Prix d'Allemagne, Rubens Barrichello estime que la stratégie de son équipe lui a coûté la victoire.

À l'extinction des feux, à l'abord du premier virage, Webber tasse le Brésilien au point d'entrer en contact avec sa monoplace mais Barrichello prend tout de même l'avantage. Cette friction provoque une enquête des commissaires et un drive through sanctionne le pilote australien. Button, débordé par Heikki Kovalainen, s'arrête aux stands au quatorzième tour et repart quatorzième. Au tour suivant, il est imité par son équipier qui laisse la tête de course à Webber et Felipe Massa, avant de s'emparer à nouveau de la première place au vingt-cinquième tour. Pendant ce temps, le Britannique remonte peu à peu et pointe à la troisième place à mi-course, où il change ses pneumatiques. Barrichello fait de même au tour suivant et quitte les stands en cinquième place, devant Button. Ce dernier le passe au cinquantième tour alors qu'ils luttent pour la deuxième place après une nouvelle remontée. Toujours en difficulté avec la mise en température de leurs pneumatiques, Barrichello et Button sont néanmoins incapables de contrer la marche vers la victoire des pilotes Red Bull. Ainsi, Button et Barrichello franchissent la ligne d'arrivée cinquième et sixième, à vingt-quatre secondes de Mark Webber, qui remporte le premier Grand Prix de sa carrière,,.
Ce modeste résultat provoque la colère du vétéran brésilien qui pointe du doigt la mauvaise stratégie de course de l'équipe, sans laquelle il aurait pu gagner le Grand Prix, selon ses dires : « J'ai fait tout ce que je devais faire et ils m'ont fait perdre la course. De cette façon, nous allons finir par perdre les deux championnats. Je voudrais juste prendre l'avion et rentrer à la maison. Je n'ai pas envie de parler à l'équipe et écouter leur blabla. Aujourd'hui, nous avons parfaitement démontré comment perdre une course ». Il suspecte même un temps Ross Brawn de jouer le même jeu qu'à leur époque Ferrari où il était considéré comme un simple porteur d'eau. Ross Brawn affirme le contraire et explique que son pilote, auteur du onzième meilleur temps en course, était tout simplement incapable de remporter l'épreuve,,,,.
Brawn GP aborde le Grand Prix de Hongrie dans des conditions apaisées depuis que Rubens Barrichello a appris que sa contre-performance du Nürburgring était due à un problème de carburant. Le Brésilien, qui regrette les paroles qu'il a prononcées contre son équipe à l'issue de la course, envoie un courriel à l'ensemble du personnel pour leur assurer qu'il n'avait « aucun problème personnel avec qui que ce soit ». Bien que Jenson Button mène le championnat des pilotes avec 68 points, 21 de plus que Sebastian Vettel son plus proche poursuivant, Rubens Barrichello est désormais quatrième avec 44 points, 3 de moins que le pilote Red Bull dont l'écurie n'a plus que 19,5 points de retard sur Brawn GP alors que neuf des dix-sept manches du championnat ont été disputées.
Button, qui n'est pas monté sur le podium lors des deux précédents Grands Prix, pense que la chaleur qui règne habituellement sur l'épreuve hongroise qui a lieu fin juillet, permettra à son écurie de retrouver le haut du classement. Il annonce néanmoins que si ce n'est pas le cas, « nous pourrons commencer à nous poser des questions » sur les performances de la voiture.
Pour ce dixième Grand Prix, le plancher et le diffuseur de la BGP 001 sont modifiés, tout comme l'aileron avant, configuré pour générer un maximum d'appui dans les courtes lignes droites du Hungaroring. Après des essais libres très disputés consacrés à la mise au point de la BGP 001, les qualifications confirment le retour aux avant-postes des habituelles écuries de pointe, Renault F1 Team, McLaren Racing et Ferrari qui étaient à la peine depuis le début de saison à cause des problèmes d'équilibre engendrés par leur SREC. S'il réussit, non sans mal, à passer la première phase de qualifications, Barrichello, éliminé à l'issue de la deuxième séance, se qualifie à la treizième place. Dans les dernières minutes de la session, il perd un des ressorts de ses amortisseurs arrière, qui percute à la tête Felipe Massa, qui roule juste derrière lui. Souffrant d'une commotion cérébrale et de lésions au-dessus de l’œil gauche, le pilote Ferrari, avant de rejoindre l'hôpital de Budapest, est transporté au centre médical du circuit où Barrichello vient prendre de ses nouvelles ; Massa est forfait pour le reste du championnat. La perte de cette pièce d'amortisseur est, selon Ross Brawn, la cause de la mauvaise prestation de son pilote. Pendant ce temps, Button, dont les amortisseurs de sa monoplace sont changés par précaution pour la dernière phase de qualifications, quitte les stands juste à temps, pénalisé par une lourde charge en carburant qui perturbe l'équilibre de sa monoplace, et ne peut effectuer qu'un unique tour rapide qui le condamne au huitième temps,,.
La course du lendemain prouve que la BGP 001 n'est plus, à la mi-saison, au niveau des meilleures monoplaces du plateau. Douzième au départ à la suite du forfait de Massa, qualifié dixième, Barrichello se retrouve seizième à la fin du premier tour. Button, qui conserve sa huitième place en début de course, souffre de la rapide dégradation de ses pneus tendres et lutte pour contenir Kazuki Nakajima alors que la monoplace blanche était la meilleure dans la conservation de ce type de gommes lors des essais libres. Après son premier arrêt, il passe le reste de la course à tenter de passer les Toyota TF109 de Jarno Trulli et Timo Glock. S'il finit par dépasser l'Italien à dix tours de l'arrivée, il peste à la radio contre le manque de rythme de sa voiture, ce à quoi ses ingénieurs n'ont aucune réponse à apporter. En milieu de peloton, bien que Barrichello prenne le meilleur sur les BMW Sauber F1.09 de Nick Heidfeld et Robert Kubica et sur la Renault R29 de Nelsinho Piquet, il ne termine que dixième, à plus d'une minute du vainqueur Lewis Hamilton ; Button finit septième,,. Mécontent de cette dernière course avant la pause estivale, Button constate qu'il est parvenu à limiter les dégâts, les performances de sa voiture, qui a effectué les sixième et neuvième meilleurs tours en course, reculant depuis trois Grands Prix alors que les écuries constructeurs sont désormais compétitives. Avec 70 points, Button mène toujours le championnat, désormais devant Webber (51,5 points), Vettel (47 points) et Barrichello (44 points). Avec 98,5 points, Red Bull Racing n'est plus qu'à 15,5 longueurs de Brawn GP,.

### Retour aux avant-postes après la pause estivale
Lors de la trêve estivale, pendant laquelle les écuries observent une pause dans la compétition, Ross Brawn reconnaît que son écurie a reculé dans la hiérarchie, notamment en raison des problèmes qu'elle rencontre avec la gestion des pneumatiques. Pour les ingénieurs de l'écurie britannique, une des évolutions aérodynamiques apportées petit à petit à la BGP 001, et testées le vendredi seulement, semble à l'origine de cet ennui technique ou contribue à l'accentuer ; alors que ses hommes semblent perdus et incapables de trouver un remède à leurs maux, Ross Brawn confie que leurs résolutions est d'autant plus ardue que les essais privés en cours de saison sont interdits,. Ces déconvenues n'empêchent pas l'écurie de doter sa monoplace de panneaux aux extrémités de ses pontons, comme la plupart de ses rivales, afin d'améliorer le passage de l'air dans cette zone de la voiture.
Malgré le désistement de Virgin Group, qui a conclu un accord avec la future écurie Manor Grand Prix pour 2010, Nick Fry met fin aux rumeurs concernant la fragilité financière de son équipe et annonce que le budget de Brawn GP est assuré pour les trois prochaines années. Il est en négociation avec de nombreuses sociétés pour un éventuel partenariat, dont la compagnie aérienne Emirates, le producteur de boissons énergisantes Monster, Bwin et Telmex.
Le championnat reprend le 23 août, à Valence où se dispute le Grand Prix d'Europe. Après des essais libres encourageants lors desquels Brawn teste d'anciens réglages de sa monoplace, la séance qualificative se résume à un duel entre McLaren et l'écurie de Brackley. Button domine la première séance, Barrichello la deuxième mais il ne prend que la troisième place sur la grille, à 65 millièmes de seconde Lewis Hamilton. Très affecté par la situation de Felipe Massa, il arbore un casque orné de l'image du casque de son compatriote et accompagné du message Felipe, see you on the track soon! Button, qui fait une erreur lors de son meilleur tour au virage no 4, puis passe en quatrième vitesse au virage suivant au lieu d'utiliser le troisième rapport, se qualifie en cinquième position. L'écurie place donc ses deux voitures sur le côté propre de la grille pour la course,,,,.
Alors que Barrichello lutte avec les McLaren en course, Button, bloqué par Sebastian Vettel en difficulté au départ, rétrograde en huitième position. Le Brésilien profite des arrêts aux stands de Hamilton et de Heikki Kovalainen (qui sont équipés du SREC) pour prendre la tête au dix-septième tour. Il se montre suffisamment rapide pour repartir devant le Finlandais après son ravitaillement survenu quatre tours plus tard. Au trente-sixième passage, Hamilton ravitaille à nouveau et laisse la première place à Barrichello qui la conserve, malgré un second arrêt, jusqu'à l'arrivée pour remporter le dixième Grand Prix de sa carrière, son premier depuis le Grand Prix de Chine 2004. La course de Button est un duel constant avec Mark Webber, qu'il dépasse à treize tours de l'arrivée pour finir septième,. Barrichello, qui dédie sa victoire à Felipe Massa, obtient à Valence le centième succès d'un pilote brésilien en Formule 1 et la cent-cinquantième victoire du manufacturier Bridgestone,,. Cette performance lui permet de revenir à la deuxième place du championnat des pilotes avec 54 points, 18 de moins que Button. Brawn GP profite également que Red Bull n'ait marqué aucun point pour accroître son avance de 12 unités, avec 126 points marqués.

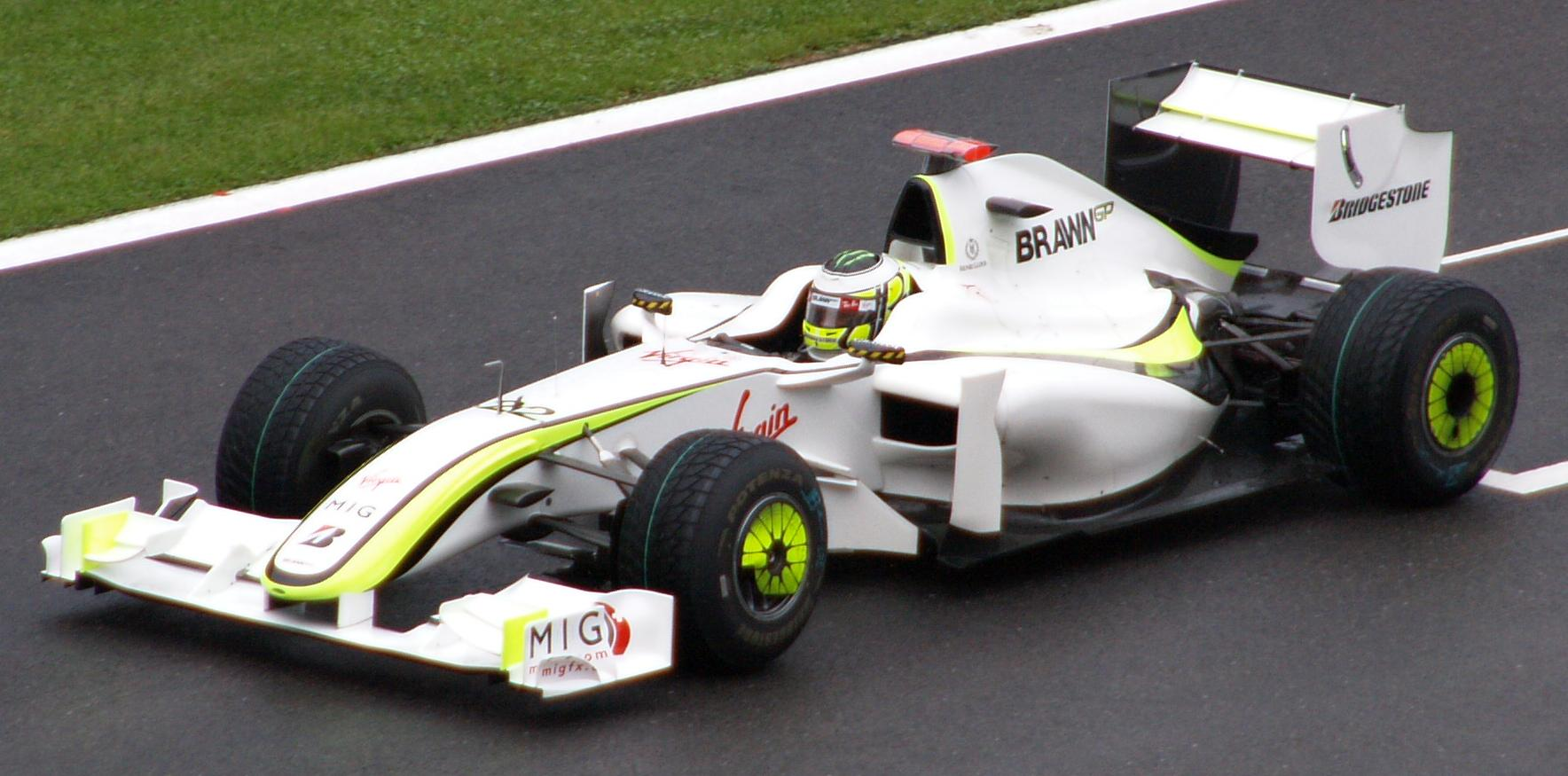
Jenson Button subit, en Belgique, son unique abandon de la saison.

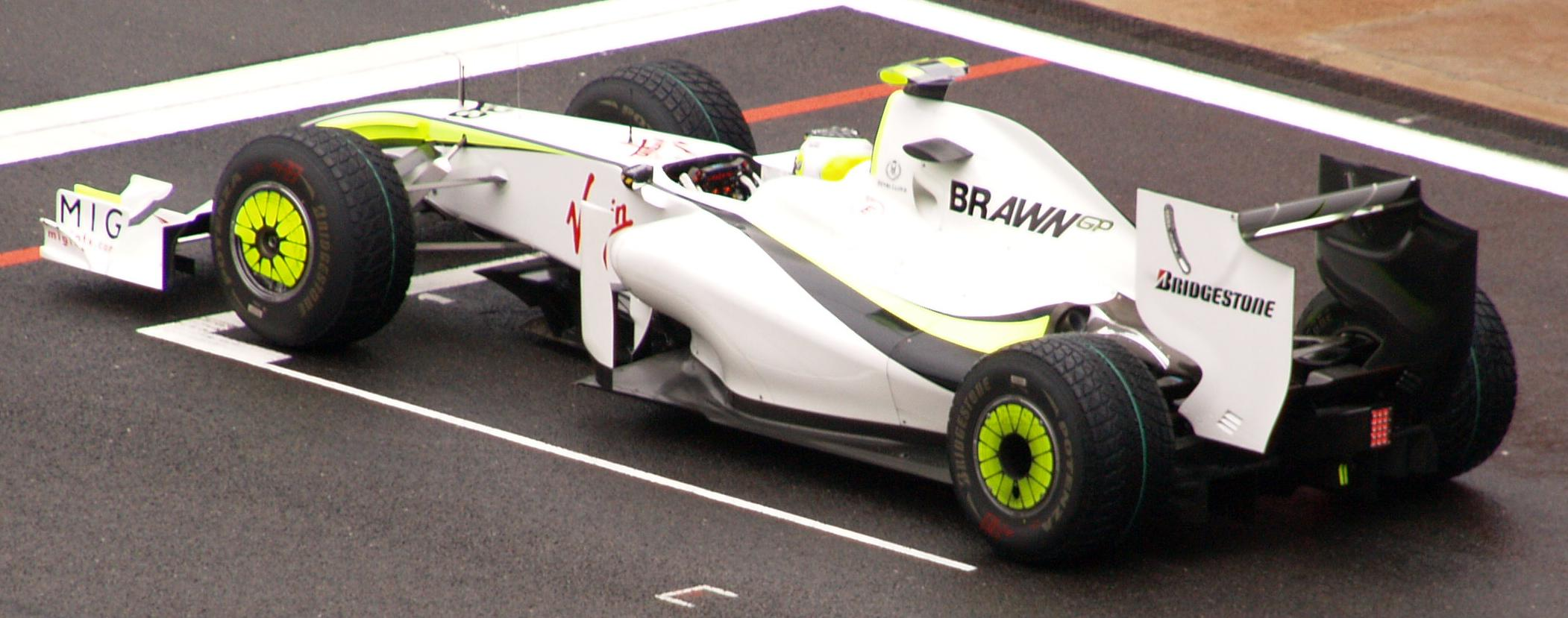
Rubens Barrichello termine septième du Grand Prix de Belgique.

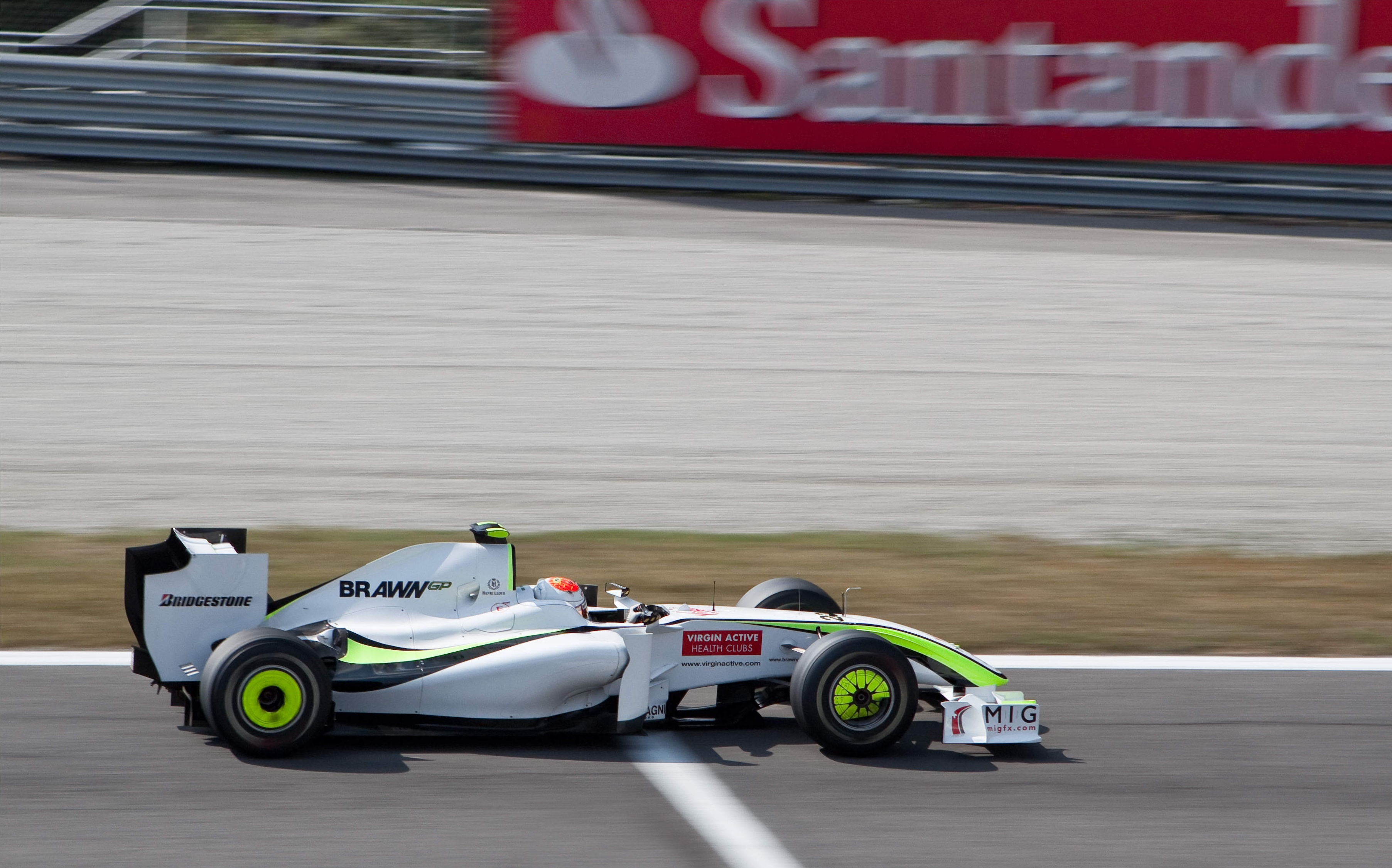
Rubens Barrichello remporte, en Italie, son deuxième, et dernier, Grand Prix de la saison.

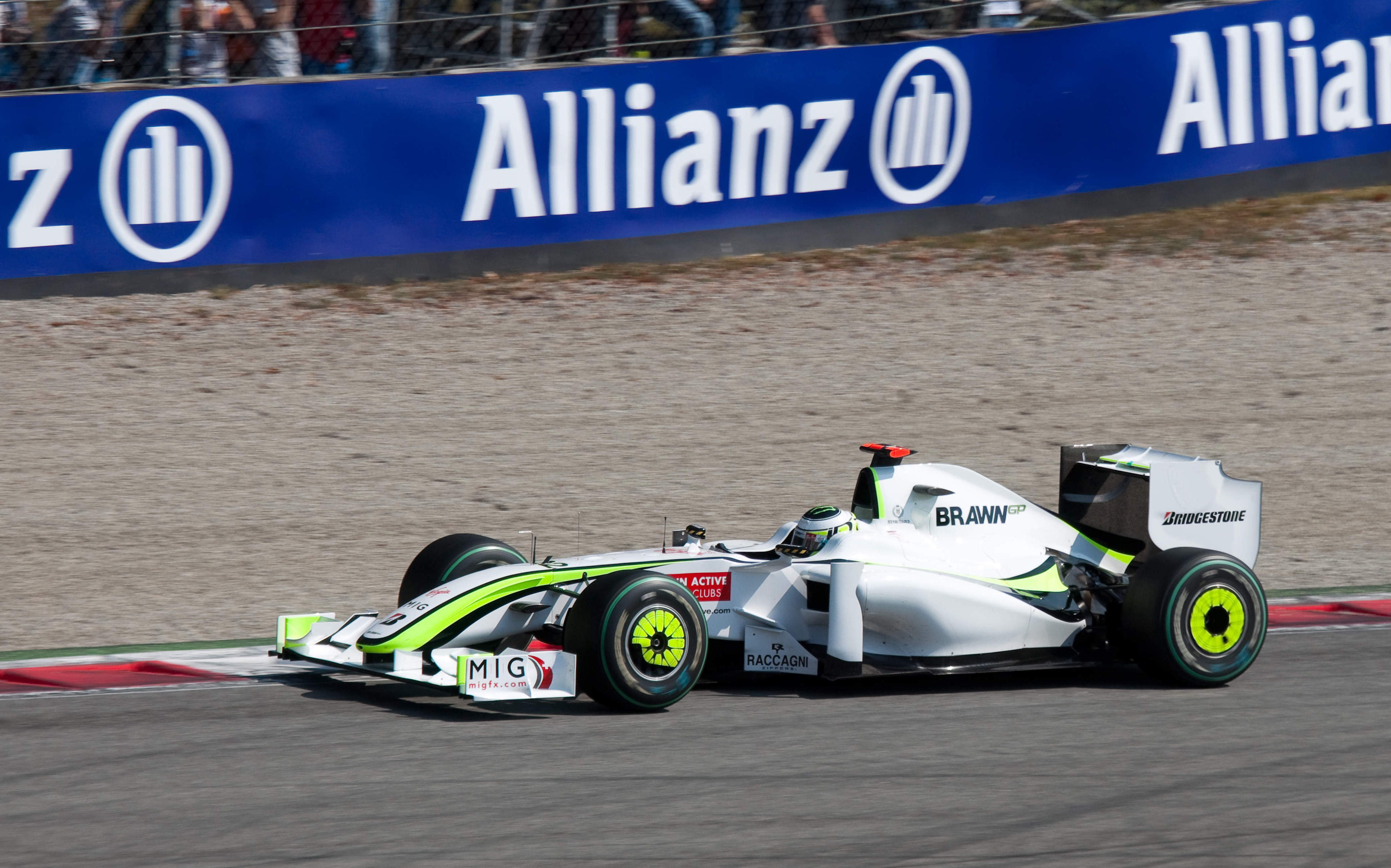
Jenson Button, en terminant second, permet à son écurie de réaliser son quatrième, et dernier, doublé de la saison.

Peu avant le Grand Prix de Belgique qui se tient une semaine avant la manche italienne, Ross Brawn évoque l'avenir de ses pilotes et estime qu'il n'y a « aucune raison » que Button et Barrichello ne soient pas conservés pour la saison 2010 et déclare que les négociations en vue de leurs prolongations de contrat commenceront après l'épreuve belge.
Lors des essais libres, très serrés en matière de performance, Button teste, infructueusement, un capot-moteur en forme d'aileron de requin. Les pilotes Brawn GP prennent part à des qualifications qui s'annoncent très disputées ; si Button se qualifie de justesse pour la deuxième partie de la séance, son équipier n'échoue qu'à un dixième de seconde du meilleur temps établi par Giancarlo Fisichella. Le Britannique, à la peine avec une monoplace manquant d'équilibre et d'adhérence et dont le moteur ne délivre pas son maximum de puissance, en particulier avec les pneus tendres, manque sa qualification pour la troisième partie de la session et prend la quatorzième place sur la grille de départ. Barrichello se qualifie en quatrième position, à deux dixièmes de seconde du pilote Force India. Heureux de sa performance, au contraire de son équipier qui évoque sa « pire qualification de l'année », le Brésilien espère remporter à Spa-Francorchamps son deuxième Grand Prix consécutif,,.
En course, Barrichello, en difficulté avec son embrayage, prend un très mauvais départ et se retrouve quatorzième à la fin du premier tour ; son coéquipier prend un excellent envol et dépasse Lewis Hamilton. Alors que Button tente de passer Heikki Kovalainen au premier virage, à La Source, le novice Romain Grosjean, qui prend part à son deuxième Grand Prix, au volant de sa Renault R29 percute la roue arrière du Britannique. Les deux monoplaces échouent dans les graviers et entrainent  avec elles Hamilton et Jaime Alguersuari, victimes collatérales de l'accrochage. Grosjean rejette la responsabilité de l'accident sur le pilote Brawn GP alors que Button et Hamilton estiment qu'il s'agit d'un simple incident de course, bien que cela soit frustrant. Cet abandon met fin à une série de onze courses dans les points de Jenson Button qui était le dernier pilote à avoir marqué lors de l'ensemble des Grands Prix de la saison. La voiture de sécurité est déployée jusqu'à la fin du quatrième tour et Barrichello décide avec ses ingénieurs de modifier sa stratégie pour basculer sur une course à un seul arrêt afin de tenter de marquer des points. Il effectue donc son unique arrêt à la fin du vingt-septième tour, alors qu'il est revenu à la sixième place et repart onzième. Devant composer avec une fuite d'huile en fin de course (sa BGP 001 prenant même feu une fois garée dans le parc fermé) il franchit finalement la ligne d'arrivée en septième position, à trente-cinq secondes de Kimi Räikkönen,,,.
Bien que n'ayant marqué que deux points, Brawn GP mène toujours le championnat des constructeurs avec 128 unités. Red Bull Racing, qui n'a inscrit que six points, est deuxième avec 104,5 unités. Avec 72 points, Button conserve la tête du championnat devant son équipier (à 16 points) et Vettel (à 19 points). En difficulté depuis cinq courses, le Britannique se remotive en se disant qu'il s'apprête à vivre « un mini-championnat de cinq courses dans lequel [il part] avec seize points d'avance »,. Il ajoute : « Je pourrai me contenter désormais de finir quatrième ou cinquième et de gérer mon avantage jusqu'à la fin du championnat mais je veux encore gagner des courses, me battre devant, c'est pour cela que je suis en Formule 1 ». Ross Brawn, pour sa part, commence à envisager avec sérénité le double titre de champion du monde des pilotes et des constructeurs.
Peu avant le Grand Prix d'Italie, disputé mi-septembre sur l'Autodromo Nazionale di Monza, des rumeurs prétendent que Mercedes-Benz envisage de prendre une participation dans le capital de Brawn GP dès que sera terminée la conception de sa prochaine voiture de route avec McLaren dont elle possède 40 % du capital. Mercedes-Benz dément immédiatement ces rumeurs.
En qualifications, Brawn GP, après des essais libres prometteurs, brigue la pole position puisque Barrichello a réalisé le meilleur temps de la deuxième partie de la séance. Lors de la dernière phase qualificative, les deux pilotes chargent leurs monoplaces en carburant et tablent sur une stratégie à un arrêt pour le lendemain ; ils estiment en effet que les monoplaces qui disposent du SREC se qualifieront à une meilleure place qu'eux. Effectivement, Barrichello ne prend que la cinquième place sur la grille, à moins d'une seconde d'Hamilton, devant Button, sixième,.
Peu avant la course, l'écurie annonce que Barrichello souhaite conserver sa boîte de vitesses pour la fin du weekend de Grand Prix, bien qu'elle préoccupe ses mécaniciens depuis l'incendie à la fin du Grand Prix de Belgique. À l'extinction des feux, les pilotes Brawn GP profitent du mauvais départ de Heikki Kovalainen pour gagner une place. Au vingtième tour, lors des arrêts aux stands des pilotes de tête, le Brésilien prend la tête, suivi de Button qui s'arrête huit boucles plus loin. Il repart cinquième, et est ensuite devancé par son équipier qui observe son ravitaillement au tour suivant. Au trente-huitième tour, Barrichello reprend la tête à la suite des seconds arrêts d'Hamilton, de Räikkönen et d'Adrian Sutil et remporte sa deuxième victoire de la saison, la onzième et dernière de sa carrière en Formule 1. Barrichello, qui obtient le huitième et dernier succès de Brawn GP, dédie sa victoire à ses deux fils et croit de plus en plus à ses chances de remporter le championnat : « Je suis convaincu de pouvoir remporter le titre ! Avec Jenson, nous allons continuer à nous battre comme ces trois dernières années. Je pilote mieux que quand j'étais chez Ferrari ». Button termine deuxième, à trois secondes du vainqueur,,,,.
Alors que Red Bull Racing n'a marqué qu'un point au championnat des constructeurs, ce doublé permet à Brawn GP d'accroître son avance, avec 146 points contre 105,5. Au championnat des pilotes, Button est toujours en tête avec 80 points, devant Barrichello (66 points). Sebastian Vettel et Mark Webber (avec 54 et 51,5 points) sont désormais les seuls pilotes mathématiquement capables de leur contester le titre de champion du monde alors qu'il ne reste plus que quatre courses à disputer.
Deux semaines s'écoulent entre les Grand Prix d'Italie et de Singapour, disputé de nuit. À cette occasion, Brawn GP signe un partenariat ponctuel avec l'entreprise japonaise Canon, qui sponsorisait Williams F1 Team dans les années 1980 et 1990, dont les logos ornent les pontons des BGP 001.

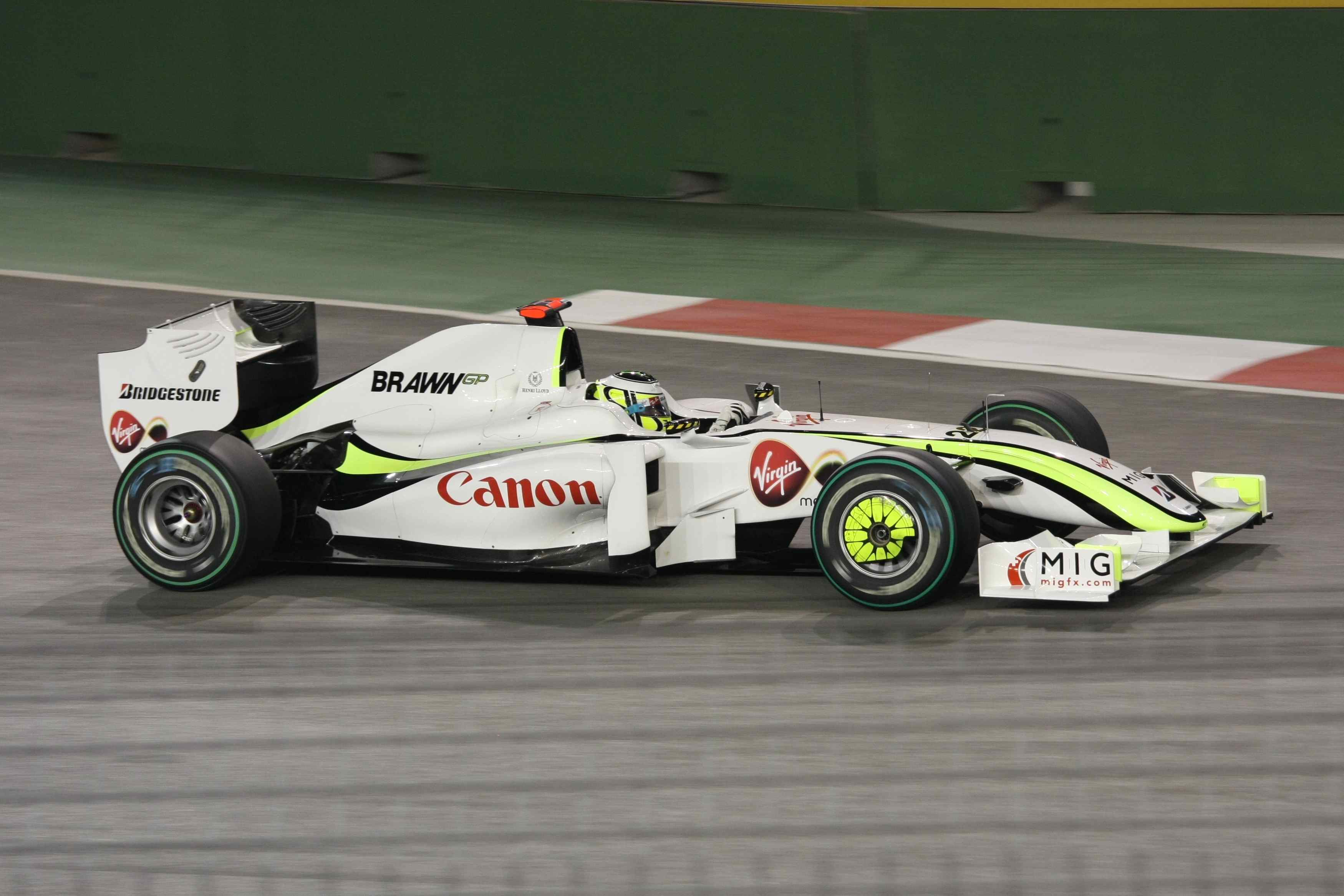
À Singapour, les Brawn BGP 001 arborent le logo Canon sur leurs pontons.

Le circuit urbain de Singapour, très similaire au tracé monégasque, exige beaucoup d'appui aérodynamique. À l'approche des qualifications, précédées par des essais libres mitigés, Barrichello change sa boîte de vitesses fragilisée depuis le Grand Prix de Belgique et écope d'une pénalité d'un recul de cinq places sur la grille de départ. Si Button réalise le deuxième meilleur temps, derrière Hamilton, dans la première phase de qualifications, il ruine ses chances d'accéder à la pole position en essayant de corriger un problème de sous-virage à la fin de cette session : les nouveaux réglages impactent négativement le freinage de sa monoplace et Button bloque sa roue arrière gauche dans le virage no 7 ; il ne se qualifie qu'en douzième position. Son équipier accède à la dernière partie des qualifications où il obtient le cinquième temps ; sa pénalité le contraint à s'élancer de la neuvième place (au lieu de la dixième après l'exclusion du septième, Nick Heidfeld, qui part depuis les stands pour poids non conforme de sa BMW Sauber F1.09). Button prend alors la onzième place sur la grille,.
Barrichello et Button gagnent chacun une place au départ puis se retrouvent sixième et huitième au vingt-deuxième tour. À quinze tours de l'arrivée, ils sont peu à peu remontés aux troisième et quatrième places. Le Brésilien profite de l'accident de Mark Webber pour effectuer un dernier arrêt mais il cale après avoir enclenché trop tard son système de contrôle automatique de la vitesse automatique lors de son arrivée au stand et en ressort septième derrière son équipier. Button s'arrête à dix boucles du drapeau à damiers et repart cinquième, devant Barrichello. Button, qui souffre de problèmes de frein, doit réduire la cadence et conserve cette position jusqu'à l'arrivée, de même que Barrichello,,.

### Brawn GP et Button champions au Brésil

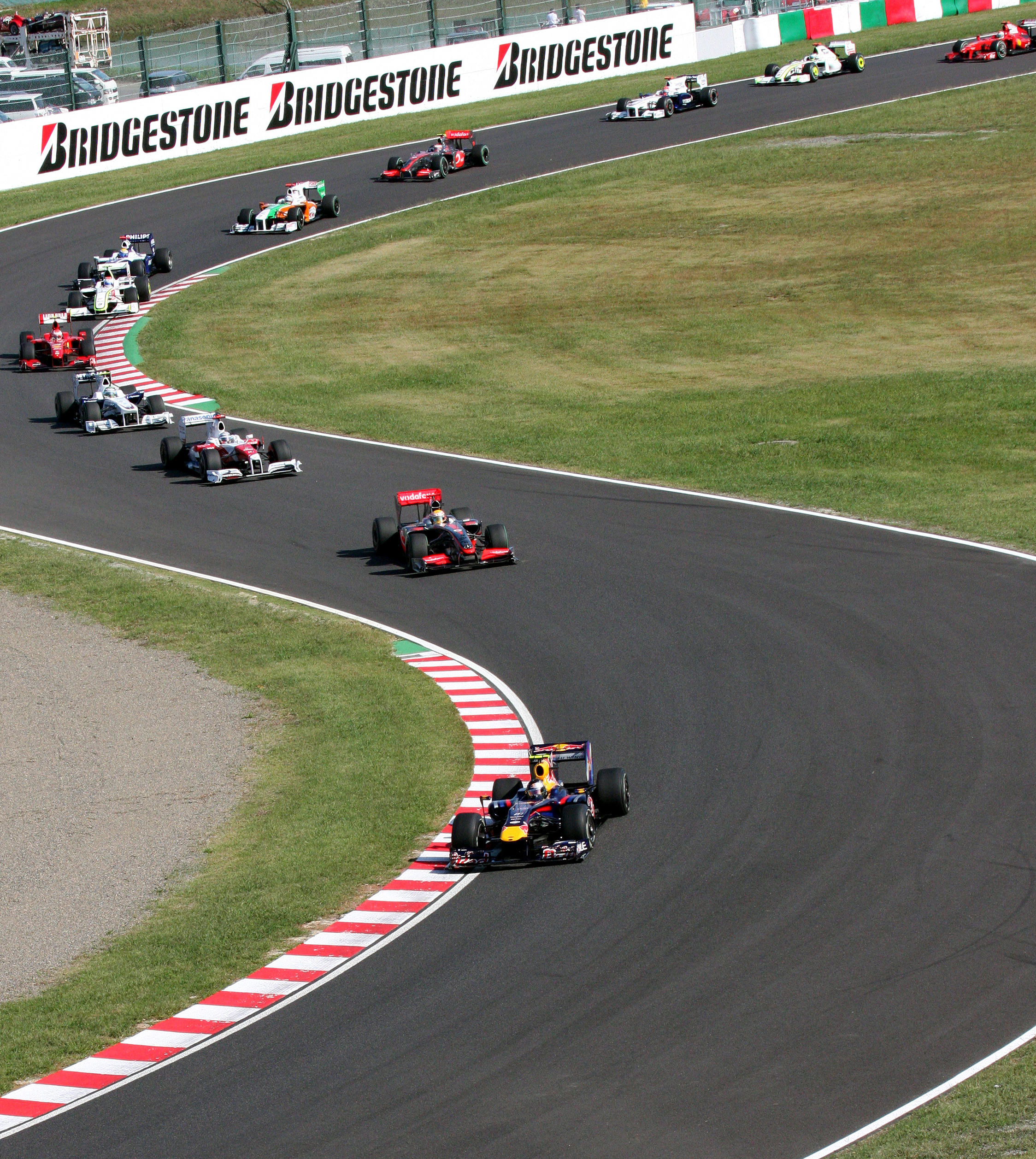
Rubens Barrichello, sixième, et Jenson Button, onzième, durant le premier tour du Grand Prix du Japon.

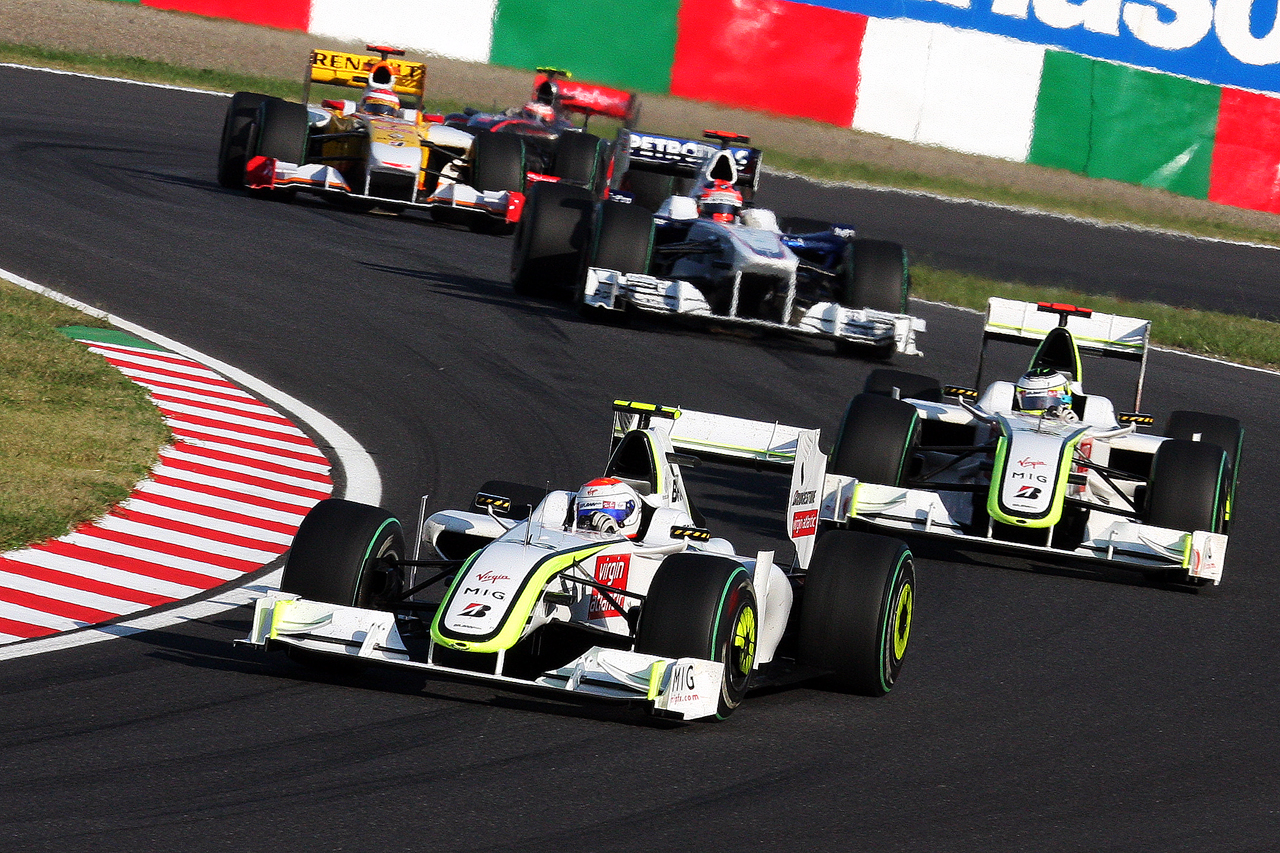
Rubens Barrichello devant Jenson Button à quatre tours de l'arrivée du Grand Prix du Japon.

Avec quinze points d'avance sur Barrichello, Button, qui mène le championnat du monde des pilotes avec 84 points, peut être sacré dès la manche japonaise, une semaine après le Grand Prix de Singapour, s'il remporte la course et que Barrichello finit au mieux quatrième ; il peut aussi remporter le titre s'il termine deuxième et que Barrichello finit sixième, s'il se classe troisième et que Barrichello finit huitième ou enfin s'il termine quatrième et que Barrichello ne marque pas. Brawn GP, avec 42,5 points d'avance sur Red Bull Racing, peut remporter le championnat du monde des constructeurs en maintenant un écart de 36 points avec sa rivale à l'issue du Grand Prix. Button déclare ne pas penser au titre pour éviter de prendre des risques inutiles à Suzuka pour le conquérir.
Malgré des performances modestes en essais libres, Button et Barrichello, en réalisant les deuxième et troisième meilleurs temps des première et deuxième phases de qualifications, se montrent capables de réaliser la pole position, La dernière partie de la séance est plus délicate puisque Heikki Kovalainen écrase sa McLaren MP4-24 contre le mur ce qui provoque une interruption de la session sur drapeau rouge. Button, pris de court, ne peut réaliser qu'un tour rapide où il perd du temps dans le premier secteur ; il se qualifie septième, à huit dixièmes de seconde de la pole position de Sebastian Vettel. Son équipier, qui dispose de plus d'appui, prend la cinquième place,. Les pilotes Brawn GP, ainsi que Fernando Alonso et Adrian Sutil, sont alors pénalisés d'un recul de cinq places pour ne pas avoir suffisamment ralenti sous le drapeau jaune agité après l'accident de Sébastien Buemi en Q2. Les pénalités ultèrieures infligées à Buemi, Kovalainen et Vitantonio Liuzzi conduisent Barrichello sur la sixième place de la grille et Button sur la dixième,,.
En course, Button perd une place au profit de Kovalainen mais la récupère en dépassant Robert Kubica. Il est ensuite bloqué par le pilote McLaren et Adrian Sutil. Barrichello conserve sa sixième place jusqu'au quinzième tour quand commencent les premiers passages aux stands. Le Brésilien s'arrête au dix-huitième tour et repart neuvième tandis que son équipier, qui a ravitaillé au tour précédent, repart en quatorzième position. Button remonte jusqu'à la sixième place au trente-septième tour et Barrichello atteint la quatrième. Après leur second arrêt, Jaime Alguersuari, sur Toro Rosso, victime d'un accident au virage du 130R, provoque la sortie de la voiture de sécurité. Barrichello et Button conservent les septième et huitième places jusqu'à l'arrivée, à dix secondes du vainqueur Sebastian Vettel,,.
À l'issue du Grand Prix, Button mène le championnat des pilotes avec 85 points, devant Barrichello (71 points) et Vettel (69 points). Avec 156 points, Brawn GP conserve la tête du championnat des constructeurs devant Red Bull Racing (120,5 points) et manque de conquérir le titre pour un demi-point. L'écurie autrichienne devra faire un doublé lors des deux dernières courses sans que Brawn GP ne marque de points pour espérer remporter le championnat. S'il termine sur le podium au Brésil, Button remportera le titre ; dans le cas contraire, Barrichello et Vettel doivent respectivement finir dans les quatre et les deux premiers pour se maintenir dans la course au titre,.
L'avant-dernière course de la saison, disputée à la mi-octobre au Brésil, est l'occasion pour Brawn GP de conclure un partenariat temporaire avec plusieurs entreprises locales. En effet, en marge de la manche italienne, l'écurie britannique a signé avec le brasseur Cervejaria Petrópolis, qui commercialise la bière Itaipava, dont les logos sont arborés sur le museau et les pontons de la BGP 001. Juste avant l'épreuve brésilienne, Cervejaria Petrópolis prolonge ce partenariat en faisant apposer également le logo de sa boisson énergisante TNT sur les monoplaces. La BGP 001 arbore, de plus, sur son aileron avant le logo de Banco do Brasil et sur son capot moteur celui de la compagnie d'assurance espagnole Mapfre,,.
La presse brésilienne affirme que Rubens Barrichello a signé un contrat avec Williams F1 Team à compter de la saison 2010. L'intéressé dément formellement cette rumeur mais confirme être en négociations avec l'équipe de Frank Williams mais aussi Brawn GP pour la reconduction de son contrat.
Les ambitions des pilotes sont différentes à Interlagos : si Jenson Button entend remporter son premier titre de champion du monde, Rubens Barrichello espère se maintenir dans la course au titre et remporter son Grand Prix national, ce qu'il n'a jamais réussi depuis ses débuts en 1993.
Comme pour les essais libres, prometteurs pour Brawn GP, les qualifications sont organisées dans des conditions de piste humides. Alors que les pilotes Brawn GP passent facilement la première partie de la séance, Sebastian Vettel, Heikki Kovalainen et Lewis Hamilton ne prennent que les seizième, dix-septième et dix-huitième places sur la grille, ce qui fait le jeu de Button dans sa quête pour le titre. Lorsque la pluie interrompt la qualification pour une heure, le Britannique, contrairement à ses concurrents, ne tente pas de chausser les gommes intermédiaires mais fait modifier la pression de ses pneus pluie ; il rate son pari puisque les pneus se détériorent en à peine deux tours, ne lui permettant pas de se qualifier pour la dernière partie de la séance. Quand Button s'élance de la quatorzième place, Barrichello, auteur du dixième temps de la Q2, réalise la pole position, sa première depuis le Grand Prix du Brésil 2004,,.
Barrichello conserve la tête de la course jusqu'au vingtième tour où il est dépassé par Mark Webber. Button prend un bon départ et se retrouve neuvième à la fin du premier tour puis septième au septième tour. Après son premier arrêt, le Brésilien se retrouve derrière l'Australien et Robert Kubica tandis que son équipier continue sa remontée dans le classement. À neuf boucles de l'arrivée, Hamilton prend le meilleur sur Barrichello pour le compte de la troisième place mais les deux monoplaces se touchent ce qui provoque une crevaison de la BGP 001. Le Brésilien doit donc s'arrêter inopinément et repart huitième, place qu'il conserve jusqu'à l'arrivée. Button, en terminant cinquième juste derrière Vettel, remporte le championnat du monde. Congratulé d'abord par son équipier et son équipe, il reçoit les félicitations de Bernie Ecclestone qui souhaitait qu'il ne gagne le titre qu'à Abou Dabi : « Tu n'as pas écouté. Tu n'as pas suivi les ordres. Je voulais que tu l'aies sur le fil ». L'écurie Brawn GP fête son titre de champion du monde des constructeurs dans une discothèque de Sao Paulo réservée par un commanditaire de l'écurie. Button rentre rapidement au Royaume-Uni à bord d'un jet privé affrêté par Barrichello pour l'occasion,,.
Honda, l'ancien propriétaire de l'écurie de Brackley, déclare néanmoins qu'elle ne ressent aucun regret d'avoir quitté la Formule 1 fin 2008, malgré le triomphe de Brawn GP, arguant que la firme connaissait le potentiel de son ancienne structure mais devait penser à son avenir en priorité.
Après le succès de Brawn GP, Richard Branson, propriétaire de Virgin Group, déclare qu'aucune décision concernant son partenariat avec Brawn GP ne sera prise avant la fin de la saison bien qu'il soit lié à Manor Motorsport qui intègre le championnat en 2010. De son côté, l'écurie britannique officialise un partenariat d'une course avec la société de communication Qatar Telecom tandis que des rumeurs annoncent que le pétrolier Exxon Mobil, partenaire de McLaren depuis 1994, souhaite sponsoriser Brawn GP à partir de 2010,.
Peu avant le Grand Prix d'Abou Dabi, ultime manche du championnat, des rumeurs émanant de la sphère Vodafone, le sponsor-titre de McLaren Racing, avancent que Button rejoindra l'écurie britannique en 2010. Son agent, Richard Goddard, déclare qu'il souhaite cependant rester chez Brawn GP.
Pour le dernier Grand Prix de la saison, disputé sur le nouveau circuit Yas Marina, Brawn GP n'apporte aucune évolution à sa monoplace. Durant les essais du vendredi matin, Button réalise le deuxième temps, à un dixième de seconde de Lewis Hamilton tandis que Barrichello pointe à la quatrième place, deux dixièmes de seconde derrière son équipier. L'après-midi, le Britannique rétrograde au troisième rang, à deux dixièmes de seconde d'Heikki Kovalainen mais domine Barrichello, huitième. Enfin, pour la dernière séance, Button réalise le meilleur temps et Barrichello remonte en troisième position.

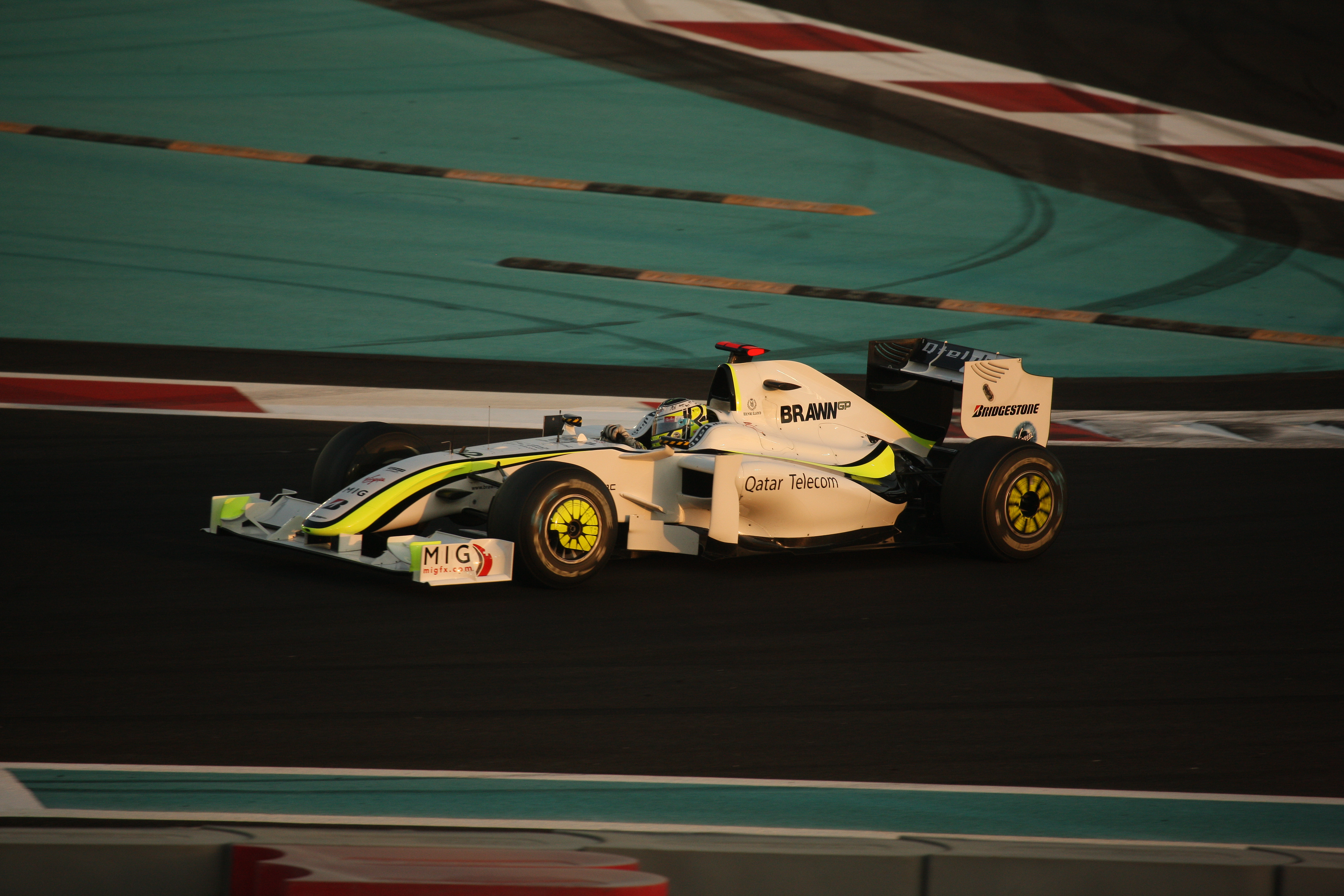
Jenson Button, sous la lumière crépusculaire du Grand Prix d'Abou Dabi où il monte sur la troisième marche du podium.

Les qualifications voient Hamilton, dominateur depuis la veille, réaliser la pole position. Atteignant la dernière partie de la séance avec aisance, Barrichello obtient le quatrième temps derrière Sebastian Vettel à qui il souhaite ravir la deuxième place au championnat des pilotes qu'il a perdue au Brésil. Button, lourdement chargé en carburant, souffre de sous-virage et vibrations lors de ses freinages et se qualifie cinquième,,.
La première course de l'histoire du championnat du monde de Formule 1 dont le départ est donné au crépuscule et l'arrivée de nuit prend des allures de procession. Button et Barrichello conservent leur position jusqu'à leur premier arrêt, aux seizième et dix-septième tours, puis les récupèrent au vingt-et-unième tour. Ils profitent de l'abandon d'Hamilton pour remonter d'une place et terminer troisième et quatrième, derrière le duo Red Bull constitué de Vettel et Mark Webber. Avec 77 points, le Brésilien reste troisième du championnat, derrière Vettel qui en compte 84,,.
En une seule saison, Brawn GP a inscrit plus de points que les 144 points des écuries British American Racing et Honda Racing F1 Team, dont elle est issue, de 2005 à 2008. De même, l'équipe a enlevé presque trois fois plus de victoires (8) que le constructeur japonais en huit saisons complètes (3 victoires). Brawn est la seule équipe à avoir marqué des points lors de chaque Grand Prix de la saison. Avec 61 points inscrits lors des sept premières courses et 34 lors des dix suivantes, Jenson Button a construit son titre mondial en début de saison quand la BGP 001 et son double diffuseur étaient au-dessus du lot ; Sebastian Vettel, qui comptait 32 points de retard sur le Britannique, lui en reprendra 21. Button a passé 275 tours en tête d'un Grand Prix alors que lors de la saison précédente, Felipe Massa avait mené pendant 373 tours. Rubens Barrichello est le pilote qui a connu le plus de fiabilité durant la saison, avec 5 124 km parcourus ; Brawn GP, avec 10 000 km parcourus dans la saison, obtient les meilleurs taux de fiabilité avec 96,46 % de fiabilité générale et 99,11 % de fiabilité mécanique.
L'équipe est récompensée de ses résultats en recevant, en 2010, le Laureus World Sports Awards de l'équipe de l'année tandis que Jenson Button reçoit le Laureus World Sports Awards de la révélation de l'année.

## De la préparation de la saison 2010 au rachat par Mercedes-Benz

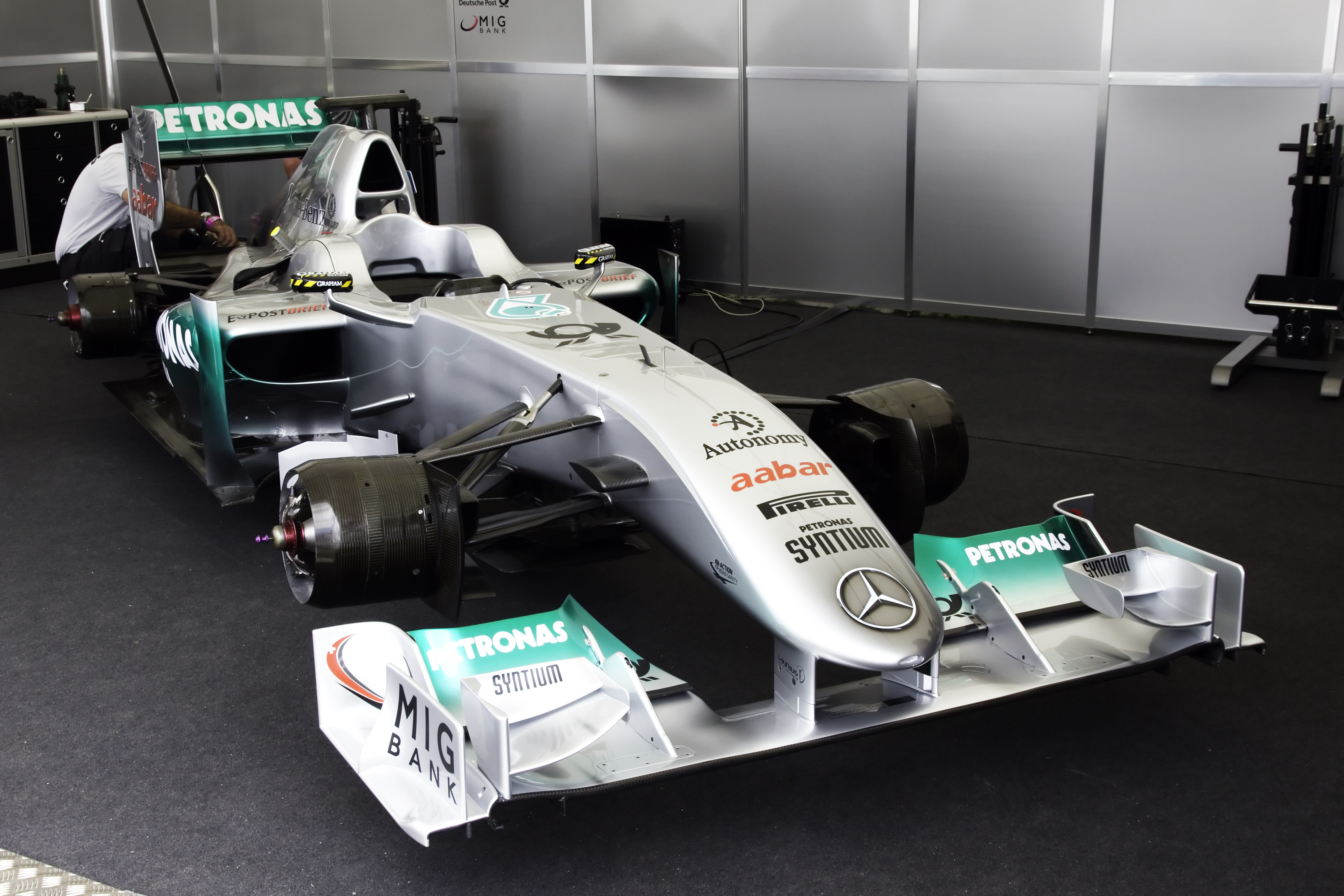
Une BGP 001 exposée à Goodwood en livrée Mercedes.

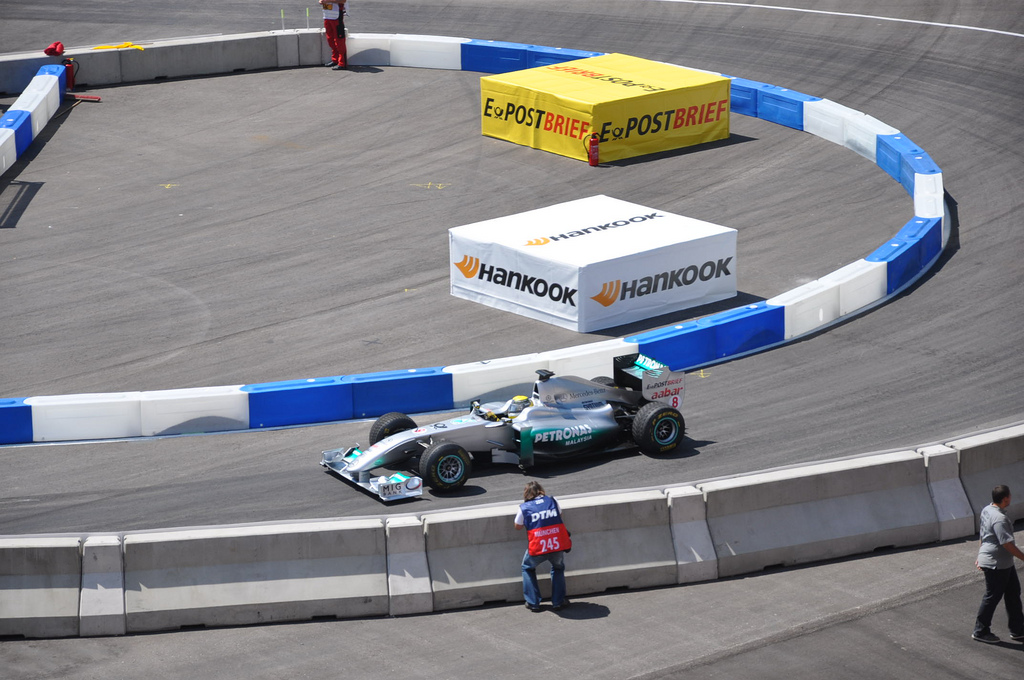
Démonstration de Nico Rosberg, à Munich, au volant d'une BGP 001 arborant la livrée Mercedes de son nouveau propriétaire.

Quelques jours avant le Grand Prix d'Abou Dabi, dans un des salons de réception du circuit, Ross Brawn et Norbert Haug, le vice-président de Mercedes-Benz Motorsport, abordent Michael Schumacher sur le ton de la plaisanterie : « Alors, c'est bon ? Tu reviens en Formule 1 ? Au volant d'une troisième Ferrari ? Non ? Et si tu revenais dans une Mercedes ? » Le soir même, le champion allemand confie à son attachée de presse Sabine Kehm qu'elle redevient sa managing director car il a le sentiment que Brawn tient plus que tout à ce qu'il pilote pour lui en 2010. Le lendemain du Grand Prix d'Abou Dabi, Williams F1 Team annonce avoir recruté Rubens Barrichello pour 2010,,. Pendant que des rumeurs prétendent que Nico Rosberg rejoindrait l'écurie de Brackley, les négociations avec Button butent sur son salaire car il demande à retrouver ses émoluments de 2008. Ross Brawn refuse ces revendications et lui propose de chercher de nouveaux accords commerciaux avec ses commanditaires personnels,. Dans le même temps, l'écurie négocie avec Kimi Räikkönen, qui veut quitter la Scuderia Ferrari. L'agent du Finlandais, Steve Robertson, a signé une lettre d'intention en marge du Grand Prix de Belgique pour un contrat de deux saisons rémunérées à un total de 28 millions d'euros. Finalement, Ross Brawn renonce à l'engager, estimant que la rupture du contrat avec Ferrari coûterait trop cher à son équipe,.
Alors que les rumeurs se font de plus en plus insistantes quant à une arrivée de Rosberg chez Brawn et un départ de Button chez McLaren Racing, le 16 novembre 2009, l'écurie est rachetée à 75,1 % par le groupe Daimler qui la renomme Mercedes Grand Prix. Les propriétaires fondateurs, dont Ross Brawn et Nick Fry, conservent 24,9 %,,,,. Des accords courant jusque fin 2011 empêchant Mercedes de s'associer directement avec une autre écurie de Formule 1 que McLaren, un montage financier doit être mis en place pour contourner la situation. Le fonds d'investissement Aabar, qui possède 9 % du groupe Daimler qui contrôle la marque Mercedes, acquiert 30 % de Brawn GP en s'engageant à les rétrocéder à Daimler dans les deux ans. La prise de participation dans l'écurie est estimée à un peu plus de 120 millions d'euros dont environ 75 millions directement payés par Daimler (qui possède dès lors 45,1 % de Brawn GP) et 50 millions par Aabar. En 2010, il est révélé que Brawn GP a enregistré un bénéfice net de 98,7 millions de livres sterling grâce à ses bonnes performances en course et à ses nombreux contrats de sponsoring au cours de la saison. 20 millions de livres ont donc été versés aux actionnaires qui avaient prêté 4,5 millions de livres à l'écurie pour sa survie. Enfin, les 75,1 % acquis par Daimler et Aabar l'ont été pour un montant évalué à 170 millions de dollars. En février 2011, Ross Brawn et Nick Fry cèdent leur participation de 24,9 % au groupe Daimler qui possède alors 60 % du capital de l'équipe et à Aabar dont la participation monte à 40 %.
Approché directement par Ross Brawn avec qui il a déjà travaillé avec succès chez Benetton Formula puis au sein de la Scuderia Ferrari, Michael Schumacher accepte de sortir de sa retraite pour piloter pour le compte de la nouvelle équipe Mercedes,. Après une série de tests au volant d'une monoplace de GP2 Series puis une session à bord d'une Formule 1, l'Allemand signe un contrat de trois ans. Il déclare : « Je reviens en Formule 1 avec la marque de mes débuts, c'est un aboutissement formidable. Ne me demandez pas mon objectif, il est évident : j'ai trois ans pour offrir le titre à Mercedes ». La conséquence immédiate de ce recrutement est le départ de Jenson Button vers McLaren Racing, le Britannique ne souhaitant pas avoir Schumacher comme coéquipier. Nico Rosberg, qui pensait piloter pour Brawn GP aux côtés de Button et devient le coéquipier de Schumacher chez Mercedes déclare même : « Dans un premier temps, j'ai été un peu perturbé, surtout connaissant les excellentes relations qu'entretiennent Michael et Ross Brawn et tout ce qu'ils ont réalisé ensemble... »
Mercedes Grand Prix met plus de temps que Brawn GP pour gravir les échelons du succès. En 2010, le meilleur résultat obtenu est une série de podiums de Nico Rosberg, qui termine troisième des Grands Prix de Malaisie, de Chine et de Grande-Bretagne,,,,,,. La première pole position de l'équipe après son retour dans la discipline est obtenue en 2012, en Chine, par Nico Rosberg, qui obtient également la première victoire de son écurie,,,,. Nico Rosberg réalise, lors du Grand Prix d'Europe le premier meilleur tour en course de Mercedes depuis 1955,,. L'écurie Mercedes terminera quatrième du championnat des constructeurs en 2010 et 2011, cinquième en 2012, puis vice-champion (derrière Red Bull) en 2013, année qui voit la retraite définitive de Schumacher et l'arrivée de Lewis Hamilton au sein de l'écurie. Il faut attendre 2014, année d'un autre grand changement de réglementation, pour que Mercedes remporte le titre de champion du monde des constructeurs avec Nico Rosberg et Lewis Hamilton, le Britannique remportant, de plus, le titre de champion du monde des pilotes. Six autres titres pilotes (dont un avec Nico Rosberg en 2016) et constructeurs suivront.

## Résultats en championnat du monde
| Saison | Écurie                    | Châssis       | Moteur   | Pneus       | Pilotes                          | Grands Prix disputés | Pole positions | Meilleurs tours | Victoires | Points inscrits | Classement |
| ------ | ------------------------- | ------------- | -------- | ----------- | -------------------------------- | -------------------- | -------------- | --------------- | --------- | --------------- | ---------- |
| 2009   | Brawn GP Formula One Team | Brawn BGP 001 | Mercedes | Bridgestone | Jenson Button Rubens Barrichello | 17                   | 5              | 4               | 8         | 172             | Champion   |

| Saison | Écurie                    | Châssis       | Moteur                | Pneumatiques | Pilotes            | Courses | Courses | Courses | Courses | Courses | Courses | Courses | Courses | Courses | Courses | Courses | Courses | Courses | Courses | Courses | Courses | Courses | Points inscrits | Classement |
| Saison | Écurie                    | Châssis       | Moteur                | Pneumatiques | Pilotes            | 1       | 2       | 3       | 4       | 5       | 6       | 7       | 8       | 9       | 10      | 11      | 12      | 13      | 14      | 15      | 16      | 17      | Points inscrits | Classement |
| ------ | ------------------------- | ------------- | --------------------- | ------------ | ------------------ | ------- | ------- | ------- | ------- | ------- | ------- | ------- | ------- | ------- | ------- | ------- | ------- | ------- | ------- | ------- | ------- | ------- | --------------- | ---------- |
| 2009   | Brawn GP Formula One Team | Brawn BGP 001 | Mercedes-Benz FO 108W | Bridgestone  |                    | AUS     | MAL*    | CHI     | BAH     | ESP     | MON     | TUR     | GBR     | ALL     | HON     | EUR     | BEL     | ITA     | SIN     | JAP     | BRÉ     | ABU     | 172             | Champion   |
| 2009   | Brawn GP Formula One Team | Brawn BGP 001 | Mercedes-Benz FO 108W | Bridgestone  | Jenson Button      | 1er     | 1er     | 3e      | 1er     | 1er     | 1er     | 1er     | 6e      | 5e      | 7e      | 7e      | Abd     | 2e      | 5e      | 8e      | 5e      | 3e      | 172             | Champion   |
| 2009   | Brawn GP Formula One Team | Brawn BGP 001 | Mercedes-Benz FO 108W | Bridgestone  | Rubens Barrichello | 2e      | 5e      | 4e      | 5e      | 2e      | 2e      | Abd     | 3e      | 6e      | 10e     | 1er     | 7e      | 1er     | 6e      | 7e      | 8e      | 4e      | 172             | Champion   |

Légende : ici 
- * : La moitié des points a été distribuée parce que moins de 75 % de la distance prévue de la course ont été effectués.

## Palmarès des pilotes Brawn GP
| Pilotes            | Grand Prix disputés | Victoires | Podiums | Points inscrits | Pole positions | Meilleur tour en course |
| ------------------ | ------------------- | --------- | ------- | --------------- | -------------- | ----------------------- |
| Jenson Button      | 17                  | 6         | 9       | 95              | 4              | 2                       |
| Rubens Barrichello | 17                  | 2         | 6       | 77              | 1              | 2                       |